# Kabbale
Pour les articles ayant des titres homophones, voir cabale et Kabale.

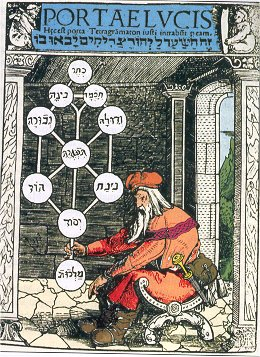
Une version médiévale de l'Arbre de Vie.

La Kabbale (de l'hébreu קבלה Qabbala « réception ») également écrit Cabbale ou Qabale, est une tradition ésotérique du judaïsme, traditionnellement présentée comme la « Loi orale et secrète » donnée par YHWH à Moïse sur le mont Sinaï, en même temps que la « Loi écrite et publique » (la Torah). Elle trouve sa source dans les courants mystiques du judaïsme synagogal antique.
Selon ses adhérents, la compréhension intime et la maîtrise de la Kabbale rapprochent spirituellement l'homme de Dieu, ce qui confère à l'homme un plus grand discernement sur l'œuvre de la Création par Dieu. Outre des prophéties messianiques, la Kabbale peut ainsi se définir comme un ensemble de spéculations métaphysiques sur Dieu, l'homme et l'univers, prenant racine dans les traditions ésotériques du judaïsme.
Le thème du kabbalisme a été en outre repris par nombre de nouveaux mouvements religieux, dont le Centre de la Kabbale qui connaît depuis les années 1980 une certaine notoriété auprès des personnalités du show-business, dont la très emblématique Madonna, mais qui est dénoncé comme une pure imposture par la majorité des rabbins kabbalistes.

## Étymologie
Le mot « kabbale » (Qabalah en hébreu) signifie « réception » au sens le plus général, le terme est parfois interprété comme « tradition ». Le kabbaliste est donc celui qui a reçu (de l'hébreu קיבל Qibel) la tradition. Le mot kabbale ne désigne pas un dogme, mais un courant à l'intérieur du judaïsme et un état d'esprit.
Charles Mopsik rappelle la différence orthographique entre cabale et kabbale :

« La première graphie a été consacrée en français depuis plusieurs siècles alors que la seconde, importée de l'allemand, a été employée en France dans le but de distinguer la « Cabale » des occultistes et autres mystériosophes douteux de la « Kabbale » de la tradition juive authentique. Cette distinction graphique est devenue inutile depuis que « Kabbale » a été adoptée par les occultistes précités. »

## Description générale

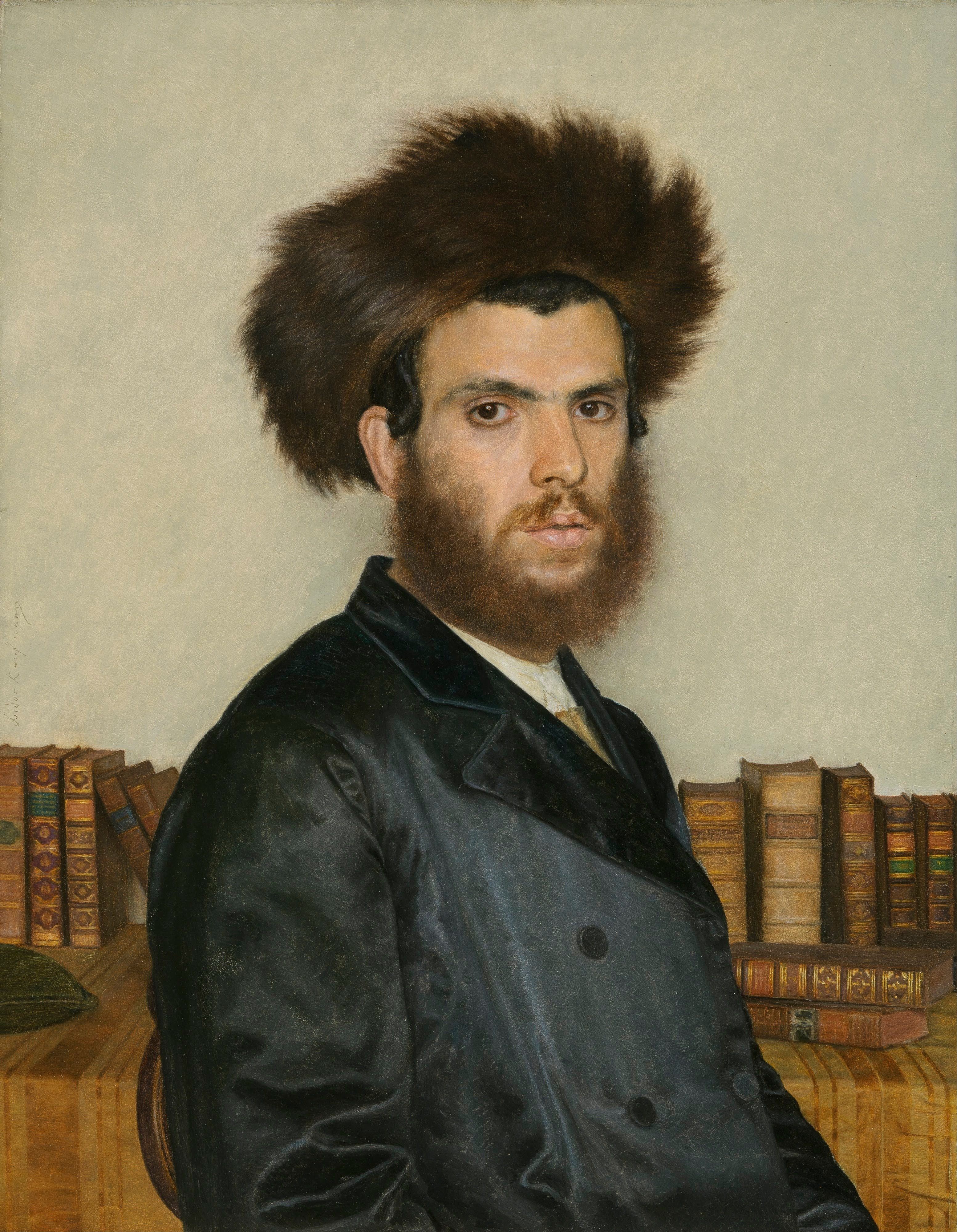
Le kabbaliste, un tableau de Isidor Kaufmann.

Toutes les religions ont un volet mystique ou ésotérique — accès direct à Dieu sans prêtre ou sans église constituée — mais la Kabbale utilise une approche par la voie mystique et la voie de la connaissance.
La Kabbale se voudrait être un outil d'aide à la compréhension du monde en ce sens qu'elle inciterait à modifier notre perception du monde (ce que nous appelons « la réalité » malgré la subjectivité de notre perception). Pour ce faire, la Kabbale met à disposition de ses adeptes un diagramme synthétique : l'Arbre de vie ou des Sephiroth, et autres clés de lecture pour de multiples ouvrages, ainsi qu'un foisonnement de concepts (degrés de signification, contraction, etc.).
Elle propose ses réponses aux questions essentielles concernant l'origine de l'univers, le rôle de l'homme et son devenir. Elle se voudrait à la fois un outil de travail sur soi et un moyen d'appréhender d'autres systèmes de pensée.
La Kabbale, en tant que phénomène, est souvent comprise comme la mystique de la merkabah ; ainsi Scholem commence-t-il son énonciation de la Kabbale dans Les Grands Courants de la Mystique Juive par Hénoch et son cycle, par la mystique qui se développe autour de la vision d'Ézéchiel nommée « littérature des Palais » ou hekhalot, la « mystique de la merkabah ». Cette mystique se présente comme accès, en un voyage ascensionnel et intérieur, au cœur même du divin, au jardin de la science du Livre, au Sod, quatrième terme du Pardès. Elle tire son origine du judaïsme synagogal.

## Principaux textes
- Littérature des Palais ou Écrits du Char Céleste, un ensemble de textes mystiques en hébreu ou en araméen écrits en Eretz Israel relatant des visions extatiques du Char Céleste (la Merkabah), des Cieux, des Anges et du Trône Divin dont la datation admise est comprise entre le IVe siècle et le VIIIe siècle.
- Le livre de la Création (Sefer Yetsirah), le plus ancien texte écrit de la Kabbale, composé entre le IIIe et le VIe siècle, et traditionnellement attribué au patriarche Abraham.
- Le Livre Clair ou de la Clarté (Sefer Ha Bahir), texte complexe apparu au XIIe siècle en Languedoc
- Le Livre de la Splendeur (Sefer Ha Zohar), le livre essentiel de la Kabbale écrit selon la tradition entre la fin du Ier siècle et le IIe siècle par Rabbi Shimon bar Yohaï. La recherche scientifique l'attribue plutôt à Moïse Shem Tob de León, un rabbin espagnol du XIIIe siècle, généralement considéré comme son auteur ou son compilateur.
- Le livre des mystères (Sefer ha-Razim), le livre central de la kabbale pratique ou magique (Kabbalah ma’asit). Ce texte a été composé en Égypte ou en Palestine à la fin de la période talmudique, vers le VIIe ou VIIIe siècle[2].
- Sefer Raziel ou Livre de l’ange Raziel, un recueil de textes médiévaux de pratiques magiques et kabbalistiques composé au XIIIe siècle par le talmudiste Éléazar de Worms, figure du hassidisme médiéval.

## Histoire

### Origines revendiquées
Les historiens sont divisés quant aux origines exactes de la Kabbale. Pour l'auteur du livre de l'ange Raziel, la Kabbale commence avec Adam. Mais il ne s'agit pas d'un historien.

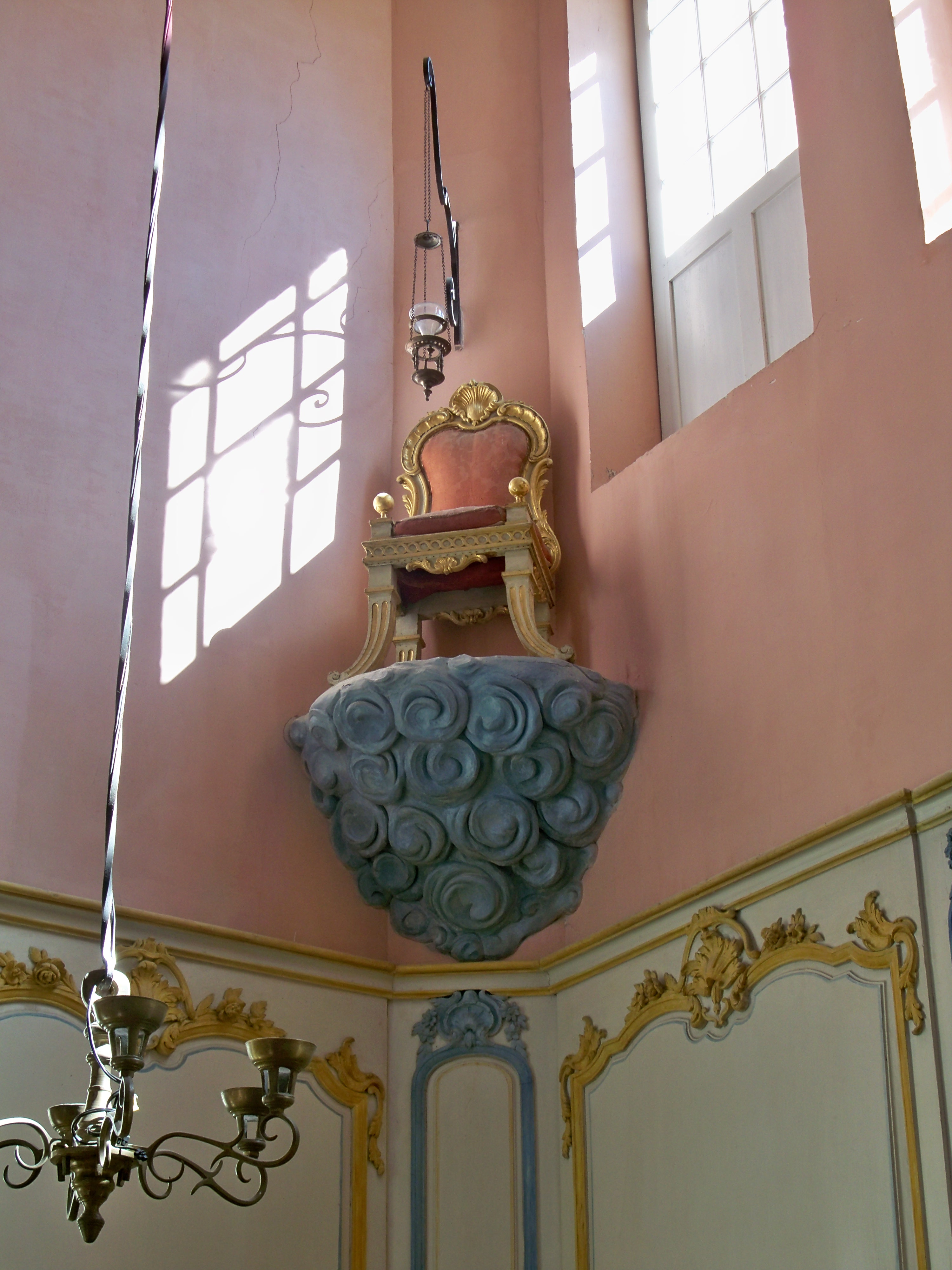
Le fauteuil du prophète Élie à la synagogue de Cavaillon (XVIIIe siècle).

Charles Mopsik et Moshé Idel, pour leur part, supposent que la littérature kabbalistique trouve sa source dans les écrits attribués au prophète Élie, « la figure la plus ancienne et la plus marquante » de la mystique biblique, le messager céleste qui initie son lecteur aux secrets de la Torah.
La figure d’Elie occupe une place majeure dans la littérature apocalyptique apparue vers le IIIe siècle av. J.-C. dans les écoles juives de l'Orient antique. Une littérature de résistance formée par des auteurs qui portent un regard critique sur le monde dans lequel ils vivent, tout en lançant un message d'espérance. Elle s'associe à une autre figure biblique, celle du prophète Ézéchiel. Sa vision de la Merkabah (le « Char de Dieu ») a influencé, d'une manière ou d'une autre, la plupart des textes qui composent cette littérature. Une troisième figure y occupe une place importante : celle du prophète Daniel, associé à sa propre vision de Dieu. Les anges, les messagers, les visionnaires, les êtres intermédiaires entre Dieu et les hommes, jouent le rôle principal dans cette littérature, tandis que la divinité semble prendre ses distances avec l’humanité.
Le plus célèbre des textes de cette école mystique est le Livre d’Hénoch, composé à une date incertaine, entre le IIIe siècle av. J.-C. et le Ier siècle de l’ère chrétienne, présenté sous la forme d’un voyage céleste où se révèlent les « mystères de la création ». Il appartient à la culture du judaïsme synagogal, dont la Kabbale a repris l'héritage.

### Époque talmudique
À la littérature apocalyptique succède la littérature des Palais dans les écoles juives de Galilée et de Babylonie, entre le IIIe siècle et le VIIIe siècle. Le « Palais », c'est-à-dire le Temple idéal, le lieu de Dieu, le char de Dieu au-delà du Temps, visité en songe ou en transport mystique par les auteurs qui composent cette littérature. On en a conservé une vingtaine de textes attribués à des docteurs du Talmud – rabbi Akiba, rabbi Shimon bar Yohaï, rabbi Ismaël, rabbi Nehounia ben Haqana, etc. Réels ou légendaires, les auteurs de ces textes s'inscrivent explicitement dans la tradition des visionnaires des siècles précédents. La tradition, dans l’esprit de la Kabbale, « ne progresse que par retours en arrière, recours aux hommes passé », selon Charles Mopsik. « Elle instaure une connexion immédiate entre tous les maillons d’une longue chaîne et les fait communiquer par-delà le temps et l’espace ».
Le plus célèbre traité de cette période, intitulé Shi‘ur qoma (Mesures du corps), décrit l'apparence corporelle que la divinité revêt lors de sa théophanie sur le Trône. L'immensité des « mesures » est à la fois une expression symbolique de l'incommensurabilité de la transcendance divine et un ensemble complexe de symbolismes numériques.

#### Le livre des Mystères
Ce célèbre traité intitulé Sefer Ha Razim est classé dans le corpus kabbalistique pratique ou magique. Il a été reconstitué à partir des documents de la Guéniza du Caire. Dans sa forme le livre est divisé en sept chapitres dans lesquels sont décrits les sept firmaments et les sept cohortes d’anges qui les habitent. Chaque chapitre porte le nom de firmament. Vingt-huit sujets sont recensés et concernent des genres les plus variés: « donner des insomnies à tes ennemis »; « Protéger un homme qui va à la guerre »; « Gagner une course de chevaux ».
Mais ni la date, ni l’auteur de l’ouvrage ne sont connus avec certitude.

### Moyen Âge

#### Le Livre de la Création (Xesiècle)
Le premier ouvrage classé, traditionnellement, dans le corpus kabbalistique est le Sefer Yetsirah (le « Livre de la création »), un traité de quelques pages qui se présente comme un condensé des découvertes relatives à la création du monde, écrit par Abraham selon la tradition rabbinique, ou par Rabbi Akiba, selon d’autres sources issues de la même tradition.
L’ouvrage est commenté au Xe siècle par Saadia Gaon et par Dunash ben Tamim. Mais ni la date, ni la provenance historique, ni l’auteur de l’ouvrage ne sont connus avec certitude.
Le Sefer Yetsirah se rattache encore à la Littérature des Palais par sa forme poétique et visionnaire, mais il s’en distingue par sa nature essentiellement cosmologique et spéculative. Il délivre, d’une manière concise et suggestive, les concepts majeurs sur lesquels repose la Kabbale médiévale – notamment, les dix sefirot : les « dix nombres abîme » (esser sefirot belimah) assimilables aux dix extensions ou « mesures infinies » d'un principe central, unique et inconnu ; les dix dimensions de l’univers dans lequel Dieu s’est étendu : le haut, le bas, le sud, le nord, l’est, l’ouest, le début, la fin, le bien, le mal.
Charles Mopsik remarque que, pour l'auteur de l'ouvrage, les sefirot correspondent, « aux dix doigts des mains ou des pieds », au centre desquels se situe le corps de l’homme, de sorte que se crée, selon Mopsik, comme « un croisement entre une « physique » du divin et une « métaphysique » de l’humain ».

#### Le Livre de la Clarté (XIIesiècle)

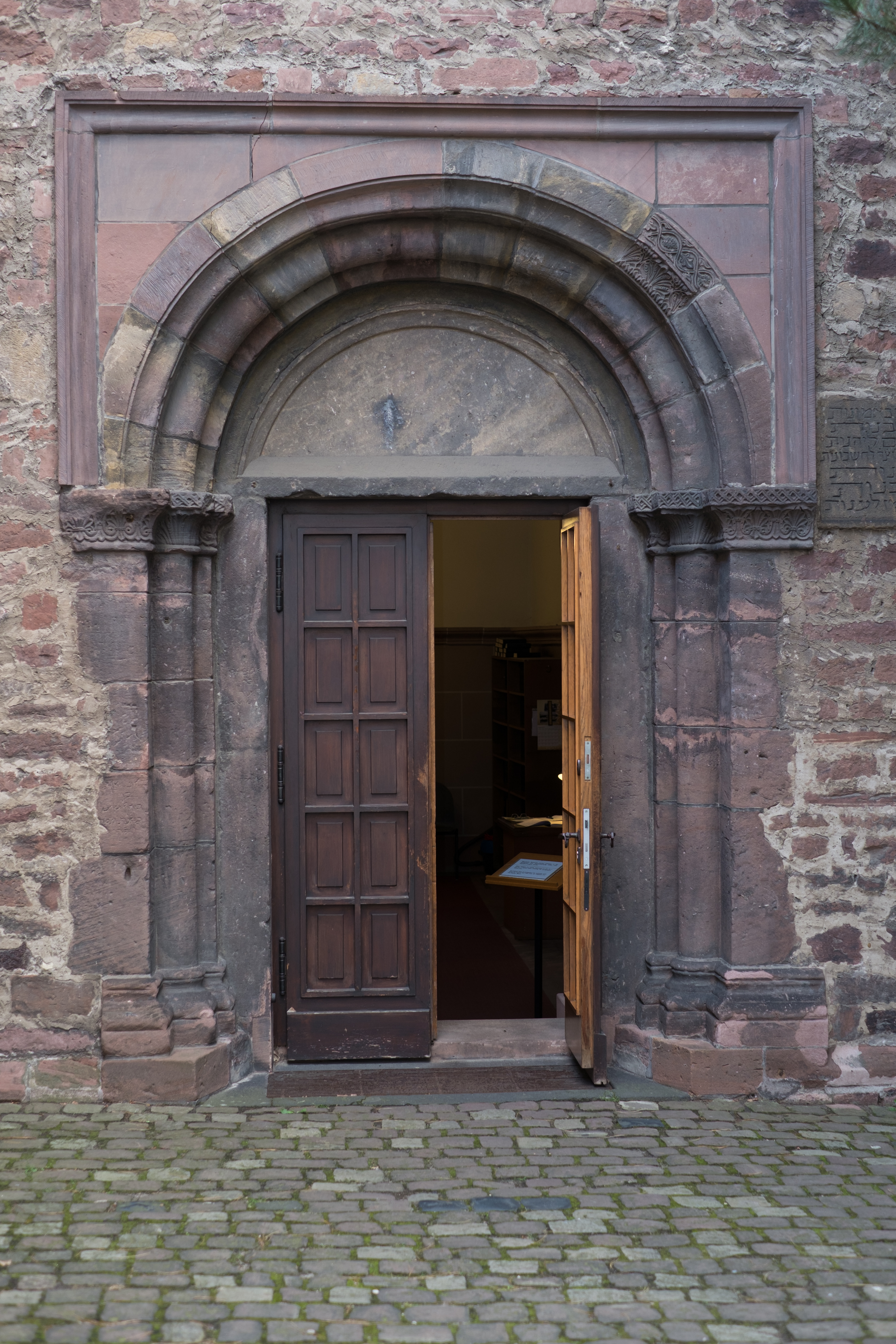
Le portail de la synagogue de Worms en Rhénanie avec des vestiges du XIIe siècle.

Le deuxième livre-phare du corpus kabbalistique apparaît au XIIe siècle dans les écoles juives de Rhénanie, du Languedoc et de Provence. Il s’agit du Sefer HaBahir (le livre de la Clarté ou de l’Éclair). Les premiers écrits kabbalistiques peuvent ainsi être datés assez précisément, vers 1130, quand les énigmatiques feuillets du Sefer Bahir sont retranscrits dans les yeshivas de Provence dans un sens mystique. La région connaît alors une exceptionnelle période de tolérance propice au mysticisme, en particulier au catharisme.
Constitué de deux cents courts chapitres, le Livre de la Clarté se présente comme l’ouvrage de Nehounia ben Haquanah, un rabbin du IIe siècle de l’ère commune, mais, selon l’historien Daniel Abrams, il aurait été compilé durant le XIIe siècle par plusieurs auteurs successifs, d’abord dans les cercles hassidiques judéo-allemands, puis dans les premières écoles kabbalistiques de Provence et du Languedoc, où il aurait trouvé sa forme définitive.
Le Bahir développe la théorie des sefirot exposée dans le Sefer Yetsirah en l’ordonnant selon un schéma corporel : « Le Saint béni soit-il a sept formes saintes et toutes ont leur correspondant en l'homme, ainsi qu’il est dit : « Car à l’image de Dieu il a fait l’homme, mâle et femelle il les créa » (Gen. 9:6) ; « À l’image de Dieu il le créa, mâle et femelle il les créa » (Gen. 1:27). Et ce sont : la cuisse droite et la gauche, la main droite et la gauche, le tronc et l’alliance. En voilà six, et tu avais dit sept. La septième [forme] est en sa femme, comme il est écrit : « Ils seront une chair une » (Gen. 2:26). »
Toutes les réalités sont référées à deux principes universels dans le Bahir : un principe masculin et un principe féminin, un « couple mâle/femelle, à la fois comme désignation de la structure duelle du monde divin et comme forme finale de l’unification des puissances divines », selon Mopsik.
Gershom Scholem suppose que l’ouvrage doit, en partie, son origine à un courant ancien du gnosticisme juif, lié à l’école judéo-platonicienne de Philon d'Alexandrie ; une influence que Scholem repère dans les images mythiques et les exégèses audacieuses du texte, mais surtout dans le schéma anthropomorphique et androgyne sur lequel le texte s'appuie, un schéma néoplatonicien qui semble défier l’orthodoxie du judaïsme classique.
Moshé Idel observe des similitudes entre Bahir et plusieurs manuscrits trouvés à Qumran, écrits entre Ier siècle av. J.-C. et le Ier siècle apr. J.-C.. Idel, suivi en cela par Mopsik, réfère la Kabbale à des sources antiques qui précèdent la théologie gnostique. Idel et Mopsik considèrent que « Scholem a sous-estimé l'élément proprement juif dans la constitution de la kabbale et grossi l'influence de la gnose ».
Des éléments qui n'apparaissent que marginalement dans le corpus talmudique, mais présents depuis des siècles dans la culture juive, réapparaissent dans le Bahir. Une tendance qui, selon Charles Mopsik, s’affirmera de plus en plus parmi les kabbalistes : conjuguer les impératifs de la foi juive et les croyances transmises dans ses marges.
Le mouvement hassidique médiéval a constitué le milieu dans lequel s’est préfigurée la Kabbale en Rhénanie dans la première moitié du XIIe siècle, principalement au sein de la famille Kalonymos. Yehoudah HaHassid et son disciple, Eléazar Kalonymos de Worms, y occupent la place la plus importante. Ce dernier est probablement l'auteur du Sefer Raziel.
Contemporaine de la montée de ce mouvement, les premières formes historiques de la Kabbale apparaissent en Provence et au Languedoc, dans les écoles rabbiniques de Lunel, de Narbonne, de Posquières, etc. Le Bahir y fait son apparition entre 1150 et 1200, selon Gershom Scholem.

#### Isaac l'Aveugle et l'école de Posquières (XIIe-XIIIesiècle)

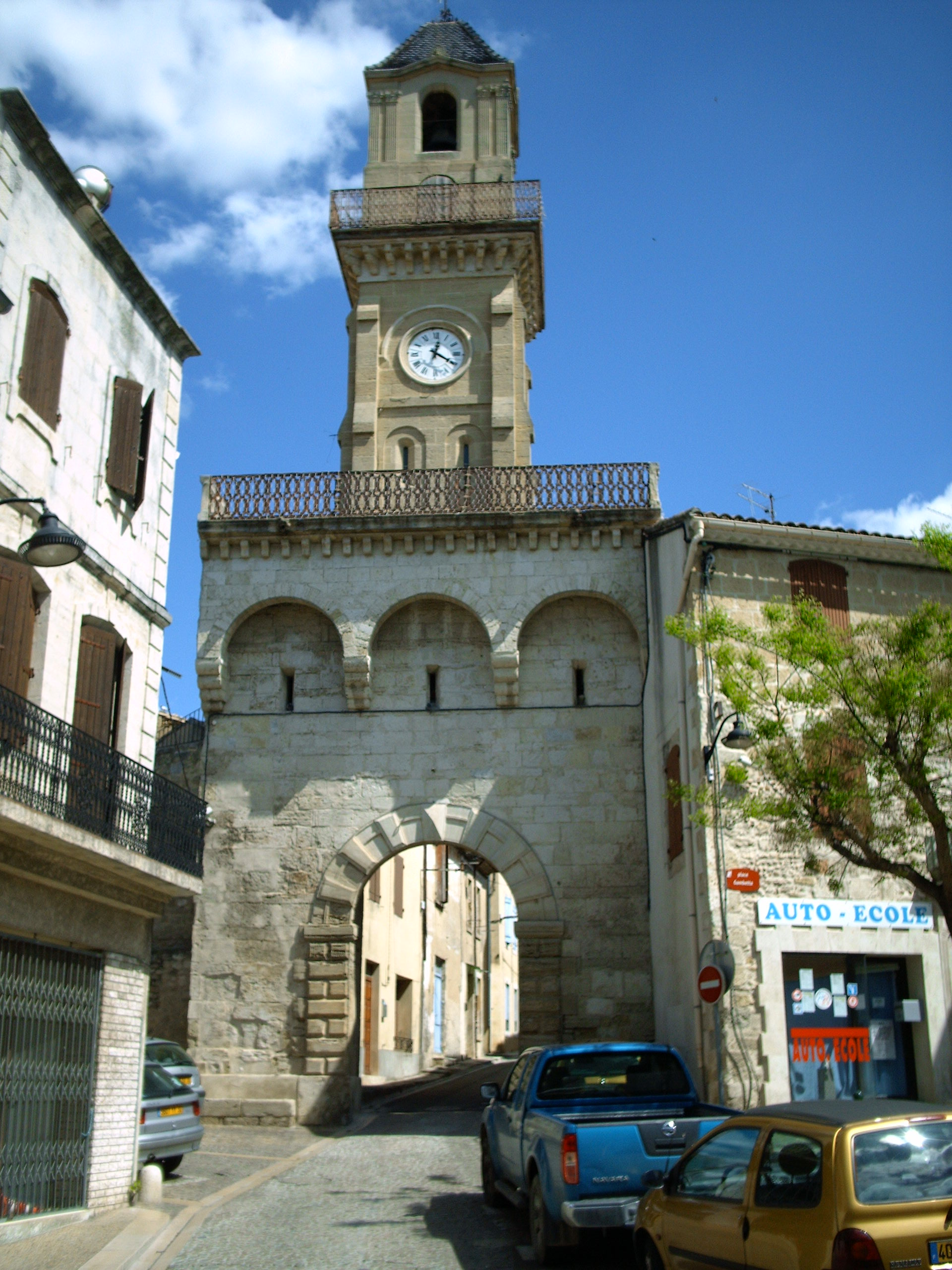
Porte de Saint Gilles à Posquières (aujourd'hui Vauvert, dans le Gard), où vivait une communauté juive importante au XIIIe siècle.

L’école de Posquières (aujourd’hui Vauvert dans le Gard) joue un rôle majeur dans la création de la littérature kabbalistique, animée par trois générations de rabbins – Abraham ben David (1120 - 1197) ; son fils, Isaac l'Aveugle (1160 - 1235) ; son petit-fils, Acher ben David – qui ont diffusé et commenté les concepts du Bahir de la manière la plus remarquable. Ce sont les pères-fondateurs de la forme moderne de la Kabbale.
Les commentaires d'Abraham ben David reprennent le schéma corporel qui apparaît dans le Bahir. Il n’attribue pas, pour autant, une forme corporelle à l’Être suprême. Entre Dieu et l’homme, se crée une image, une figure, une entité intermédiaire dont l’anthropomorphisme et l’androgynie ne contredisent pas la tradition biblique et talmudique. Éprouvée par l’homme jusque dans son propre corps, comprise littéralement autant qu’allégoriquement, la figure évite de rabaisser l’Être suprême au rang d’une réalité charnelle.
C’est à Abraham ben David que l’on doit la première représentation des deux principaux attributs divins, celui de la Miséricorde (masculin) et celui du Jugement (féminin), sous la forme d’une figure bisexuée dans laquelle les deux principes diffèrent, mais ne se séparent pas, s'imbriquant l’un dans l’autre.
Pour conjurer la crainte du dualisme propre au judaïsme rabbinique, Abraham ben David affirme que, si ces deux principes agissent dans des directions apparemment opposées, ils comprennent chacun leur contraire, sans pour autant s’abolir, ni porter atteinte à leur caractère spécifique, de sorte que l’un ne s’active jamais sans que l’autre qui l’habite n’entre aussi en action, même si ce n’est qu’à un degré d’efficience moindre.
Le fils d'Abraham ben David, Isaac l'Aveugle, développe les conceptions de son père. Le commentaire d’ Isaac l’Aveugle sur le Sefer Yetsirah constitue « la première œuvre qui explique la Bible sous l’éclairage d’une théorie systématique des sefirot dans l’esprit de la Kabbale. À la tête des qualités divines, il place la « pensée » (mahashabah) d’où surgissent les paroles divines, les « mots » au moyen desquels le monde fut créé. Au-dessus de la « pensée » se trouve le Dieu caché, qui reçoit pour la première fois le nom de En Sof (« l’Infini ») […] Avec la théorie des sefirot, il développe le concept de la mystique du langage. La parole de l’homme est connectée à la parole divine, et tout le langage, céleste ou humain, provient d’une seule source, le Nom divin ». Une conception du langage dont la portée sera considérable dans la culture juive moderne et bien au-delà d’elle.
Le principe qui détermine la Kabbale n'est pas le Logos (la Raison), mais le langage lui-même, pour Isaac l'Aveugle. Un principe qui requiert une méthode de pensée, attentive au langage et à tout ce qui émane du langage : les rêves, les songes éveillés, les extases, des transports mystiques, etc.
Isaac l’Aveugle a été le premier kabbaliste à présenter les sefirot comme les causes mystérieuses et les essences de toute réalité. La Kabbale structure pleinement son système théosophique et théurgique avec Isaac l'Aveugle. Il inaugure une nouvelle ère dans le judaïsme en le réinterprétant complètement.
Dieu est influençable ; Dieu fait des choix ; Dieu est perfectible : Une faille a atteint Dieu tel que le conçoit Isaac l'Aveugle. Les malheurs de l’histoire, les désastres, les catastrophes collectives et individuelles ont pour origine cette sorte de brèche, de pgam (de dommage), à l’intérieur de la divinité, remarque Mopsik dans son étude de l'œuvre d'Isaac l'Aveugle. Il va donc s’agir, pour les kabbalistes, d’influencer Dieu afin de réparer, autant que possible, la faille et le dysfonctionnement qu'elle cause, « comme des ingénieurs manient une machine sophistiquée », selon Mopsik.
Acher ben David, le neveu d’Isaac l’Aveugle, poursuit son œuvre. Son ouvrage principal, le Livre de l’Unité, est le premier traité kabbalistique qui nous soit parvenu complet, le premier ouvrage de ce genre destiné à un large public. Des motifs d’origine néo-platonicienne, déjà présents dans l’œuvre de son oncle, sont encore plus remarquables chez Acher ben David. C’est lui qui transmet la Kabbale dans les écoles rabbiniques du nord de l’Espagne, à l'école de Gérone en particulier.

#### Azriel et l'école de Gérone (XIIIesiècle)

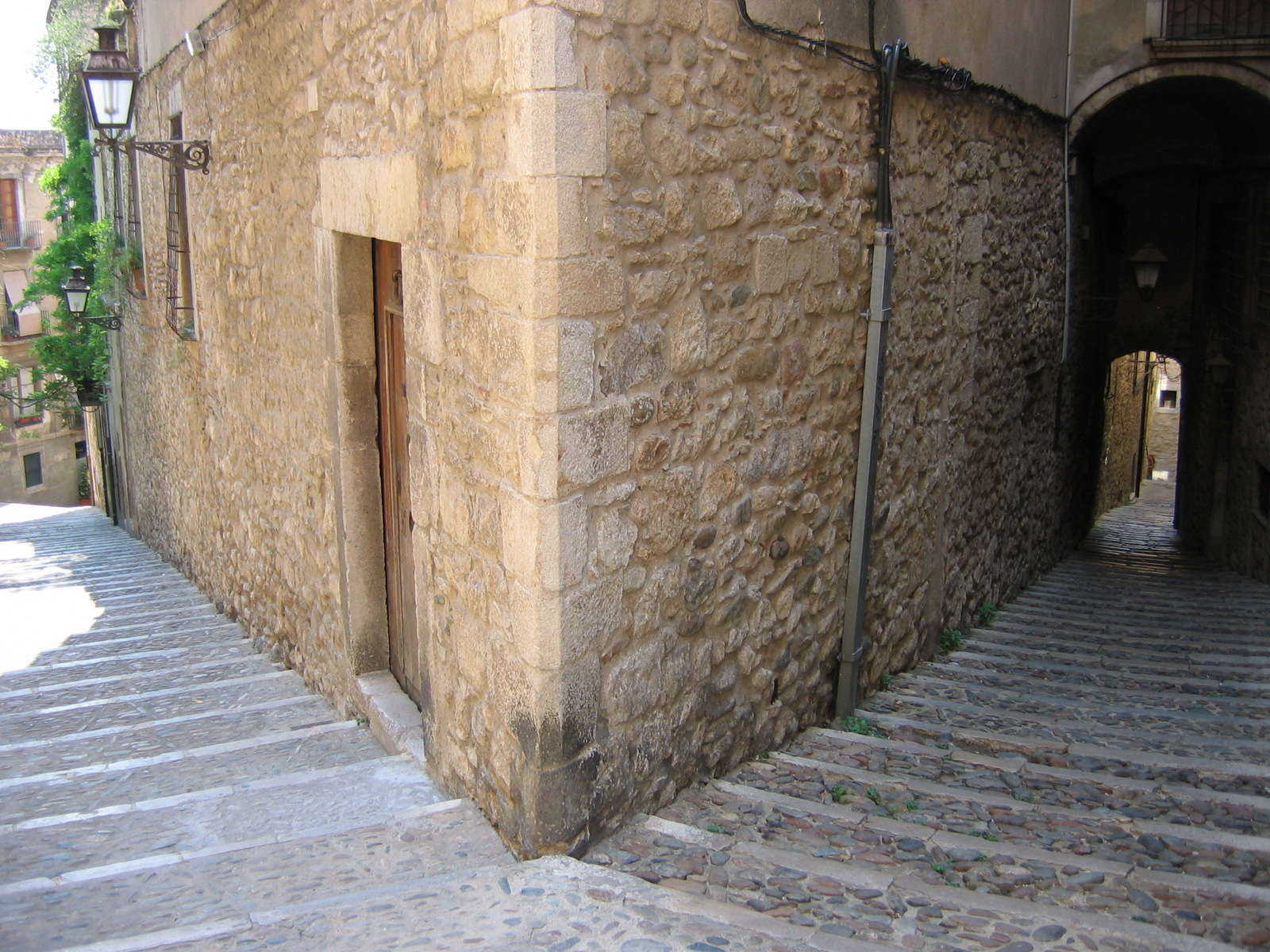
Rue du quartier juif de Gérone "El Call"

Enseignant à l’école de Gérone, en Catalogne, Ezra ben Salomon, un disciple d’Isaac l'Aveugle et d'Acher ben David, diffuse l’enseignement de la Kabbale dans un cercle de lettrés juifs dans le premier tiers du XIIIe siècle. Ezra ben Salomon souligne l’autonomie de la pensée kabbalistique par rapport aux autres écoles de la pensée juive, par rapport à l’école maïmonidienne en particulier. Il expose la filiation biblique de la Kabbale tout en élaborant la première critique explicite de la philosophie de Maïmonide.
Dans la lignée d'Isaac l'Aveugle, Ezra de Gérone développe une conception de Dieu très éloignée de la conception aristotélicienne de la divinité à laquelle se réfère Maïmonide. Le Dieu d'Aristote ne se laisse pas influencer, alors que les kabbalistes conçoivent une divinité sensible aux hommes ; une divinité proche des conceptions mystiques, oniriques et extatiques, que Platon expose dans quelques-uns de ses dialogues, dans le Phèdre en particulier. Conceptions marginales dans l'œuvre de Platon, et même contradictoires avec sa doctrine principale, puisqu'elles ne reposent plus exclusivement sur le raisonnement, en mettant en jeu la vision prophétique ou divinatoire.

L'arbre de vie avec le nom des 10 Sephiroth et les 22 chemins en hébreu, d'après Le Portique du questionneur d'Azriel de Gérone.

Azriel de Gérone, un autre disciple d’Isaac l'Aveugle, est beaucoup moins critique envers Maïmonide, même s'il se situe lui-même dans le courant néo-platonicien de la pensée juive. Azriel joue un rôle majeur à l’école de Gérone. Il publie un ouvrage intitulé Le Portique du questionneur qui inaugure un genre littéraire d’une portée considérable dans l’histoire de la Kabbale.
C’est dans cet ouvrage qu'Azriel livre « la première explication systématique des dix sefirot sous la forme d’un tableau décrivant leur fonction, leur place dans la hiérarchie des émanations et les symboles qui leur sont attachés », selon Mopsik. À la figure anthropomorphe et androgyne du Messager céleste évoquée dans le Sefer HaBahir, Azriel superpose une arborescence structurelle que les kabbalistes nommeront l'Arbre de Vie en référence au récit de la Genèse.
Azriel invente une méthodologie nouvelle, basée sur les conceptions d'Isaac l'Aveugle et sur la place essentielle que tient le langage dans ces conceptions.
Nahmanide, un disciple d'Azriel né également à Gérone, introduit dans ses écrits les vues de son maître. Issu d'une famille de chefs communautaires illustres, disposant d'un grand prestige dans les communautés juives de Catalogne et de Castille, alors que l'enseignement de la Kabbale reste encore confidentiel, réservé à un petit cercle de lettrés, Nahmanide contribue durablement à la diffusion des conceptions kabbalistiques. « Qu'une autorité religieuse comme Nahmanide ait couvert de son auréole la Kabbale naissante a conféré à cette dernière une renommée sans égale » parmi les Juifs d'Espagne au XIIIe siècle, selon Charles Mopsik.
La Kabbale apparaît alors aux yeux des Juifs d'Espagne, dans leur ensemble, comme à l'opposé de la doctrine rationaliste développée par Maïmonide et son école néo-aristotélicienne depuis le XIIe siècle. Les kabbalistes de l'école de Gérone ne sont pas anti-rationalistes pour autant. Mais ils s'appuient sur une mystique qui se refuse à confondre le Dieu d'Israël et la Raison. C'est grâce à cette école que la Kabbale gagne son audience auprès d'un public beaucoup plus large qu'au Languedoc ou qu'en Provence au siècle précédent.

#### Aboulafia et les écoles castillanes (XIIIesiècle)
L’enseignement de la Kabbale est passé de l’école de Gérone aux écoles juives de Castille (principalement à Ségovie, à Tolède et à Burgos) dans la première moitié du XIIIe siècle. La Castille devient alors le centre où se rencontrent tous les courants de la mystique juive. La Kabbale s’y développe considérablement dans la deuxième moitié du XIIIe siècle.
La littérature kabbalistique y affirme son caractère composite, issu de trois sources principales :
- le corpus des études juives anciennes (Talmud, Midrach, littérature synagogale, Littérature des Palais et textes apparentés)
- les philosophes juifs médiévaux (Abraham ibn Ezra, Bar Hiyya, Salomon ibn Gabirol, Juda Halevi, Maïmonide, etc.)
- les écrits platoniciens et néoplatoniciens, en particulier Philon d'Alexandrie, Plotin, Jamblique, Proclus, Jean Scot Erigène, etc.

La littérature kabbalistique y affirme également son projet : restaurer la tradition ésotérique du judaïsme ; élaborer un système à la fois philosophique et mystique afin de s’opposer au courant aristotélicien dominant, alors, dans les communautés juives, sous l’influence de l’école maïmonidienne.
Toutefois, les kabbalistes constituent un mouvement où les variables sont importantes. Selon leur tempérament, les auteurs de la Kabbale poursuivent des objectifs qui diffèrent sur tel ou tel point de leur doctrine, et qui parfois s'opposent. Moshé Idel remarque que la Kabbale se partage en deux courants principaux : le courant théosophico-théurgique et le courant extatique.
- Le premier courant, théocentrique, tend à percevoir la perfection religieuse comme un instrument permettant d'exercer une influence effective sur la divinité.
- Le second courant, extatique, est anthropocentrique : l'expérience mystique de l'individu y est en soi le bien suprême, sans forcément impliquer le souci d'agir sur l'harmonie intérieure de la divinité.

Ces deux courants peuvent se conjuguer, ils peuvent parfois s'équilibrer, ou établir une sorte de dialectique, mais l'un ou l'autre prédomine dans la plupart de cas.
Isaac ibn Latif appartient nettement au courant anthropocentrique. Il écrit une œuvre majeure entre 1230 et 1270 : La Porte du ciel (Cha’ar ha-Chamayim). Il y postule que la divinité ne peut être contemplée qu’au moyen d’une extase supra-intellectuelle, qui implique une expérience vécue, supérieure même à celle de la prophétie, « béatitude de l’union suprême », que la spéculation philosophique ne peut atteindre.

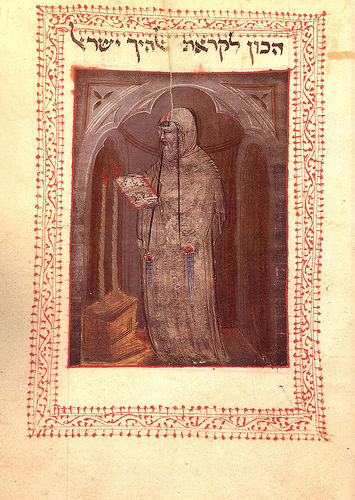
Abraham Aboulafia

Abraham Aboulafia appartient également au courant anthropocentrique. Il se signale vers 1260 en Castille, à l’école de Tolède. Il y étudie la philosophie. Puis il y bénéficie d’une révélation prophétique qui lui enjoint d’aller rendre visite au Pape.
Un kabbaliste extraordinaire, connu surtout pour le récit de ses voyages en Orient, en Grèce et en Italie, qu’il relate dans Le Livre du Témoignage. Mais il a écrit bien d’autres ouvrages – le Seva netivot ha-Tora (L'Épître des sept voies) et Le Sefer ha-Oth (Le livre du Signe), en particulier.
Aboulafia met en jeu un concept important pour les kabbalistes « desceller l’âme, enlever les nœuds qui la lient ».
Ce « dénouage » est un moyen de retrouver l’état d’union originelle avec le divin. Ce « dénouage » démantèle les barrières qui séparent l’âme, d'une part, et le courant de la vie cosmique, de l'autre. L’âme est, en effet, confinée dans les limites de l’existence humaine et ces barrières l’empêchent de prendre connaissance du divin.
« Les préoccupations du monde physique sont autant d’obstacles sur la voie de l’illumination dont il faut se débarrasser par une discipline ascétique avant de s’engager dans la pratique de la méditation qui mène à l’union avec le divin. Toutefois, Aboulafia ne prêche pas une négation complète du corps. Il reconnaît non seulement que le bien-être psychologique de l’individu dépend de la réintégration dans le monde physique, mais aussi que l’union mystique elle-même fait l’objet d’une expérience en termes somatiques, voire érotiques ».
Les sefirot, qu'Aboulafia assimile aux attributs (middot) de Dieu, sont les canaux par lesquels le flux supra-intellectuel s'épanche sur le mystique, en lui permettant d’accéder à la connaissance du divin. Toutefois, il considère la théorie des sefirot comme « un système plus primitif et de moindre valeur » que la science qu'il conçoit dans ses ouvrages.
Aboulafia répand une nouvelle discipline qu’il nomme Hochmah ha-Tseruf, la « science de la combinaison des lettres », décrite comme un « guide méthodique » pour la méditation en faisant appel à l’étude des lettres et de leurs graphies. Il compare cette méthode à la musique, les lettres prenant la place des notes dans la gamme. Il développe ainsi une propédeutique qui s’apparente aux expériences d’union mystique des soufis de l’Islam.
Aboulafia utilise aussi deux autres méthodes : Dillug et Kefitsa, le « saut » et le « bond », qui visent à passer d’une association d’idées à une autre à des fins méditatives. Il conseille également, lors des méditations, d’effectuer des exercices de respiration et d’adopter des postures spécifiques. Il inaugure un « nouveau mode d’être religieux, plus individualiste et libertaire, très en avance sur son temps », selon Mopsik, si en avance que les autorités rabbiniques entament avec lui une polémique qui l’oblige, finalement, à quitter la Castille vers 1270. Néanmoins il y a exercé une influence considérable.

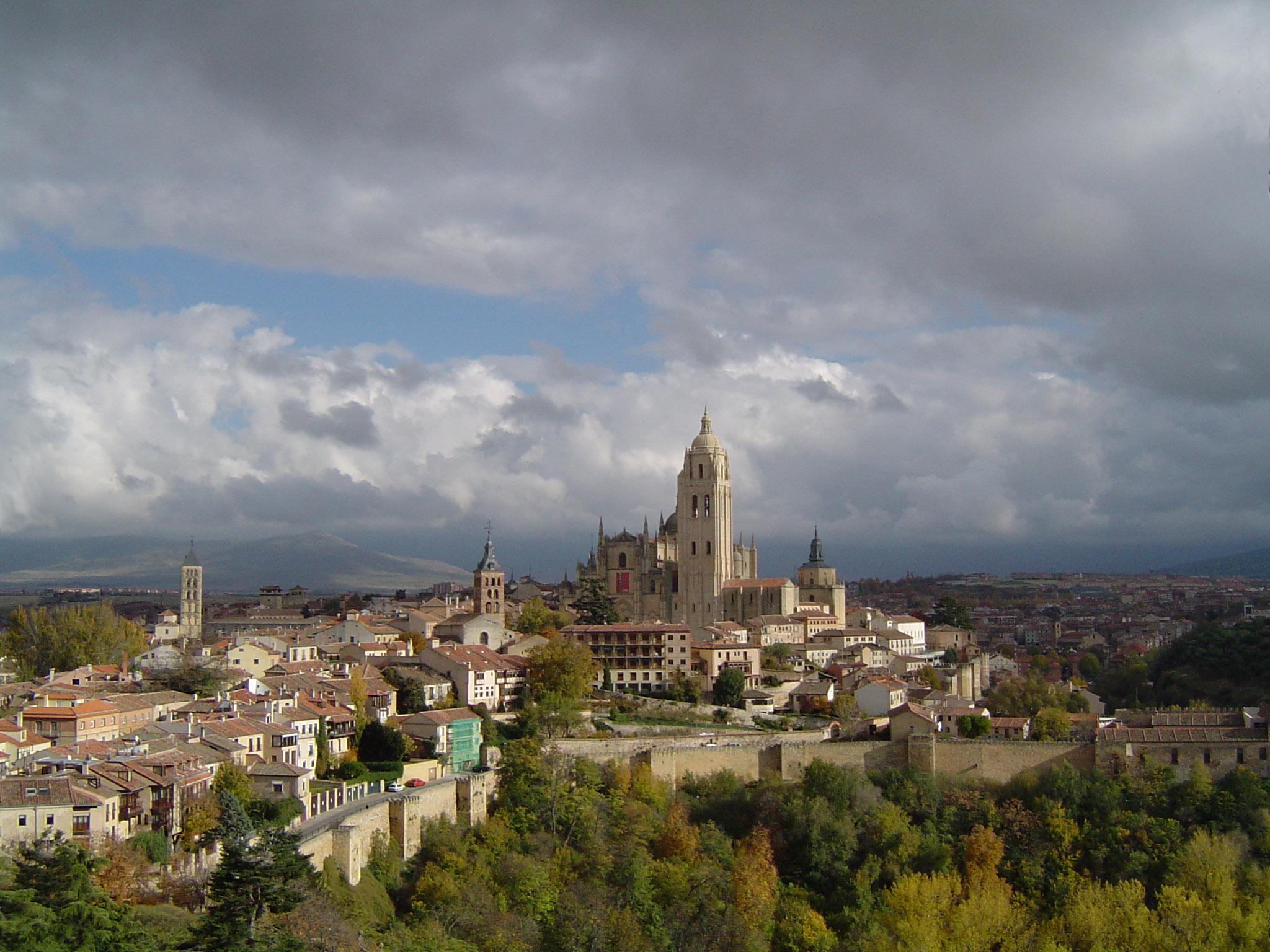
Ségovie

Isaac ben Jacob ha-Cohen, un rabbin de l’école de Ségovie, publie dans les années 1270 le Sefer ha-Orah, Le Livre de la lumière. Il y développe une Kabbale séfirotique où l’origine des forces du mal occupe une place importante. C’est dans ses écrits qu'apparaît, pour la première fois, la conception d’une émanation issue du « côté gauche » de la divinité, d’où procèdent les puissances maléfiques.
On observe également dans son œuvre une forte tendance à dresser de longues listes d’êtres qu’il situe « en dessous du royaume des sefirot ». Ces émanations du second rang sont décrites comme des « rideaux » (pargonim) devant les émanations séfirotiques, ou encore comme les « vêtements » des âmes intérieures des sefirot. « Ce thème court à travers tous les écrits de Isaac ben Jacob ha-Cohen », signale Gershom Scholem. Un thème nouveau parmi les kabbalistes. Il influencera les auteurs du Sefer Ha Zohar.
Enseignant également à l’école de Ségovie, Joseph ben Abraham Gikatila (1248-1325), un disciple d’Aboulafia, écrit Le jardin du noyer (Ginat Egoz), un ouvrage cosmologique et métaphysique qui inspirera à Spinoza la fameuse formule : Deus sive natura (« Dieu, c’est-à-dire la nature »), selon Moshé Idel.
Gikatila entre en relation dans les années 1280 avec Moïse de León. Dès lors, ils vont s’influencer mutuellement, en développant considérablement la Kabbale.
Les deux ouvrages principaux de Gikatila, Les Portes de la justice (Cha’aré Tsédeq) et Les Portes de la lumière (Cha’aré Orah), peignent avec précision la structure anthropomorphe et androgyne du monde divin. Il propose un parcours complet des dix degrés de l’émanation (autrement dit des sefirot) et des canaux qui les relient.
Gikatila conçoit que le corps du cabaliste devient comme le sanctuaire où le divin trouve le repos et une place sur la terre, Il parle de la pureté et de la sainteté de chaque organe comme étant le fait de sa transformation en véhicule mystique, autrement dit en résidence de l’organe correspondant du grand corps de Dieu.
Gikatila s’est efforcé de faire une « présentation détaillée, mais cependant claire et systématique de la pensée kabbalistique », selon Gershom Scholem.

#### Moïse de Léon et Le Livre de la Splendeur (XIIIe-XVesiècle)
Formé dans les écoles castillanes, Moïse de León (1240-1305) enseigne la Kabbale à Guadalajara, au début des années 1270, quand il songe rassembler le corpus kabbalistique dans un ouvrage monumental. C’est un collecteur, un compilateur, un éditeur, une sorte d’encyclopédiste de la Kabbale.
La production littéraire de Moïse de Léon est abondante. On connaît de lui une quinzaine d’ouvrages, des commentaires sur les raisons des Commandements, sur les sefirot, sur la Merkabah, sur l’âme et sa destinée, sur la liturgie, etc. Mais ses traités ne disposent pas d’assez d’autorité pour remettre en cause le prestige dont bénéficient Aristote et ses commentateurs juifs dans les écoles maïmonidiennes. D’où l’idée d’opposer à la littérature judéo-aristotélicienne, une littérature parée d’un prestige plus grand encore que celui d’Aristote dans les communautés juives, une littérature aussi ancienne, venue de Terre sainte, écrite dans une langue aussi vénérable, et attribuée à l'un des fondateurs du judaïsme rabbinique, Rabbi Shimon bar Yohaï, et à son école. En tous cas, c’est ce que supposent les historiens modernes de la Kabbale, à la suite de Gershom Scholem. À l'opposé, Paul Vulliaud soutient que Rabbi Shimon bar Yohaï est l'auteur du Zohar « en ce sens que le recueil kabbalistique contient et perpétue sa doctrine ».

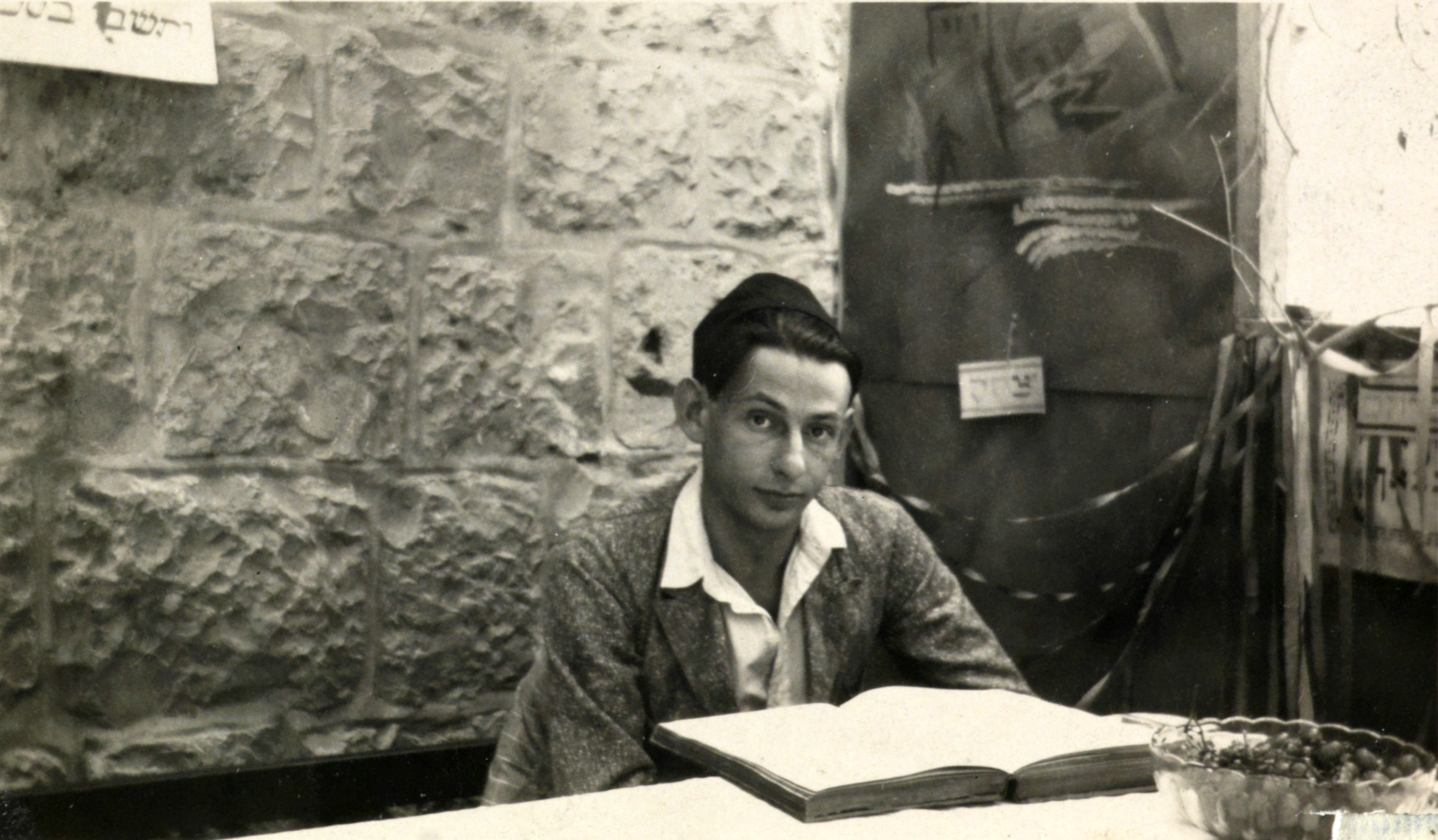
Gershom Scholem.

Un ouvrage très volumineux commence à circuler parmi les lettrés juifs au début des années 1280 : le Midrash ha-Néélam, « Le Commentaire caché », puis un autre du même style, tout aussi volumineux, issu de la même école, le Midrash yerouchalmi, « le Commentaire de Jérusalem ». Moïse de Léon et son disciple, Isaac ben Sehoulah, sont les deux premiers kabbalistes à citer ces ouvrages vers 1280 en les attribuant à Shimon bar Yohaï. Toutefois, d'après la critique universitaire, ces ouvrages laisseraient percevoir qu'ils ont été écrits à une époque bien plus récente que celle de Shimon bar Yohaï, par des références aux Croisades par exemple. Paul Vulliaud a cependant fait observé que « le fragment suspect de modernité appartient à la donnée classique de la littérature apocalyptique chez les Juifs, savoir : la croyance générale à la destruction de Rome et au rétablissement de Sion. (...) Et la preuve définitive que le morceau du Zohar en cause ne date pas seulement de la fin du XIIIe siècle, époque fixée par les critiques, c’est qu’on en trouve la substance déjà dans les Nistaroth di Rabbi Shim’ôn ben Yochaï. (...) Ce thème, retrouvé dans le Zohar, n’a donc rien à voir avec les Croisades ».
Scholem se base sur une analyse stylistique, mais également sur le fait que Moïse de Léon détenait les manuscrits originaux de ces ouvrages, selon le témoignage d’un de ses disciples, pour supposer que Moïse de Léon et son école ont composé ces ouvrages dans les années 1270. Réunis, ils prennent le nom de Sefer Ha Zohar, « Le Livre de la splendeur ». L’œuvre la plus célèbre du corpus kabbalistique.
Une nouvelle étape est franchie dans l’histoire de la Kabbale. Le Zohar gagne de plus en plus d'audience dans les communautés juives d’Espagne. Un changement d’échelle se produit au tournant du XIIIe et du XIVe siècles. La Kabbale devient un phénomène social avec la diffusion du Zohar, selon Mopsik.
Le Zohar se présente comme un commentaire des Écritures saintes, écrit en judéo-araméen à la manière des exégèses rabbiniques de la fin de l’Antiquité, sous forme d’une homélie, d’un dialogue ou d’une discussion entre rabbins. L’ouvrage rassemble la plupart des hypothèses kabbalistiques issues des écoles du XIIe et du XIIIe siècles.
« La Bible est un document chiffré, au sens où ses récits ne sont qu’un voile qui cache un système de pensée et un savoir très précieux portant sur la structure du monde, de l’homme et de Dieu ». Ce postulat se répand parmi les Juifs à partir du XIVe siècle, véhiculé par le Zohar et par ses commentateurs. La Kabbale prend alors une valeur aussi sainte que la Bible et le Talmud.
Le salut de l’individu, le salut de son âme aussi bien que le bien-être de son corps, dépendent du déchiffrage du texte saint, selon le Zohar. Mais, pour Mopsik, le Zohar est moins une « doctrine secrète », qu’une « pensée du secret », où il s’agit d’abord « de voir les choses les plus courantes, les plus habituelles, comme si on les regardait pour la première fois ».
Le Zohar attache une grande importance aux pratiques du judaïsme. Les mitzvot, les rites dictés par les commandements divins, perdent leur signification quand on les accomplit sans éprouver intimement, intellectuellement et corporellement, ce qu’ils recouvrent.
Ce qui se donne pour une évidence, déterminée par les habitudes, voile la vérité qu’elle transmet : toute chose est enveloppée d'un vêtement, d’une kelippah, d’une « coquille », pour le Zohar. Une coquille que l’on prend souvent pour cette chose même et qui à ce titre est le vecteur de toutes les illusions. Il faut briser la coquille, surmonter les illusions qu’elle provoque, pour pénétrer le fruit, l’amande, symbole du secret, pour le Zohar.

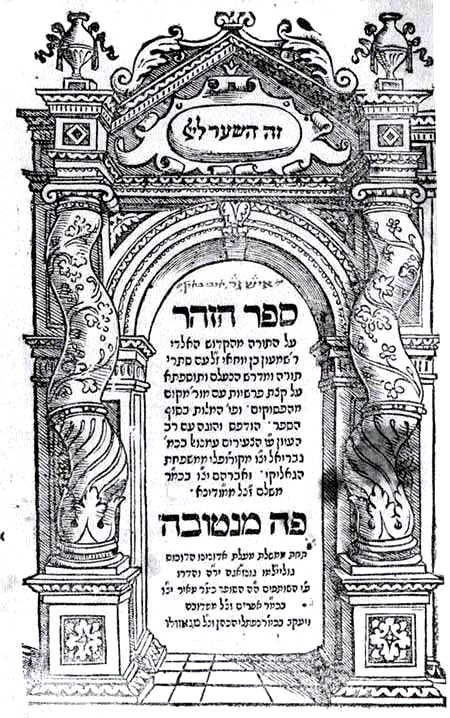
Page de couverture du Zohar, imprimé à Mantoue en 1558. Première édition imprimée.

Durant la vague de persécutions anti-juives qui débute en Espagne en 1391, le Zohar apparaît comme l’arme essentielle de la résistance juive face à la persécution, alors que, pour y échapper, nombre de Juifs proches de la philosophie maïmonidienne choisissent de se convertir à la foi chrétienne.
C'est grâce au Zohar que l’étude de la Kabbale se répand dans les communautés juives allemandes au cours du XIVe siècle, et dans celles d’Italie, d’Afrique du Nord, du Levant et de Perse. Avec l’expulsion des Juifs d’Espagne en 1492, la Kabbale se diffuse bien plus largement et plus profondément encore dans les communautés juives, jusqu’en Europe centrale et au Yémen, véhiculée par les émigrés judéo-espagnols. Leur dispersion va cristalliser de nouvelles écoles kabbalistiques en Occident et en Orient.

### Période moderne

#### Pic de la Mirandole et les écoles de la Renaissance (XIVe-XVIesiècle)
Ménahem Recanati introduit les méthodes d’exégèse kabbalistique dans les écoles rabbiniques italiennes au tournant du XIIIe et du XIVe siècle, en publiant des commentaires sur le Pentateuque, sur les commandements, sur les prières, etc. Reuben Tsarfati poursuit la même œuvre au cours du XIVe siècle. Il diffuse, notamment, les thèses d’Abraham Aboulafia en Italie.
Juda ben Yehiel, dit Messer Léon, fonde une école rabbinique à Ancône dans les années 1450, où il tente de concilier la philosophie aristotélicienne, dominante alors dans les communautés juives italiennes, et la philosophie néo-platonicienne d’inspiration kabbalistique. Dans les années 1460, son école se transporte à Padoue, où Messer Léon reçoit le titre de docteur en philosophie à l’université, puis à Naples dans les années 1470.
Mais, au contraire de ce qui se passe en Espagne, la Kabbale est reçue avec réticence, sinon avec méfiance, par les lettrés juifs en Italie. En revanche, elle intéresse les lettrés chrétiens, les néoplatoniciens en particulier.
L’invention de l’imprimerie, au milieu du XVe siècle, offre à la Bible des lecteurs de plus en plus nombreux. L’enseignement de l’hébreu, qui permet d’accéder au texte original de l’Ancien Testament, se répand dans les cercles d’érudits qui se forment à Florence, à Rome ou à Venise. Élie Lévita et Baruch de Bénévent donnent à l’étude de la grammaire hébraïque une audience grandissante auprès des philosophes humanistes de la Renaissance, notamment à Rome autour de Gilles de Viterbe, et à Florence, autour du comte Jean Pic de la Mirandole. C’est par ce biais, en particulier, que l’étude de la Kabbale s’introduit dans les cours italiennes.

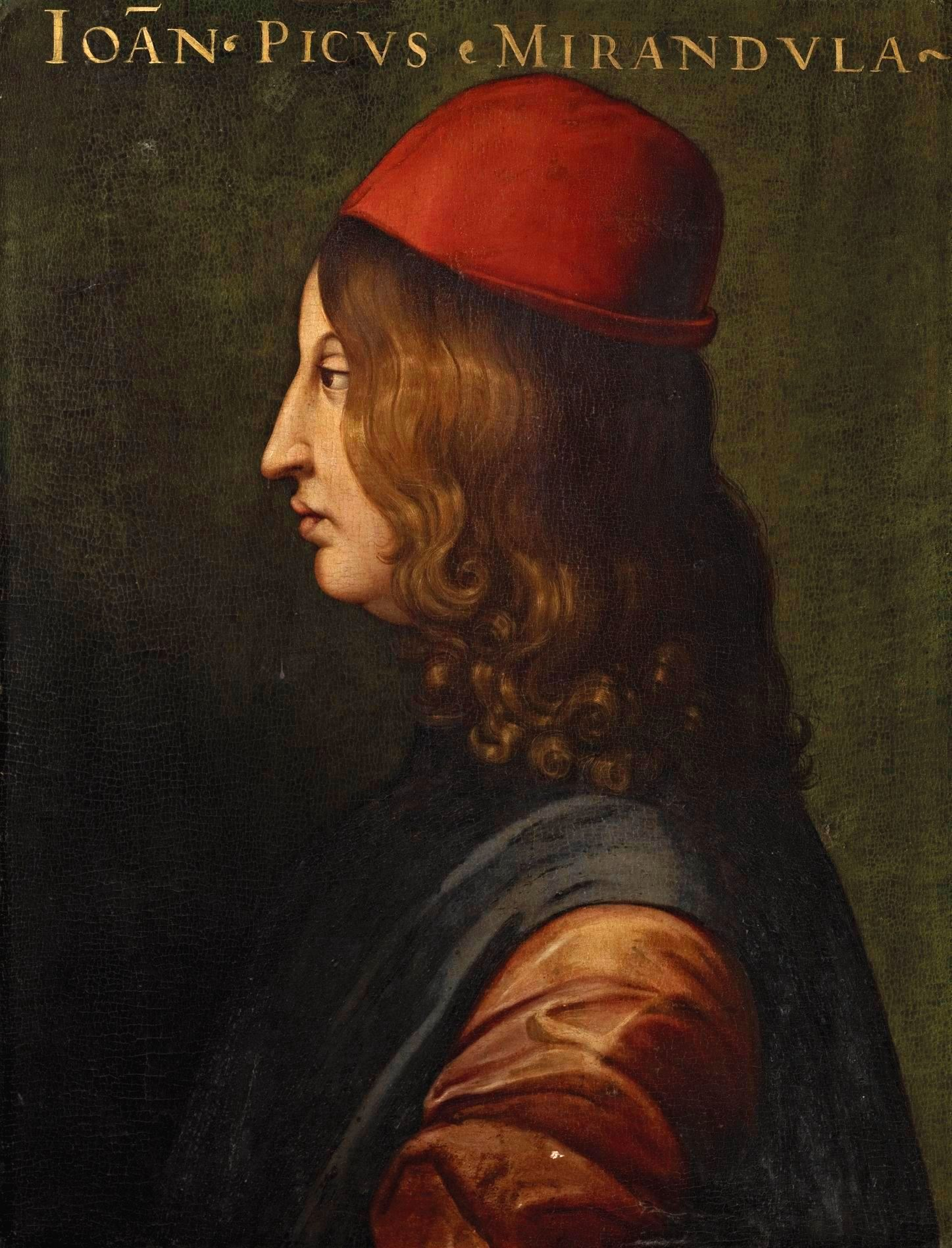
Jean Pic de la Mirandole

Pic de la Mirandole engage au début des années 1480 des traducteurs, d’abord Paul de Heredia, puis Samuel ben Nissim Abulfaraj, un Juif sicilien converti au christianisme sous le nom de Flavius Mithridate, afin d’obtenir des traductions latines des principaux textes de la Kabbale.
Pic entre en relation avec le rabbin Yohanan Alemanno (1435-1504), un disciple de Juda ben Yehiel, le représentant le plus remarquable de la Kabbale italienne dans les années 1480. Alemanno est connu pour ses commentaires sur le Pentateuque et sur le Cantique des Cantiques où il expose les méthodes d’exégèse kabbalistique. La rencontre de Pic et d'Alemanno est à la source de la création de la kabbale chrétienne, selon Charles Mopsik.
Pic publie ses 900 conclusions philosophiques, cabalistiques et théologiques en 1486. Les deux sources du christianisme, la révélation biblique et la philosophie grecque, procèdent d’une même origine dont la Kabbale est le témoin le plus fidèle, pour Pic. Des mondes que l’on croyait foncièrement étrangers l'un à l'autre apparaissent sous une lumière nouvelle. L'effervescence intellectuelle qui s'ensuit constitue une étape importante de la pensée et de la culture occidentales, selon Mopsik. Une sorte de tabou est levé et une frontière est déplacée.
Toutefois, la Kabbale ne fait que confirmer la doctrine chrétienne, pour Pic. « Aucune science, affirme-t-il, ne peut mieux nous convaincre de la divinité de Jésus-Christ que la magie et la cabale ». Ses Conclusions n’ont pas moins été condamnées par les autorités ecclésiastiques sous le pontificat d’Innocent VIII en 1487. L’ouvrage provoque un débat retentissant en Italie. La découverte de la Kabbale fait sensation dans le monde intellectuel chrétien de la fin du XVe siècle.
Yohanan Alemanno réside à Florence entre 1492 et 1494, probablement dans la maison de Pic de la Mirandole. Un kabbaliste juif, comme Alemanno, et un kabbaliste chrétien, comme Pic, même s’ils n’aboutissent pas aux mêmes conclusions doctrinales, ne cessent pas, pour autant, d’entretenir des rapports. Leurs méthodes d’exégèse restent les mêmes, alors que l’Église, sous le pontificat d’Alexandre VI, en 1493, reconnaît la légitimité de l’approche chrétienne de la Kabbale.
Les ouvrages de Pic, imprimés à la fin du XVe siècle, se diffusent en Italie, en Allemagne et en France. Johannes Reuchlin (1455-1522), un humaniste allemand, entreprend d’étudier la Kabbale dans le même sillage que Pic. Reuchlin publie deux ouvrages en latin : De verbo magnifico (Du nom miraculeux) en 1494, et De arte cabalistica (De l’art cabalistique) en 1517, les deux premiers ouvrages consacrés spécifiquement à la Kabbale par un auteur chrétien.
Reuchlin reprend la thèse des trois âges du monde (le Chaos, la Torah, le Messie), issue de la tradition juive, pour l’adapter à la tradition catholique en se basant sur la symbolique kabbalistique. L’histoire humaine, selon Reuchlin, se divise en trois périodes : dans la première, l’époque naturelle, Dieu se révèle aux patriarches sous le nom de SDY (Shaddaï) ; à l’époque de la Torah, il se révèle à Moîse sous le nom de YHVH (Yahvéh) ; à l’époque de la Rédemption, il prend le nom de YHSVH (Yehoshua ou Jésus).

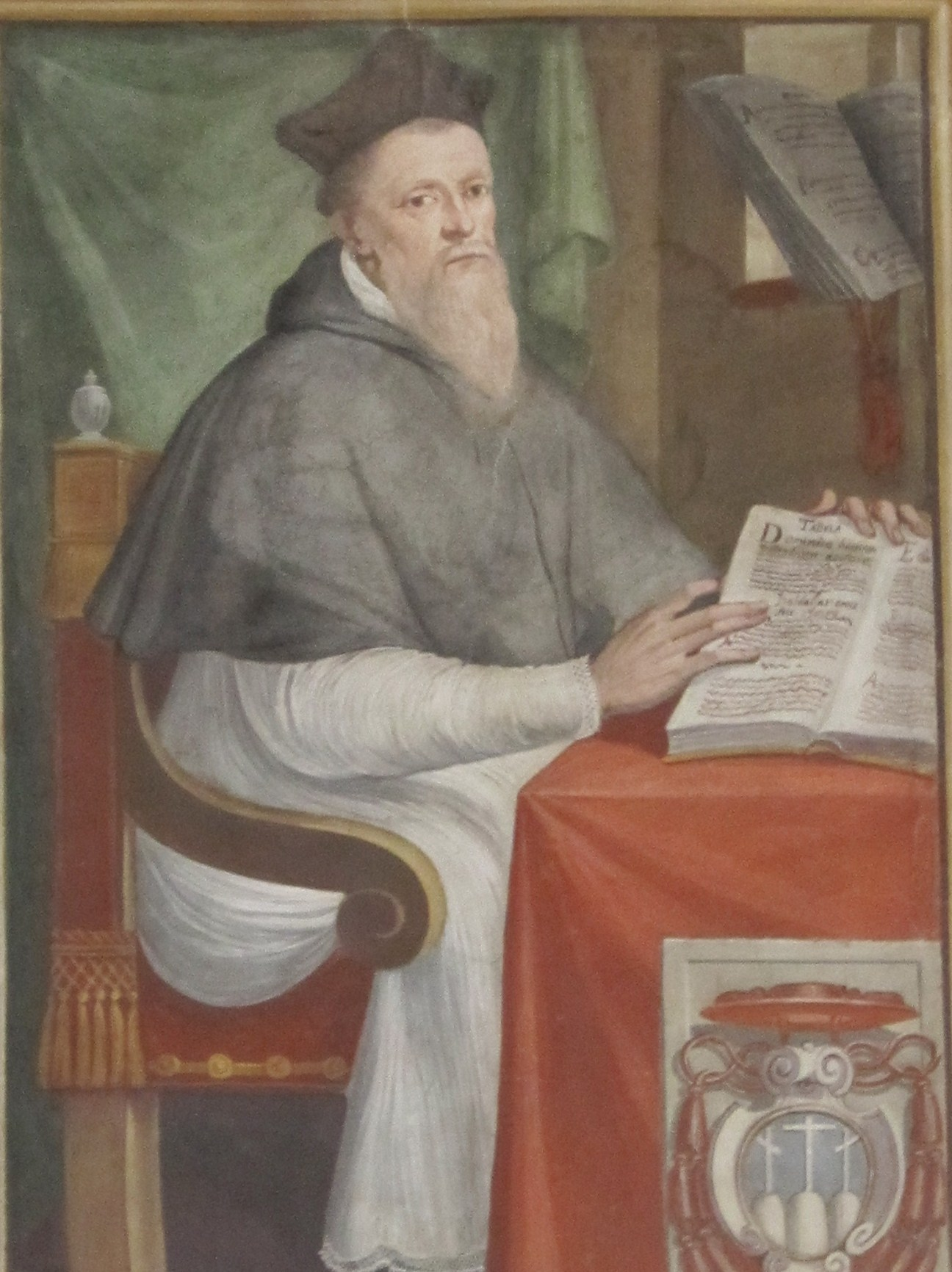
Le cardinal de Viterbe

Les ouvrages de Pic et de Reuchlin suscitent beaucoup d’intérêt. Un public chrétien de plus en plus large s’intéresse à la Kabbale au XVIe siècle, en même temps qu'à l’étude de l’hébreu. Des collèges trilingues (hébreu, grec, latin) s’ouvrent aux Pays-Bas, en France, en Espagne, en Italie, en Angleterre, etc. Mais l’intérêt pour la Kabbale se limite, en général, à la théorie des Noms divins et à la pratique de rites proches de l’alchimie. D'une manière générale, la kabbale chrétienne se rattache au courant théurgique et théocentrique, à visée rituelle, magique ou médicale.

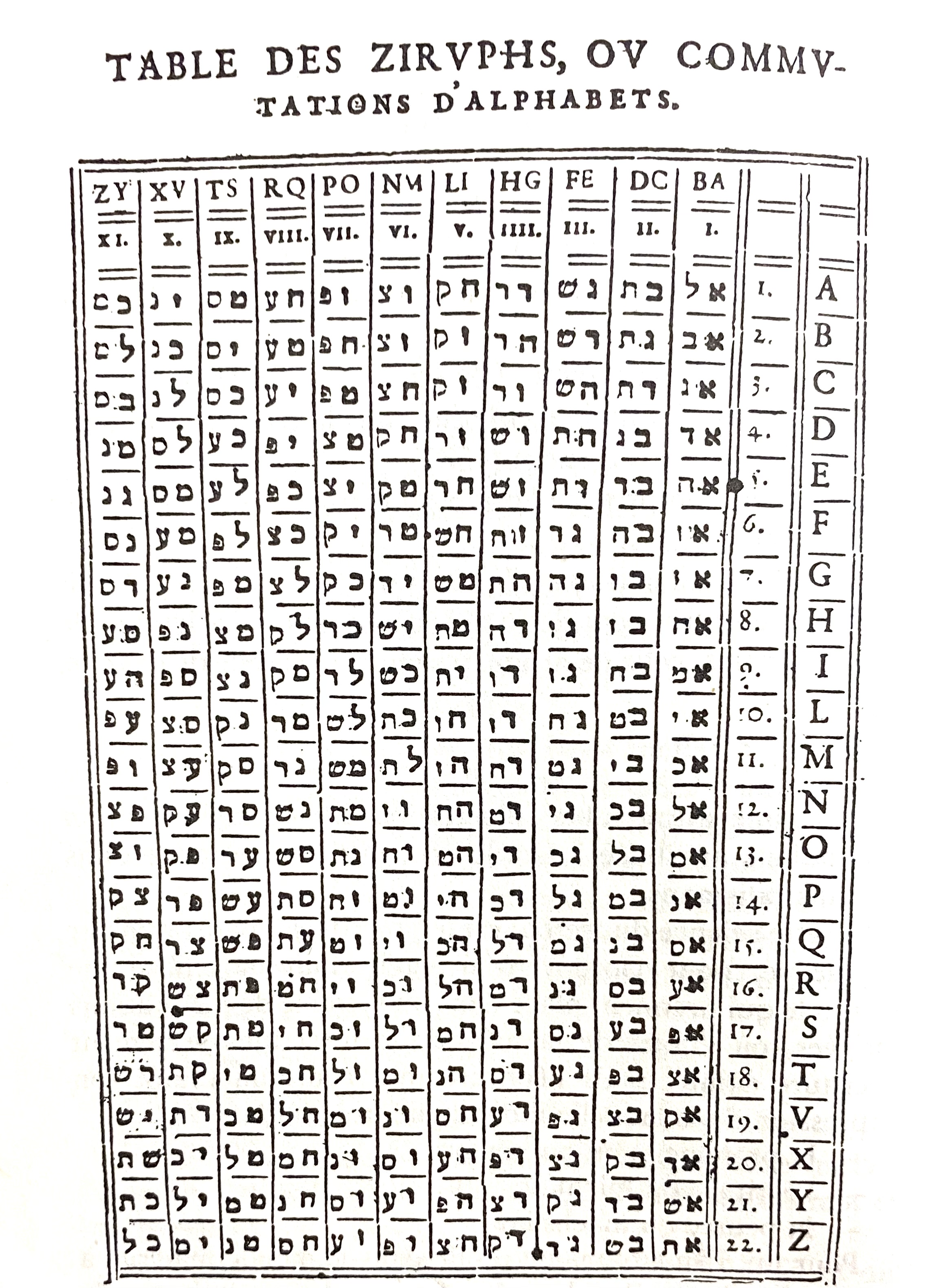
Table complète du Tserouf comprenant 22 grilles par Blaise de Vigenère (1587)

Néanmoins des kabbalistes chrétiens font des efforts considérables pour mieux maîtriser les sources de la Kabbale, afin de mettre en évidence la base commune au judaïsme et au christianisme. Parmi eux, Scholem distingue surtout quatre auteurs : le cardinal de Viterbe (1469-1532), l’auteur de La Secchina et des Lettres hébraïques ; le franciscain Francesco Giorgio de Venise (1460-1541), l’auteur de De harmonia mundi (1525) et de Problemata (1536), dans lesquels la Kabbale joue un rôle capital, et qui utilisent largement les références au Zohar ; Guillaume Postel (1510-1581), l’un des humanistes les plus remarquables de la Renaissance, l’auteur d’un commentaire sur la signification mystique de la Menorah ; enfin, Johann Albrecht Widmannstetter (1460-1557), l’auteur chrétien le plus enthousiaste pour la Kabbale, qui rassemble une bibliothèque de manuscrits kabbalistiques (aujourd’hui à Munich);Blaise de Vigenère (1533-1596), publie  Traicté des chiffres, ou Secrètes manières d’écrire   imprimé à Paris en 1586, un ouvrage qui « tend » à concilier kabbale et christianisme, kabbale et hermétisme remarque David Rouach.
Dans cet ouvrage, de Vigenère va recenser et publier pour la première fois la liste complète de toutes les permutations des lettres de l’alphabet hébraïque et utilisé dans le procédé kabbalistique du Tserouf. Cette liste aura une portée considérable dans l’étude des textes bibliques et kabbalistiques.
Ces auteurs entretiennent des rapports étroits avec les milieux juifs. Cependant, au fil du temps, la connaissance des sources juives diminue parmi les kabbalistes chrétiens, pour faire place à des spéculations de plus en plus éloignées des thèmes juifs, selon Scholem.
Élie del Medigo (1458-1493) publie le Sefer Bechinat Ha-dath (L’Examen du savoir) un ouvrage résolument opposé à la Kabbale qui circule en Italie durant le XVIe siècle. Élie del Megido y défend les thèses aristotéliciennes, toujours dominantes dans les communautés juives italiennes. Il considère la Kabbale comme une nouveauté liée au christianisme, véhiculant une pensée individualiste, potentiellement hérétique et subversive, affrontée au rationalisme des écoles talmudiques traditionnelles. Mais, sur ce point, Élie del Medigo, et les rabbins qui le suivent, font exception au XVIe siècle.
Le Maharal de Prague (1512-1609) l'une des plus hautes autorités rabbiniques en Europe de l’Est intègre les concepts kabbalistiques dans ses écrits et dans son enseignement. L’étude de Zohar investit les communautés juives de Bohême, de Pologne, de Lituanie, au cours du XVIe siècle. La première édition du Zohar imprimée à Mantoue en 1558 favorise considérablement sa diffusion. Des écoles kabbalistiques se développent au Maroc (à Fez, à Taroudant), et dans l’empire ottoman (à Salonique, à Tripoli, au Caire, à Damas, à Jérusalem, etc.). La plus prestigieuse d’entre elles est l’école de Safed, en Galilée, fondée vers 1540 par des rabbins d’origine judéo-espagnole.

#### Moïse Cordovero et l'école de Safed (XVIesiècle)

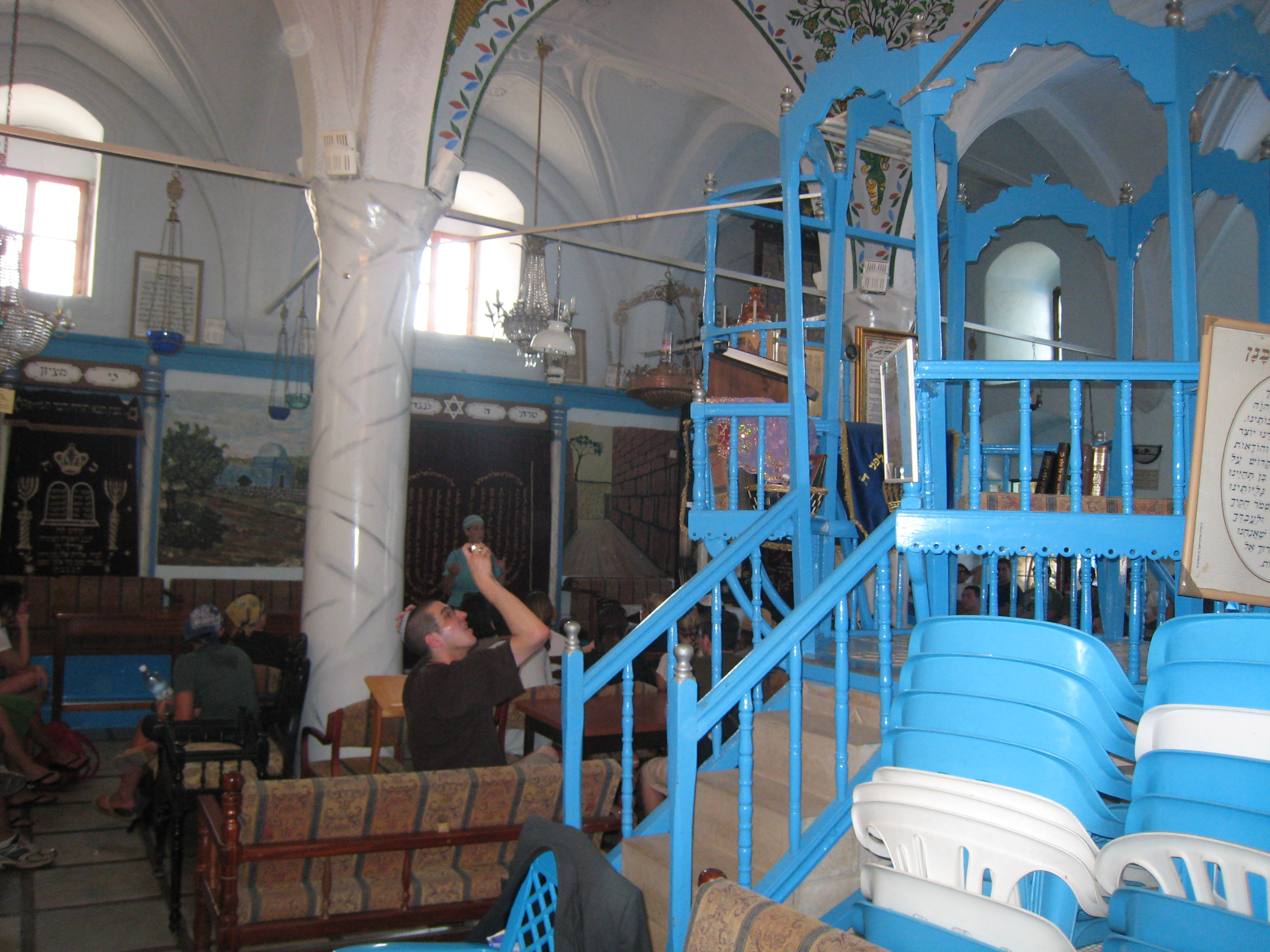
La synagogue Caro à Safed

Joseph Caro (1488-1575), l’un des fondateurs de l’école de Safed, écrit le Choulhan Aroukh (La table dressée), un ouvrage monumental, le code religieux, pénal et civil du judaïsme unifié d’après les conceptions et les pratiques kabbalistiques. Un code qui va faire bientôt autorité dans l’ensemble de la diaspora juive.
Le Beit Joseph (La Maison de Joseph), le commentaire de Joseph Caro sur le Mishné Torah, le code de Maïmonide, marque le passage de l’âge maïmonidien à l’âge kabbalistique dans les communautés juives. L’autorité de la Kabbale n’est pas seulement reconnue par les dirigeants communautaires au cours du XVIe siècle, mais par toutes les strates de la société juive, jusqu’au niveau le plus modeste. La Kabbale devient alors « la vie et le cœur » du judaïsme.
Joseph Caro tient également un journal mystique, le Maguid Mécharim (Le Guide de rectitude), où il consigne ses rencontres quotidiennes avec une sorte d’ange, (le Maguid, c’est-à-dire le Narrateur), qui s’introduit dans son propre corps et parle par sa proche bouche en le renseignant sur les mystères du monde céleste, sur l’origine de son âme ou sur les moyens de concevoir l’ascèse la mieux adaptée à sa foi.
Salomon Alkabetz (1505-1584), son collègue à l’école de Safed, est l’auteur de nombreux commentaires, et d’une œuvre poétique tout aussi abondante. Son hymne, intitulé Lekha Dodi (Va, mon bien-aimé), conçu pour accueillir le chabbat, connaîtra un grand succès parmi les Juifs, l’un des premiers témoins de la culture populaire issue de la Kabbale.
Moïse Cordovero (1522-1570), le disciple et le beau-frère d’Alkabetz, accomplit une œuvre de pédagogue. Talmudiste de formation, il mêle la méthode discursive utilisée dans l'étude du Talmud aux méthodes kabbalistiques. Son œuvre, selon Scholem, « constitue un effort majeur de synthèse et une tentative de construire un système kabbalistique spéculatif ». Cordovero ne reste pas moins un mystique, pratiquant les expériences extatiques et prophétiques, marqué en particulier par l’influence d’Abraham Aboulafia.

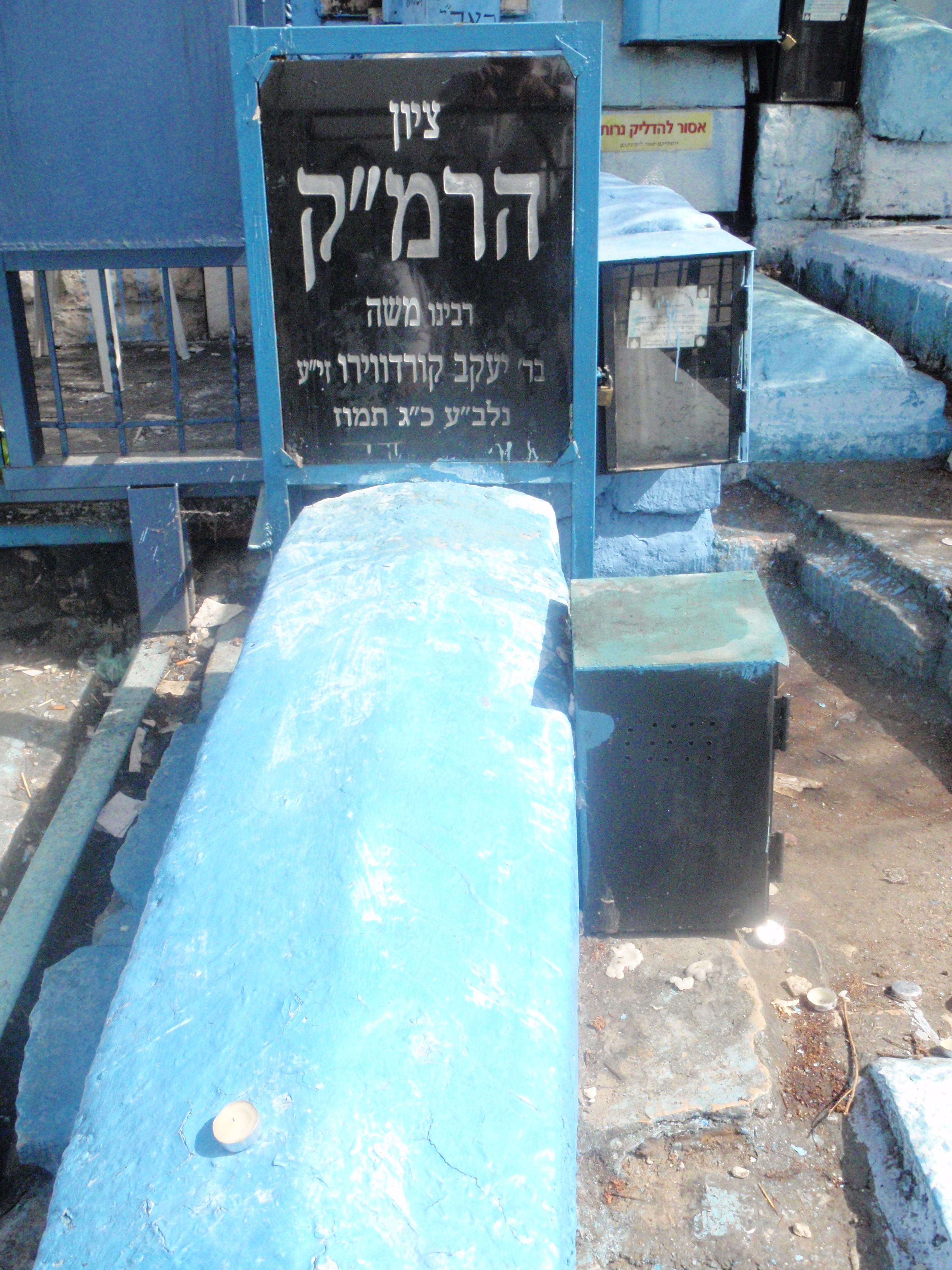
La tombe de Moïse Cordovero à Safed

L'ouvrage le plus célèbre de Cordovero, le Pardés Rimonim (Le Verger des grenadiers) est à la fois une présentation pédagogique de la kabbale et un essai pour résoudre les contradictions entre ses maîtres. Or Yaqar (La lumière précieuse), son commentaires sur le Zohar, constitue une synthèse tout aussi célèbre. C’est dans ses ouvrages que les écoles rabbiniques, de plus en plus nombreuses, qui s’ouvrent à la Kabbale au XVIe siècle, trouvent les bases de leur enseignement.
Cordovero tente d’unifier le concept de Dieu en tant qu’Être transcendant, propre à la philosophie juive, et le concept de Dieu en tant que personne, propre à la Kabbale. Le problème fondamental de sa pensée tient à la relation entre le En Sof (la transcendance divine) et les sefirot (les émanations divines) : se confondent-elles avec la substance même de Dieu ? Ou sont-elles seulement des kelim (des instruments) ?
Cordovero établit une sorte de compromis : les sefirot sont comme « des outils avec lesquels Dieu accomplit ses activités dans le monde, et comme des vases contenant la substance divine, qui les imprègne et leur donne vie, de même que l’âme donne vie au corps », note Gershom Scholem.
Cordovero fait ainsi la distinction entre la transcendance divine, inaccessible et inconnaissable, et la lumière émanée du divin qui se diffuse à travers les sefirot. Cette émanation divine n’est pas nécessaire à l’existence du monde, elle n’est suscitée que par la volonté spontanée de Dieu, selon Cordovero.
Le processus d’émation des séfirot implique un mouvement dialectique, paradoxal et déroutant. Afin de se manifester, Dieu doit se cacher, pour Cordovero. Cette dissimulation conditionne l’existence des sefirot. « La manifestation engendre la dissimulation et la dissimulation engendre la manifestation ». Ainsi, « Dieu se révèle par ce qui le cache et se cache dans ce qui le révèle ».
Ce processus forme comme un flux circulaire, selon un mouvement descendant, puis ascendant, pour Cordovero. Les pensées les plus élevées, accueillies dans la première séfirah (Keter, l’inconnu créateur) et dans la seconde (Hokhmah, la sagesse), ces pensées trop élevées pour être humainement intelligibles, s’abolissent pour descendre dans la troisième séfirah (Binah, l’intelligence) d’où résulte le jugement, dans une dynamique toujours descendante, jusqu’à la dixième séfirah. Cependant se crée un mouvement ascendant, qui remonte vers la première séfirah, vers le premier « vase », en mobilisant tout le système séfirotique.
L’ensemble du monde de l’émanation est structuré par ce double processus, celui de l’or yashar (la lumière directe, descendante), et l’or hozer (la lumière réfléchie, ascendante), selon Cordovero.

#### Isaac Louria et la kabbale lourianique (XVIesiècle)
Isaac Louria (1534-1572) s’installe à Safef en 1569, pour y suivre l’enseignement de Moïse Cordovero. Louria commence, lui-même, à y enseigner. Il gagne une autorité considérable. C'est le plus célèbre des commentateurs du Zohar, connu sous le nom du Ari (« Le Lion »). Il renouvelle entièrement l’approche de la Kabbale.
« Qu'est-il arrivé avant le commencement des temps pour que commencement il y ait ? ». Jusqu’à ce qu’Isaac Louria s’intéresse à cette question, le Dieu des religions n’avait d’intérêt qu’en tant qu’il se manifestait aux hommes. Le Dieu d'avant la création n’était ni un souci, ni un problème important, selon Mopsik.
« Comment Dieu créa-t-il le monde ? – Comme un homme qui se concentre et contracte sa respiration, de sorte que le plus petit peut contenir le plus grand », explique Isaac Louria. Il conçoit ainsi le premier acte de Dieu. Nahmanide imaginait déjà un mouvement de contraction originelle, mais jusqu’à Louria, on n’avait jamais fait de cette idée un concept cosmologique fondamental, remarque Gershom Scholem. La principale originalité de la kabbale lourianique tient au fait que le premier acte du En Sof (la divinité transcendante) n’est pas « un acte de révélation et d’émanation, mais, au contraire, un acte de dissimulation et de restriction ».

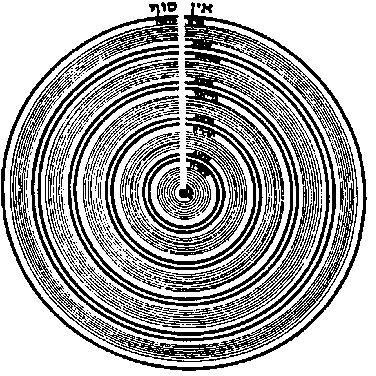
Une représentation de l'émanation des cercles et du rayon du En Sof d'après la théorie lourianique

Louria postule que le temps et l'espace n'ont pas toujours existé. Trois concepts-clefs articulent sa vison de la création du monde : le tsimtsoum, la chevirat hakelim, le tikkun.
Dieu se contracte en lui-même pour produire le tsimtsoum qui laisse place à un vide où le En Sof ne subsiste plus qu'à état d'un reflet lumineux (reshimu). C’est ce reflet qui va permettre au En Sof de faire descendre un Yod, la première lettre du Tétragramme, dans l’espace primordial. Le Yod crée, en puissance, l’écriture et la lecture. Il contient le moyen de formation et d’organisation de toute chose.
L’émanation divine agit, d’une part, comme outil de mise en forme qui descend du En Sof pour apporter ordre et structure dans le chaos de l’univers primitif, selon un mouvement descendant. L’émanation divine agit, d’autre part, comme récepteur de la lumière du En Sof, réfléchissant sa lumière, dans un mouvement ascendant. (Louria reprend ici la théorie émise par son maître, Moïse Cordovero).
Le reflet prend la forme de cercles lumineux concentriques qui s'adaptent à la sphéricité de l'espace créé. Aux cercles, s'ajoute un rayon en ligne droite appelé Adam Kadmon, homme primordial. La plus harmonieuse des deux formes est le cercle, parce qu’il participe à la perfection du En Sof en épousant naturellement la forme de l'espace, alors que le rayon linéaire va à la recherche de sa structure finale sous la forme d’un homme. Le cercle est la forme spontanée. La ligne est la forme voulue, orientée vers l’image de l’homme.
La forme linéaire, humaine, prend une valeur supérieure à celle du cercle. Le rayon qui crée l’Adam Kadmon émane, en effet, directement du En Sof, tandis que les cercles qui éclairent l’espace ne sont que des reflets indirects de la lumière divine. La forme linéaire, humaine, obéit au principe du ruah (le souffle divin). La forme circulaire, au principe de la nefesh (la perfection naturelle).

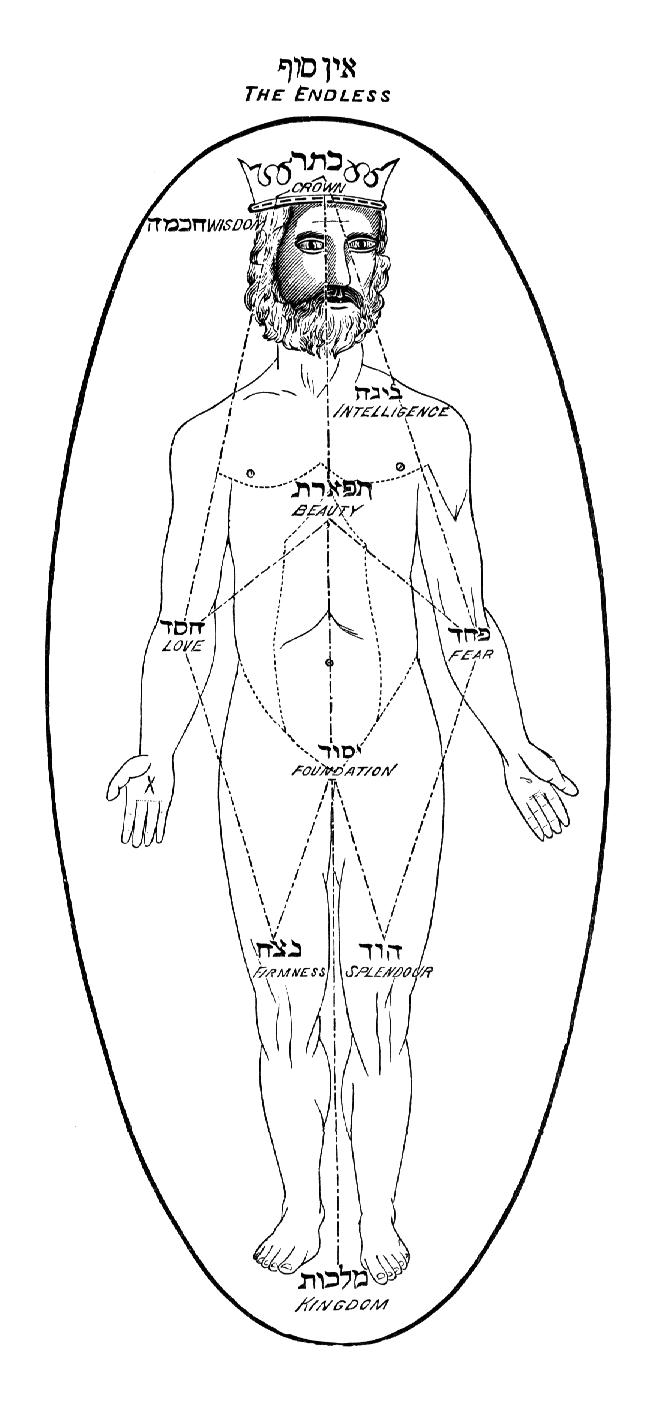
L’Adam Kadmon et les dix sefirot

De plus, l’Adam Kadmon intègre en lui les cercles lumineux où il distingue les dix vases de lumière divine s’imbriquant concentriquement les uns dans les autres. La plus extérieure, la sphère de Keter (la Couronne), constitue la première sefirah, qui reste en contact avec le En Sof environnant. Comme dans un jeu de poupées russes, les neuf autres sefirot se rétrécissent de plus en plus en soi, jusqu’à la dixième, Malkhout (le Royaume), la sphère la plus éloignée de Dieu, le plus ordinaire et la plus basique.
En soi, les dix sefirot se redisposent elles-mêmes en ligne, en s’adaptant à la forme d’un homme et de ses membres. Le dixième sefirah, la plus basse, s’associe aux pieds de l’homme. La première, la plus élevée, s’associe à son front. Les autres se répartissent dans son anatomie. (Tout cela se comprenant métaphoriquement, car il est entendu que les sefirot constituent des entités purement spirituelles). Cependant, les sefirot prennent également la forme de lettres, d’autres celles de signes grammaticaux, de sorte qu’elles rassemblent toutes les composantes de l’Écriture sainte. Ainsi, deux systèmes symboliques se superposent dans les sefirot : celui de la lumière et celui du langage.
Toutefois la formation de l'Adam Kadmon produit une catastrophe. L'afflux de lumière qui résulte de sa formation fait éclater sept vases, parmi les dix, en dispersant la lumière sous forme d'étincelles attachées aux débris qui se répandent dans le monde. C'est la chevirat hakelim ou brisure des vases. D'où la nécessité du tikkun, la quatrième phase de la création du monde : la phase actuelle.
Le tikkun ou réparation : c'est à l'homme qu'incombe la tâche de réparer les vases. Pour ce faire, l'homme doit agir à l'intérieur de lui-même pour exhumer les étincelles de lumière divine en les libérant des choses qui les emprisonnent.
Louria porte son attention sur le respect des commandements divins (les mitzvot), sur la nourriture en particulier. Mais, plus généralement, il conçoit que « tout objet, tout lieu dans l’espace, est porteur d’étincelles lumineuses qui attendent depuis le commencement des temps une libération » remarque Charles Mopsik. « Isaac Louria distinguait partout dans la nature, dans les sources d’eaux vives, les arbres, les oiseaux, des âmes de justes et des étincelles de lumière aspirant à la délivrance, il entendait leur appel et tout son enseignement visait à exposer les moyens de contribuer à l’œuvre rédemptrice universelle ».
Isaac Louria meurt à Safed en 1572. Il a délivré un enseignement essentiellement oral. Il laisse à ses disciples le soin de diffuser ses théories. Parmi ceux-ci, le plus connu et le plus prolifique sera Haïm Vital.

#### Knorr von Rosenroth et laKabbala Denudata(XVIIesiècle)
Joseph Ibn Tabul (1545-1610) est le premier des disciples d’Iaac Louria à livrer, dans son traité Derush Hefzi-Bah, un exposé complet de la kaballe lourianique. Ibn Tabul insiste sur un point :
Le En Sof, selon Louria, comprend d'emblée deux aspects fondamentaux : celui de la Miséricorde (l’aspect masculin) et celui du Jugement (l’aspect féminin). L'un comme l'autre sont en lui de toute éternité. Mais l'un d'eux, l'aspect du Jugement (din), n'a pas de localisation propre : il est dissout comme du sel dans l'océan de la pure miséricorde. Le jugement y est imperceptible, « comme des grains de poussière infinitésimaux perdus dans un abîme de compassion sans bornes ».
Premier mouvement dans le En Sof allant vers l'émanation et la création des mondes, ces grains infimes de jugement, dissous au point d’être dépourvus de toute réalité propre, ces grains de jugement se recueillent et se condensent. Ce degré zéro de manifestation équivaut au passage du néant à l'être, observe Charles Mopsik.
L'être (doué du jugement) qui émerge primordialement du néant et qui constituera l'ossature des mondes, est à la source de toute rigueur et de toute sévérité, pour Louria. Cette émergence entraîne aussitôt un retrait de la puissance de miséricorde qui constitue les « masses d'eaux » de l'océan primitif, à savoir le En Sof. Le tsimtsoum, d’après Joseph Ibn Tabul, produit une sorte d’inversion : ce n’est plus le Jugement qui ressemble à du sel dissous dans l’océan de la Miséricorde ; c’est la Miséricorde, désormais, qui ne subsiste plus qu’à l’état d’un reflet lumineux dans un univers où le Jugement domine, comme « des gouttes d’huiles attachées aux parois d’un récipient après qu’il a été vidé ».
Joseph Ibn Tabul transmet cette conception de la kabbale louriaque à son élève Israël Sarug. Celui-ci écrit un ouvrage intitulé Limoudé Atsilout (Les Études de l’émanation), qu’il va diffuser en Italie à partir des années 1590. Sarug est un maître itinérant qui passe d’une école kabbalistique à une autre. Il a notamment pour élève Menahem Azariah da Fano, à l’école de Mantoue. Il voyage en Bohême et en Pologne à fin du XVIe siècle. Il a pour élève Shabbethai Horowitz (en) à l’école de Prague. Puis Sarug part pour Amsterdam, au début du XVIIe siècle, où il a pour élève Abraham Cohen de Herrera. C’est le premier diffuseur de la kabbale lourianique en Europe.

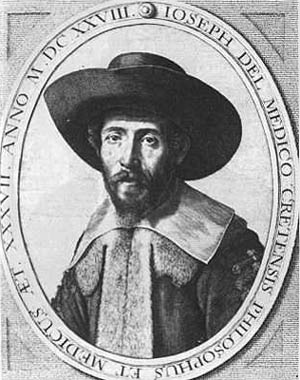
Joseph Delmedigo

Joseph Delmedigo (1591-1655) appartient à une illustre famille de rabbins vénitiens, opposés traditionnellement à la Kabbale. En 1619, après s’être procuré Les Études de l’émanation de Sarug, Joseph Delmedigo révise sa position et adopte une attitude favorable aux théories lourianiques.
Marqué par l'influence de Sarug, Joseph Delmedigo rédige Ta’alumot Hokhmah (Les Profondeurs de la sagesse), un ouvrage où il expose les conceptions d’Isaac Louria. Imprimé à Bâle en 1629, l’ouvrage est suivi d’un second tome Novelot Hokumal (Les Succédanés de la sagesse), imprimé en 1631. L’importance de l’œuvre de Joseph Delmedigo tient surtout au fait que ses ouvrages sur la kabbale lourianique comptent parmi les premiers à avoir été imprimés et à gagner une vaste audience auprès des élites juives, portés par l’illustration du nom des Delmedigo dans les écoles rabbiniques d’Europe.
Naphtali Bacharach, un kabbaliste enseignant à Francfort, publie Emek ha-Melekh (La Vallée des rois), imprimé à Amsterdam en 1648, un ouvrage dans lequel il présente un exposé systématique de la kabbale lourianique. Bacharach reproduit presque entièrement Les Études de l’émanation de Sarug, sans signaler son emprunt. Bacharach prétend avoir acquis ce savoir lors d’un voyage qu’il aurait effectué en Terre sainte, mais cette prétention n’est pas crédible, selon Gershom Scholem.
Bacharach a également emprunté de nombreux passages aux traités de Joseph Delmedigo, sans le reconnaître non plus, mais en accusant, au contraire, Delmedigo de l’avoir plagié. Toutefois, alors que « Delmedigo s’intéresse au côté philosophique et abstrait de la Kabbale », Bacharach apparaît comme « un kabbaliste enthousiaste, voire fanatique, doué d’une perspicacité particulière pour les aspects mystiques de la Kabbale », remarque Scholem. C’est à ce titre que son œuvre est importante.

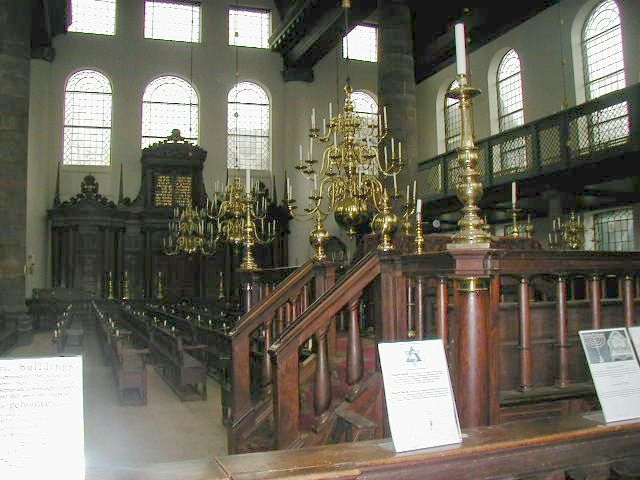
La synagogue séfarade d’Amsterdam XVIIe siècle

Depuis les années 1610, des ouvrages de Haïm Vital (1543-1620), un autre disciple de Louria, circulent à Europe, à Amsterdam en particulier, notamment Sha'ar Ha'Gilgulim (La Porte des révolutions). Enseignant à l'école de Jérusalem, puis à celle de Damas, Vital prétend être le seul véritable héritier spirituel de Louria. Gershom Scholem note que Vital « ne réussit qu’en partie dans son ambition d’être l’unique légataire de l’héritage spirituel de Louria et d’être considéré comme le seul interprète de la Kabbale lourianique ».
Haïm Vital a rassemblé ses principaux écrits sur les thèses d’Isaac Louria dans un ouvrage intitulé Etz ha-Hayyim (L’Arbre de Vie). Un ouvrage moins complet que ceux issus de l'enseignement de Sarug. Néanmoins, Vital acquiert un prestige plus grand que Sarug auprès les kabbalistes allemands, de sorte que « Bacharach prétend tirer son enseignement des livres de Haïm Vital, bien que d’importants chapitres de sa doctrine, comme son interprétation du tsimtsoum et tout ce que cela implique, soient complètement étranger à l’œuvre de Vital », note Scholem. La fusion des deux traditions lourianiques – la première issue de Joseph Ibn Tabul, via Israël Sarug, la seconde issue de Haïm Vital – s’opère dans l’œuvre de Naphtali Bacharach.
Dans le Livre des visions (Sefer Ha-Hezyonot), Haïm Vital écrit un journal intime de son expérience mystique .
Abraham Cohen de Herrera (1570-1635), un disciple d’Israël Sarug, publie La Puerta del cielo (Le Portail des cieux), imprimé à Amsterdam en 1655, un ouvrage qui « tend, sinon à concilier, du moins à penser ensemble cabale et philosophie », remarque Michel Attali, qui note toutefois que « Herrera était sans doute un philosophe trop authentique pour croire à la possibilité de fusion entre les deux « royaumes » et trop authentiquement un cabaliste pour l’appeler de ses vœux ». Le Portail des cieux ne constitue pas moins « l’entreprise la plus monumentale et la plus systématique de contact entre philosophie (néo-platonicienne) et cabale juive », selon Michel Attali.
La kabbale chrétienne connaît une nouvelle impulsion en Allemagne au XVIIe siècle, due à la publication des travaux de Jakob Böhme (1575-1624), un mystique qui se situe entre philosophie et alchimie théorique, le fondateur de la théosophie moderne.

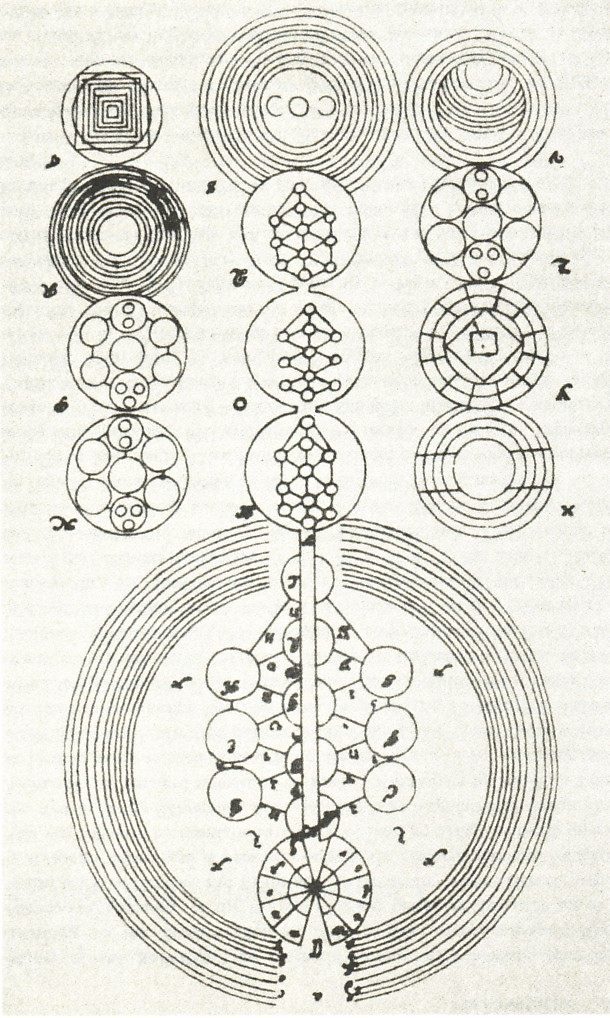
Une page de la Kabbala Denudata de Christian Knorr von Rosenroth 1677

Dans le même sillage, Christian Knorr von Rosenroth (1636-1689), un kabbaliste chrétien enseignant à Sulzbach en Bavière dans les années 1670, décide de traduire en latin toute la littérature kabbalistique à sa disposition, notamment la littérature lourianique, et de l’éditer dans une somme encyclopédique accessible à tous les lettrés européens. C’est la Kabbala Denudata (La Kabbale dévoilée ou La Doctrine transcendentale, métaphysique et théologique des Juifs), la Bible de la Kabbale, en quelque sorte. Les liens entre kabbalistes chrétiens et kabbalistes juifs se resserrent alors considérablement, grâce à Louria.
L’ouvrage comprend quatre volumes monumentaux, édités en deux tomes.
- Le premier tome (imprimé à Sulzbach en 1677) s'ouvre sur un lexique, « Clé pour les Noms divins de la kabbale », établi à partir du Sefer Ha Zohar. Suivent des traductions des Portes de lumière de Joseph ben Abraham Gikatila ; du Verger des grenades de Moses ben Jacob Cordovéro ; du Portail des cieux Abraham Cohen de Herrera. Enfin les commentaires de Henry More (1614-1687), un kabbaliste chrétien, et une explication détaillée de l'Arbre des sefirot selon Louria, du point de vue de Sarug.
- Le second tome (imprimé à Francfort en 1684) donne notamment des traductions du Sefer Ha Zohar ; de La Vallée des rois de Naphtali Bacharach ; du Sefer ha-Gilgulim (Le Livre des révolutions) extrait du Etz Hayyim (L'Arbre de vie) de Haïm Vital, ainsi que d'autres commentaires de Vital et de Cohen de Herrera. Le tome se termine par l'Adumbratio kabbalae christianae[52], un commentaire de François-Mercure Van Helmont (1614-1698).

Le tout émaillé par les explications de Knorr von Rosenroth.
La Kabbala Denudata, et à travers elle, la kabbale lourianique, acquierent une large audience auprès des kabbalistes chrétiens, et au-delà d'eux, dans les cercles philosophiques qui s’intéressent à la Kabbale. « Leibniz, qui en fut un lecteur assidu, la considérait comme un événement éditorial de premier plan », remarque Mopsik. Henry More diffuse l’ouvrage en Angleterre, notamment auprès de Newton. D’Alembert et Hegel s’y sont également intéressés. Jusqu’à la fin du XIXe siècle, l’ouvrage de Knorr von Rosenroth a servi « de source principale à toute la littérature non-juive sur la Kabbale ».

#### Nathan de Gaza et la kabbale sabbatéenne (XVIIe-XVIIIesiècle)
L’enseignement de la Kabbale se déploie selon quatre axes : l’étude théorique ; la pratique des rites de la religion révélée (juive ou chrétienne) sous la lumière des données kabbalistiques ; la recherche d’expériences extatiques ; enfin la médecine où la magie occupe une place importante, une médecine qui passe notamment par l’interprétation des rêves, par les exorcismes et par la fabrication de talismans (le domaine le plus théurgique, le plus théocentrique et le plus contesté de la Kabbale, contesté par les autorités rabbiniques mais également par de nombreux kabbalistes, qui y observent l’emprise de la superstition).

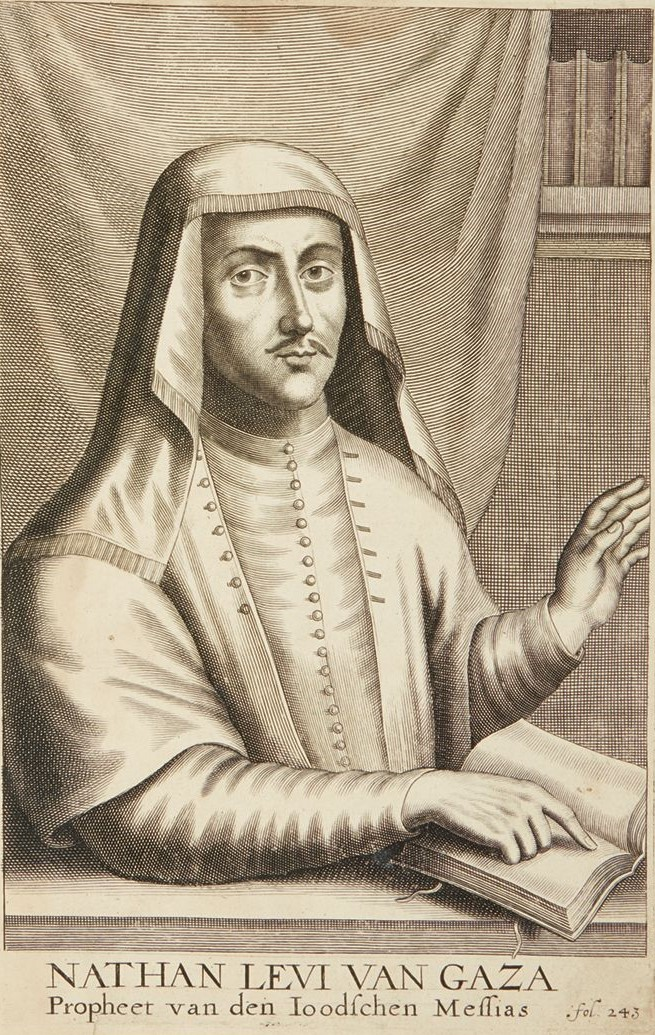
Nathan de Gaza

Nathan de Gaza (1643-1680) conjugue en lui ces quatre axes, avec un penchant remarquable pour la médecine. Formé à l’école de Jérusalem, où il s’initie à la kabbale lourianique, Nathan s’établit à Gaza en 1663. Malgré son jeune âge, sa réputation de médecin est déjà grande et se répand jusqu’en Égypte.
Sabbataï Tsevi (1626-1676), un kabbaliste originaire de Smyrne, se trouve au Caire quand il entend parler de Nathan de Gaza. Depuis son adolescence, Tsevi souffre de crises d’illumination qui le convainquent qu’il est le Messie, suivies de crises de mélancolie profonde (une sorte de psychose maniaco-dépressive, selon Scholem).
Tsevi se rend à Gaza, en avril 1665, pour y rencontrer Nathan, mais « au lieu de le guérir, Nathan s’efforça de le convaincre qu’il était en fait le véritable Messie », note Scholem, qui associe ce phénomène à trois causes principales : d’abord, l’effervescence que provoquait la kabbale lourianique et son renouveau spirituel dans la culture juive ; ensuite, le traumatisme consécutif aux massacres des Juifs en Pologne par les cosaques de Chmielnicki en 1648, (près de cent mille morts), un traumatisme qui entraîne l’espérance d’une rédemption miraculeuse ; enfin, la date de 1666 qui, pour les millénaristes chrétiens, annonçait le retour du Messie sur terre.
Nathan de Gaza assure que le Messie est enfin là en la personne de Sabbataï Tsevi. Depuis Gaza en avril 1665, la nouvelle se diffuse en quelques semaines dans l’ensemble de la diaspora juive, jusqu’au Kurdistan, au Yémen, au Maroc, en Pologne, en Allemagne, aux Pays-Bas, etc., véhiculée par une masse considérable de fidèles, riches ou pauvres, lettrés et illettrés. Même si les autorités rabbiniques s’en alarment, elles restent impuissantes devant l’ampleur du mouvement.
Toutefois Nathan de Gaza n'est pas qu'un guérisseur ou un illuminé. C'est également un théoricien. Il a regroupé ses thèses dans Le Traité des Dragons (Derush ha-Tanninim).
Le En Sof (la transcendance divine) comprenait deux aspects, le Jugement et la Miséricorde, selon Isaac Louria dans sa théorie du tsimtsoum. Nathan de Gaza postule que le tsimtsoum lourianique ne concerne que le monde céleste, et qu’au-delà du Jugement et de la Miséricorde, le En Sof comprend deux éléments fondateurs que Louria n’a pas entrevus : la lumière avec pensée et la lumière sans pensée.

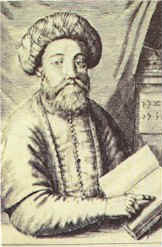
Sabbataï Tsevi - Portrait par un témoin oculaire, Smyrne, 1666

La « lumière avec pensée » rassemble en soi toute la puissance créatrice. Mais le En Sof comprend également des forces dont l’objectif est d’empêcher tout changement. Des forces « sans pensée », dans la mesure qu’elles tendent à rester ce qu’elles sont, sans le moindre mouvement créateur.
La « lumière avec pensée », quand elle opère le tsimtsoum dont découle la création du monde, se confronte à la « lumière sans pensée ». Elle la refoule hors du monde céleste. Elle ne l’élimine pas. Le monde inférieur, le monde terrestre, reste dominé par la « lumière sans pensée », selon Nathan. « Elle n’est pas mauvaise en elle-même, mais revêt cette apparence parce qu’elle est opposée à tout ce qui n’est le En Sof, et donc constituée de telle façon qu’elle détruit les structures produites par la lumière avec pensée ». La lumière sans pensée élabore ses propres structures : ce sont « les mondes démoniaques des kelippot dont la seule vocation est de détruire ce que la lumière avec pensée a façonné ».
Pour que la création du monde s’accomplisse entièrement, il faut donc, selon Nathan, que le Messie surgisse dans le monde inférieur afin d’opérer le second tsimtsoum qui, du bas vers le haut, neutralisera l’action destructrice de la lumière sans pensée. Le Messie représente quelque chose d’absolument nouveau, il détient une autorité qui n’est soumise à aucune loi humaine, pas même à la loi issue de la Torah, pour Nathan. Le Messie agit selon sa propre loi. Il ne peut donc être jugé d’après les concepts courants du bien et du mal.
Arrêté sur l’ordre du sultan turc, Sabbataï Tsevi est finalement forcé de se convertir à l’islam en septembre 1666. Le grand mouvement messianique perd aussitôt son ampleur. Toutefois, même après la mort de Sabbataï Tsevi en 1676, le sabbatéisme maintiendra dans les Balkans d’importantes communautés de fidèles. La doctrine de Nathan investit profondément la culture juive en Pologne, où un néosabbatéisme connaît une résurgence au XVIIIe siècle, sous l’égide d'un nouveau Messie, Jacob Frank (1726-1791).
La kabbale sabbatéenne constitue « un système théosophique, luxuriant et paradoxal, à forte tendance apocalyptique et antinomiste », note Mopsik, qui souligne que les écrits de Nathan de Gaza ont exercé « une influence plus ou moins marquée sur un grand nombre de kabbalistes, qui, même s'ils ne partageaient pas toutes leurs conceptions, n'étaient pas insensibles à leur caractère grandiose et à la ferveur qui les animait ».

#### Le Baal Shem Tov, le Gaon de Vilna, et les écoles d’Orient (XVIIIe-XIXesiècle)

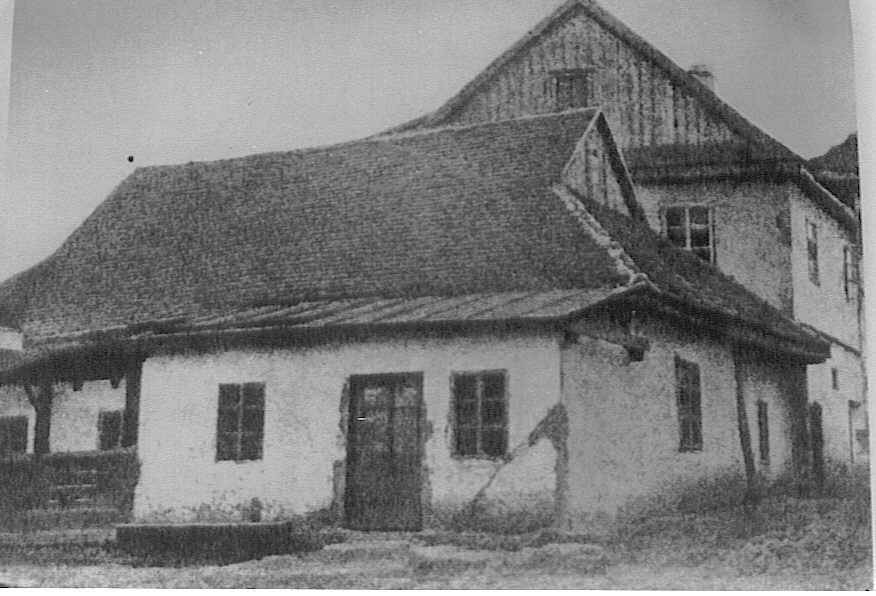
L’école du Baal Shem Tov à Medjybij vers 1915

Israël ben Eliezer (1698-1760), appelé le Baal Shem Tov (le maître du saint nom) par ses disciples, se fait connaître en pratiquant la médecine. Il fonde une école kabbalistique vers 1740 à Medzhybizh en Ukraine actuelle, intégrée alors dans le royaume de Pologne.
Le Baal Shem Tov révèle à ses disciples que, lors d’une élévation spirituelle, le Messie lui a confié qu’il se dévoilerait à l’humanité quand ses enseignements (la Hassidout) se seront répandus dans le monde. C’est ainsi que naît le mouvement hassidique.
Le devekout (l’adhésion mystique), propre au tzaddik (au juste), constitue « l’élément de base » de la kabbale hassidique, selon Moshé Idel, alors qu’il ne joue qu’un rôle mineur dans la kabbale lourianique et dans la kabbale sabbatéenne.
Le Baal Shem Tov se réfère essentiellement à l’enseignement de Moïse Cordovero. Le tzaddik, selon Cordovero, définit « l’homme s’unissant à Dieu, puis distribuant parmi ses disciples la vitalité divine ». Il fonde l’idéal. Mais la communauté occupe la place la plus importante dans la pensée hassidique. C’est l’un des caractères originaux.
La kabbale hassidique se centre sur la société – sur les humbles, sur les pauvres, sur les ignorants, en particulier – avec un penchant théocentrique et théurgique. Même si les Hassidim accordent une place considérable à l’extase, elle y est vécue en commun, par l’ensemble de la communauté, quel que soit le niveau de culture des uns ou des autres. À une époque où les élites juives se convertissent aux idéaux des Lumières, il va s’agir, pour les Hassidim, de sauver le peuple juif du risque de disparaître par assimilation au milieu chrétien.
Le Baal Shem Tov ne s’intéresse guère à l’étude théorique de la Kabbale. Son école donne « aux sentiments et aux émotions » une valeur bien plus élevée que « la casuistique et l’érudition juive classique », signale Idel. « Il en va de même pour le rituel. Pour les hassidiques, l’essentiel n’est pas dans le texte du rituel, mais dans la ferveur ».
La joie, l’enthousiasme, le courage, figurent au premier plan des idéaux célébrés par le Baal Shem Tov. Sur ce point, sa doctrine s’accorde avec celle de Spinoza. Ils se rejoignent également sur la question de « l’unicité de Dieu et de la nature », remarque Martin Buber.
La kabbale hassidique se développe autour de deux modèles, selon Moshé Idel : le modèle mystico-extatique, fondé sur l’élévation par la ferveur et par la joie où éprouver la solidarité de la communauté dans son union avec Dieu, et le modèle magico-talismanique, « fondé sur l’attraction des flux divins, essentiellement par des techniques magiques, comme les charmes, les remèdes, les amulettes, ou par la concentration sur les lettres durant la prière ».

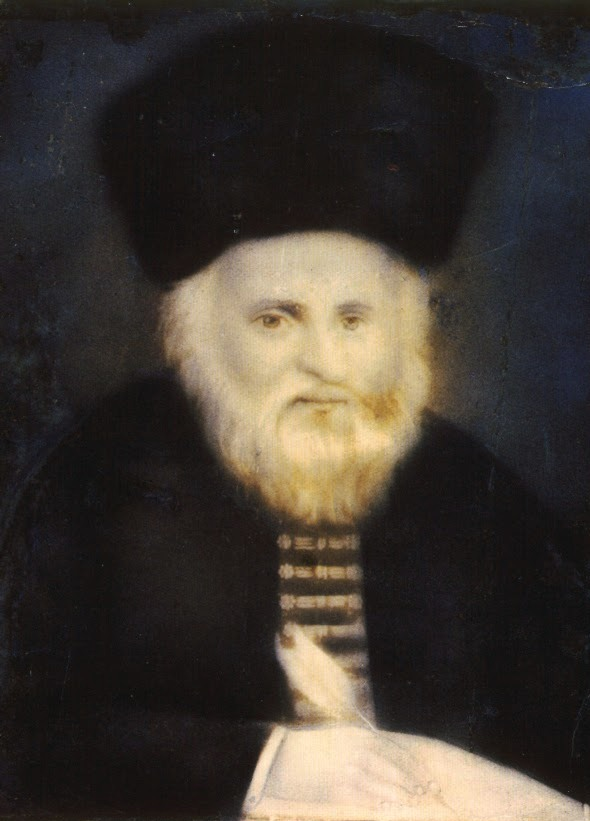
Le Gaon de Vilna

Le Gaon de Vilna (1720-1797), l’une plus hautes autorités rabbiniques de Pologne, considère les Hassidim avec méfiance. La kabbale hassidique lui apparaît comme l’héritière du mouvement sabbatéen, voire spinozien, imprégnée de panenthéisme, de messianisme et de superstitions populaires. Le Gaon de Vilna lance des excommunications contre les Hassidim dans les années 1770. Il fonde le mouvement des Mitnagdim, des « opposants » à la kabbale hassidique, en réhabilitant l’étude théorique parmi les Juifs, l’étude de la kabbale lourianique en particulier, associée à celle du Talmud.
Le Gaon de Vilna parvient à réaliser « la fusion complète entre la tradition rabbinique classique et la kabbale médiévale et lourianique », selon Mopsik qui observe que le Gaon « reprend à son compte l’approche nominaliste de Moché Haïm Luzzatto ».
Enseignant à l’école kabbalistique de Padoue, puis à celle d’Amsterdam, Luzatto (1707-1747) n’est pas moins influencé par certaines conceptions de la kabbale sabbatéenne. Seulement, le Gaon de Vilna ne retient que ce qui concerne la notion de tsimtsoum dans l’œuvre de Luzzato. C’est moins la théorie qui oppose les autorités rabbiniques aux kabbalistes de tendance hassidique, que la manière d’envisager la pratique du judaïsme.
Haim de Volozhin (1749-1821), l’arrière-petit-fils du Gaon de Vilna, prend sa succession à la tête de l'école mitnagdique. Il fonde la Yechiva de Volozhin en 1803. Il publie alors la Nefech Ha'Haïm (L'Âme de la vie), son ouvrage le plus célèbre, une présentation générale de la théologie juive, dans laquelle la kabbale lourianique occupe une place considérable.
Haïm de Volozin insiste sur trois points, remarque Bernard-Henri Lévy : « Un : Dieu a créé le monde. Deux : une fois la création achevée, il s'en est retiré. Trois : pour que le monde ne s'effondre pas comme un château de sable et qu'il ne se dé-crée pas, il faut que, par leur prière et leur étude, les hommes en soutiennent infatigablement les murailles fragiles. Le monde est menacé de se défaire et seuls les hommes peuvent empêcher ce processus de dé-création ».
Les enseignements issus de la pensée du Gaon de Vilna et de H. de Volozhyn, se prolongent dans le Mouvement du Moussar de Rabbi Israël Salanter.
La notion de tikkun joue un rôle essentiel chez Haim de Volozhin. Toutefois, Nahman de Bratslav (1772-1810), l’arrière-petit-fils du Baal Shem Tov, publie des ouvrages qui s’accordent, sur ce point, avec ceux de Haim de Volozhin. Là encore, c’est la manière d’envisager la pratique du judaïsme qui oppose les deux maîtres.
Un mouvement comme celui de Sabbataï Tsevi représente un danger terrible dont les Hassidim restent porteurs, d’une manière plus ou moins latente, pour Haim de Volozhin, alors que ce sont les Lumières (les Lumières chrétiennes autant que les Lumières rabbiniques) qui représentent le danger le plus important, pour Nahman de Bratslav, même si sa vocation naturelle le pousse vers l’étude théorique.

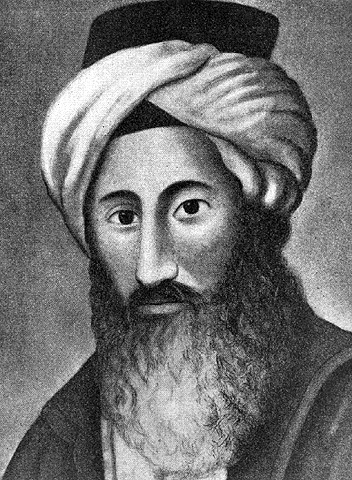
Haïm David Azoulay

Cependant la révolution industrielle et scientifique, qui débute avec le XIXe siècle, modifie si profondément les conditions d’existence des Juifs, que les Hassidim et les Mitnagdim ont tendance à se rapprocher à mesure que les années passent. Leur opposition n’est plus aussi radicale qu’au siècle précédent. Le hassidisme apparaît alors comme « l’une des réponses inventées pour surmonter la crise religieuse de la société juive et conserver l’essence de la tradition mystique dans un contexte ébranlé par la sécularisation », selon Jean Baumgarten.
L’étude de la Kabbale reste vivante au XIXe siècle dans les écoles juives d’Europe orientale, mais également dans celles du Proche-Orient. Les écoles kabbalistiques séfarades des Balkans, du Levant et d’Afrique du Nord continuent à délivrer un enseignement sur les bases définies par Joseph Caro au XVIe siècle, représentées notamment par Haïm David Azoulay (1724-1806), le plus grand kabbaliste séfarade de son temps, enseignant à Jérusalem, dans l'école fondée à l'époque d'Isaac Louria, l'école-phare du judaïsme séfarade, dont Mospik signale qu'elle est particulièrement attachée aux méditations mystiques et au régime ascétique prônés par la kabbale lourianique dans sa veine originale. L’étude de la Kabbale se maintient également en Afrique du Nord, notamment avec Khalfa Guedj (1837-1915). Mais elle n’occupe qu’une position marginale dans la plupart des écoles rabbiniques d’Europe occidentale au XIXe siècle. Elie Benamozegh (1823-1900), un kabbaliste originaire du Maroc, enseignant à l’école de Livourne en Italie, fait figure d’exception en Occident.
Toutefois, à Paris, en 1843, Adolphe Franck conçoit une nouvelle approche de la Kabbale, en l’intégrant dans l’histoire des idées, des religions et des civilisations.

#### Adolphe Franck et l’école française (XIXe-XXesiècle)
Adolphe Franck (1810-1893) est le premier juif en France à recevoir le titre d’agrégé en philosophie. Disciple de Victor Cousin, Franck enseigne la philosophie grecque et latine à la Sorbonne en 1843, quand il fait paraître La Kabbale ou La Philosophie religieuse des Hébreux, le premier ouvrage encyclopédique sur la Kabbale écrit en langue française.

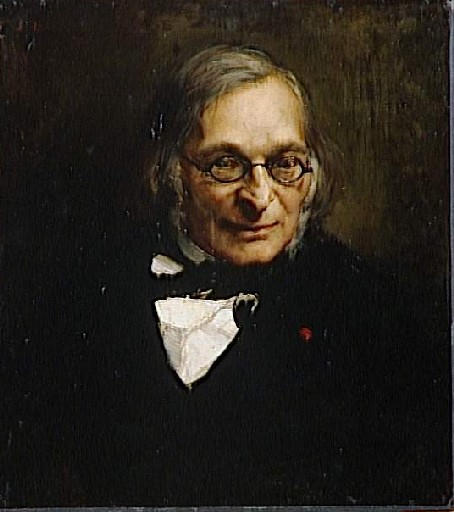
Adolphe Franck par Jules Bastien-Lepage (1878).

Une publication saluée par la critique (par Michelet, en particulier) et par l’élection de Franck à l'Académie des sciences morales et politiques en 1844. Toutefois cette publication intervient dans un contexte défavorable à la Kabbale.
Abraham Geiger, l’un des rabbins allemands les prestigieux, a publié à Berlin, en 1840, une anthologie dans laquelle il rassemble toute la littérature rabbinique hostile à la Kabbale, depuis le XVe siècle jusqu’à l’époque moderne. Comme Elie Benamozegh, Adolphe Franck fait figure d’exception en Occident. « Au lieu d'accorder son intérêt de philosophe à un Maïmonide ou à un Saadia Gaon par exemple, comme le firent les rabbins éclairés de la France du Second Empire et de la Troisième République, cette sommité laïque et académique de la philosophie moderne s'est intéressée à la kabbale, qui passait le plus souvent aux yeux de ces rabbins pour indigne de leurs efforts intellectuels et de leurs travaux savants », souligne Mopsik.
Franck livre une analyse approfondie du Sefer Yetsirah et du Zohar. Il met en parallèle les concepts philosophiques de la Kabbale avec ceux de Platon, de Philon d'Alexandrie, de Spinoza, de Leibniz, du gnosticisme, du zoroastrisme, etc. Il qualifie le Zohar de « monument de la pensée philosophique et religieuse ».
« Il est impossible de considérer la Kabbale comme un fait isolé, comme un accident dans le judaïsme ; elle en est au contraire la vie et le cœur », observe Franck. « Car, tandis que le Talmud s'emparait de tout ce qui est lié à la pratique extérieure et à l'observance de la Loi, la Kabbale se réserva le domaine de la spéculation et les plus grands problèmes de la théologie naturelle et révélée. Par ailleurs, elle fut capable de provoquer la vénération du peuple en montrant un respect inaltérable pour leurs croyances vulgaires et elle leur fit comprendre que leur foi tout entière et leur religion reposaient sur un mystère sublime ».
Un tel discours ne trouve pas seulement une audience auprès des historiens et des philosophes, mais forcément aussi auprès des kabbalistes, notamment en Afrique du Nord francophone. Adolphe Franck exerce une influence remarquable sur Elie Benamozegh.
Parmi les auteurs de langue française qui se sont intéressés à la Kabbale au tournant du XIXe et du XXe siècle, Mopsik distingue quatre philosophes :
- Paul Vulliaud, l'auteur d'un livre monumental intitulé La Kabbale juive[77] où il tente de mettre en évidence « le caractère métaphysique de la kabbale, par delà les formes mythiques qui n'ont qu'un caractère symbolique ou allégorique et cachent de profondes abstractions »[78]. Paul Vulliaud a vivement critiqué les interprétations qui visent à faire de la Kabbale un panthéisme, notamment celle d'Adolphe Franck[79].
- Jean de Menasce, un Père dominicain, d’origine juive, l’auteur de Quand Israël aime Dieu en 1931[80], un plaidoyer vigoureux en faveur de la kabbale et du hassidisme. « L’exposé le plus brillant et le plus sensible à ce jour écrit en français sur la spiritualité juive », selon Mopsik, qui note toutefois « qu’il n’eut qu'un impact assez limité tant dans les milieux juifs que dans les milieux chrétiens, peu enclins à accorder du crédit à un Juif devenu un prêtre chrétien qui entreprend une défense vibrante de la spiritualité juive »[78].
- Henri Sérouya (1895-1968), un auteur, historien et philosophe, qui met notamment en jeu les rapports entre la philosophie de Bergson et le mysticisme kabbalistique[81].
- Mais c’est surtout Jacob Gordin qui exerce l’influence la plus remarquable en France dans les années 1930 et 40, selon Mopsik. Philosophe juif d'origine russe, Gordin livre un enseignement essentiellement oral à l'École des Cadres des Éclaireurs Israélites de France, d’abord à Orsay, avant-guerre, puis à Beaulieu-sur-Dordogne, où l’école s’est réfugiée durant la guerre. Un enseignement saturé de citations du Zohar et de références à la mystique juive qui produit une « appréhension favorable de la kabbale parmi les intellectuels juifs de France de l'après-guerre »[78].

Léon Askénazi (1922-1996), un disciple de Gordin, reprend le relais de son maître après la guerre. Enseignant dans la même école, il délivre une vision de la kabbale « beaucoup plus rationnelle que mystique » selon Mopsik. Jacob Gordin a exercé également une influence sensible sur Emmanuel Levinas.
« La kabbale a pu interpeller la pensée française pour autant qu'elle a été présentée comme une forme particulière de philosophie. En tant que doctrine religieuse, elle n'a guère suscité d'intérêt. Il n'existe aucune différence sensible entre Juifs et non Juifs à cet égard », souligne Mopsik. C’est ce critère, selon lui, qui définit la spécificité de l’école française.

#### Gershom Scholem et l’école israélienne (XXesiècle)

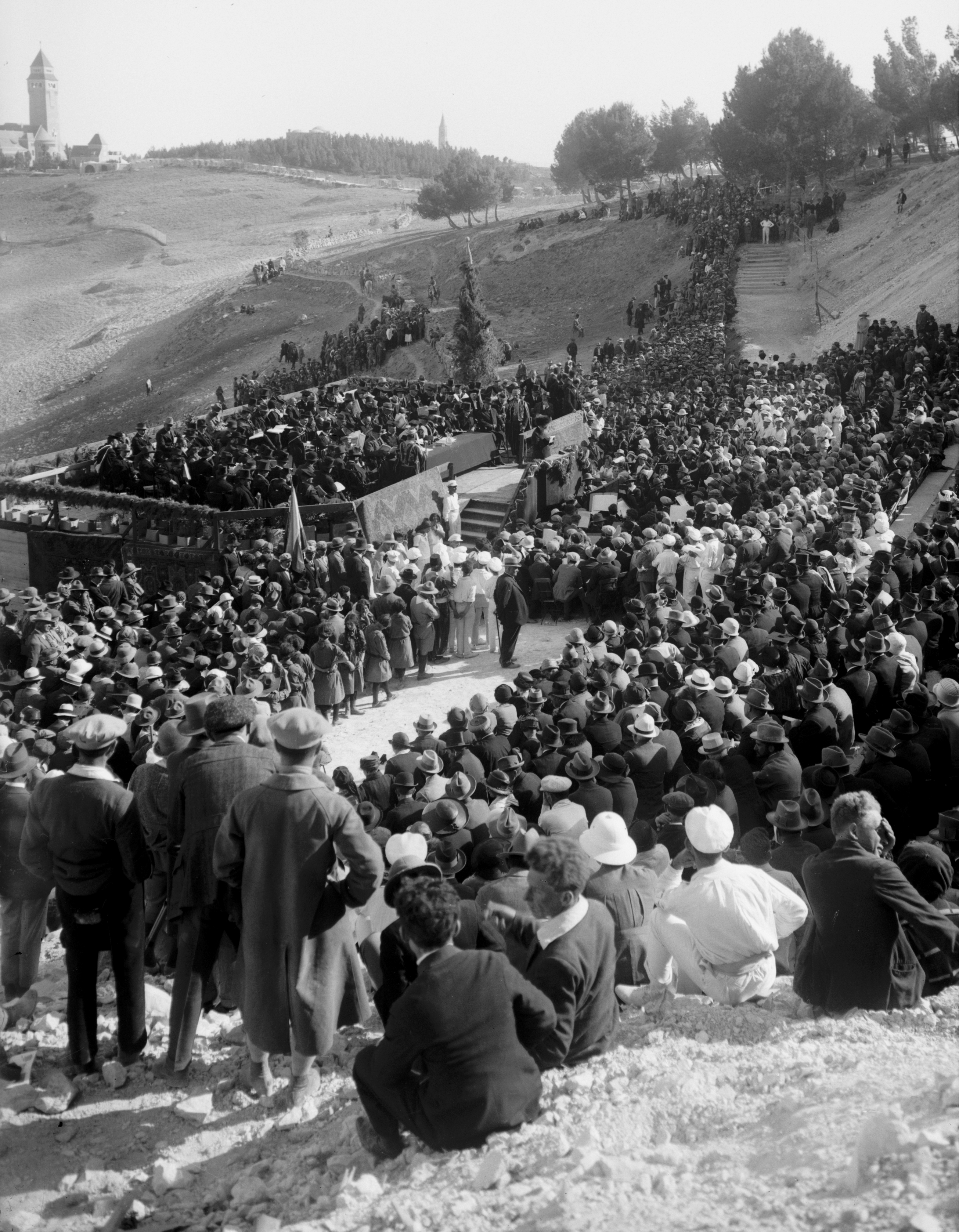
Fondation de l'université hébraïque de Jérusalem, 1925.

La Kabbale d’Adolphe Franck a été traduite en allemand en 1844 par Adolphe Jellinek (1821-1893), puis en anglais en 1926 par Isaac Sossnitz. C’est principalement cet ouvrage qui permet à l’étude de la kabbale d’intégrer le cadre des universités allemandes, anglaises et américaines, au tournant du XIXe et du XXe siècle.
Gershom Scholem (1897-1982) consacre une thèse au Séfer ha-Bahir à l’université de Munich en 1922, puis il part pour Jérusalem où il participe à la fondation de l’Université hébraïque, inaugurée en 1925. Scholem y prend en charge l’enseignement de la mystique juive.
Scholem renouvelle l’étude historique de la Kabbale par une œuvre abondante. Il accorde une place remarquable à la kabbale pratique, aux mythes et aux croyances populaires qu’elle a produit. Il n’ignore évidemment pas les dimensions spéculatives et métaphysiques de la kabbale. Mais, du point de vue de l’école française, il leur réserve une place trop limitée.
Scholem est « un historien de grande valeur, consciencieux, méthodique », mais son œuvre est « dépourvue de valeur philosophique et n'a qu'un intérêt documentaire », pour Henri Sérouya qui réagit à la publication française des Grands Courants de la mystique juive de Scholem, en 1950.
Toutefois, l’analyse de la kabbale lourianique par Scholem a un retentissement considérable en philosophie, y compris en France, et même surtout en France, notamment sur Jacques Derrida, sur Shmuel Trigano, sur Bernard-Henri Lévy, etc. Le concept scholémien d’« exil de Dieu » en particulier, « l’exil le plus interne, non l’exil d’une créature, mais l’exil de la divinité qui, en se restreignant, a laissé place au monde », constitue, selon Moshé Idel, « l’une des contributions les plus décisives de Scholem à la philosophie de l’histoire juive moderne ».

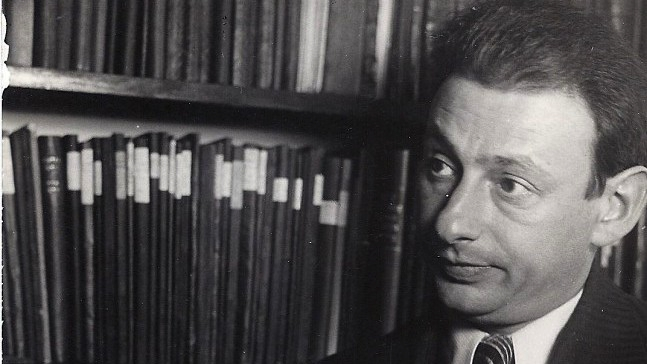
Gershom Scholem, 1935

Scholem fait de la Kabbale la « part maudite » du judaïsme. La « part maudite », au sens l’entendent ses amis Georges Bataille et Walter Benjamin, la « part hérétique, mais également révolutionnaire » du judaïsme. Le rabbin Yehouda Ashlag développe parallèlement en Israël une conception néo-marxiste de la Kabbale, à tendance libertaire. Il se comprend dans le même mouvement que Scholem. Un mouvement qui marque durablement la gauche et l’extrême-gauche israélienne.
Les thèses de Scholem ont, également, une influence remarquable sur les historiens du judaïsme – des historiens israéliens comme Ben-Zion Dinur (1884-1973) ou Haim Hillel Ben-Sasson (1914-1977), ou américains comme Salo Wittmayer Baron (1895-1989) ou Yosef Hayim Yerushalmi (1932-2009), qui témoignent d’une ouverture d’esprit bien plus large qu’auparavant envers la mystique juive.
Scholem a fondé une école d’historiens de la kabbale où se situent notamment Joseph Dan, Rachel Elior, Yehuda Liebes, Isaiah Tishby, Aaron Aeshkoly, etc.

### Période contemporaine

#### Écoles historiographiques et philosophiques actuelles (XXe-XXIesiècle)

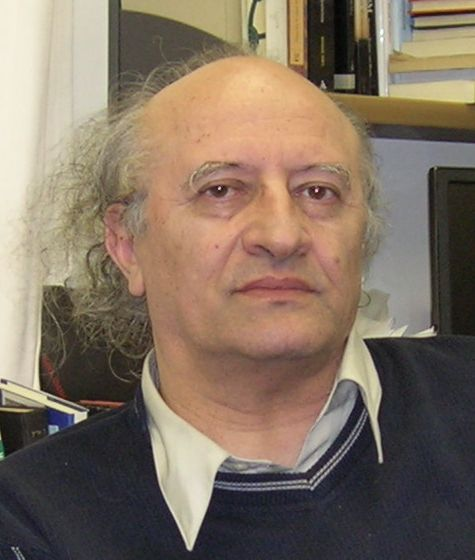
Moshé Idel

Moshé Idel (un universitaire israélien formé par Scholem) publie La Cabale : nouvelles perspectives, en 1988. Il rappelle que Scholem n’est pas le premier moderne à s’être intéressé à la mystique juive. Il rend hommage à Adolphe Franck. « A l'opposé de Gershom Scholem, Moshé Idel estime que la cabale est au centre du judaïsme, et non sa part maudite ».
Charles Mopsik (1956-2003) rejoint Idel sur ce point, en remettant en cause deux des thèses de Scholem : le caractère gnostique de la kabbale et la nature néo-platonicienne du En Sof. Idel et Mopsik soulèvent un débat entre historiens. Mais ce débat se situe sur un terrain nouveau qui fait disparaître les divergences traditionnelles entre historiens français et historiens israéliens. Même si certaines des thèses scholémiennes sont remises en cause, personne ne conteste plus l’importance de Gershom Scholem et son rôle déterminant dans les recherches sur la mystique juive.
Au-delà des polémiques entre historiens, la Kabbale suscite un intérêt nouveau, dû incontestablement à la diffusion des ouvrages de Scholem en Europe et aux États-Unis à partir les années 1950. La Kabbale gagne en audience auprès du public. Toutefois, c’est surtout en France qu’elle imprègne la philosophie.
Le postulat de Jacques Derrida — « il n’est rien en dehors du texte » — doit beaucoup aux travaux de Scholem sur Ménahem Recanati et sur le propre postulat de Recanati – « il n’est rien en dehors de la Torah ». Cependant, il ne s’agit pas chez Derrida « d’un acte de foi », remarque Idel, « mais d’une source d’inspiration ». Derrida ne retient que « la textualité et la plurivocalité » de la Kabbale.
En revanche, pour Shmuel Trigano, la Kabbale redécouverte par l’histoire et la philosophie constitue le vecteur d’un renouveau de la pensée juive. La relation de Dieu à l’homme « ne s’entend dans le judaïsme que sur le mode de la séparation », selon Shmuel Trigano. Le tsimtsoum opère le retrait de Dieu, « pour faire place à l’homme ». Il ne s’agit pas de « fusionner avec le divin ». Il ne s’agit pas, non plus, de fusionner « avec la nature ». Si la séparation est au principe de « l’avènement de l’homme comme créateur », alors le retrait de Dieu doit être entendu comme injonction pour l’homme à devenir « responsable » de lui-même, à devenir « l’autre de Dieu », « à être là pour l’autre ».
Marc-Alain Ouaknin, notamment dans Le Livre brûlé en 1986, et dans Concerto pour quatre consonnes en 1992, se situe dans le même courant de la pensée juive, marqué à la fois par l’influence de Levinas et par celle de Louria.
« C'est en concevant le vide en soi pour accueillir l'altérité du monde, c'est en se retirant de lui-même en lui-même que Dieu créa le monde. De ce vide de Dieu, surgit le monde. La création de l'espace vide rend possible l'altérité à partir de la séparation », note Marc-Alain Ouaknin.

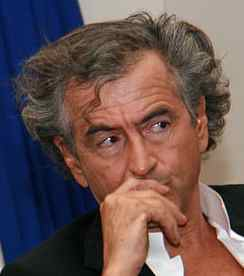
Bernard-Henri Lévy

Bernard-Henri Lévy donne aux concepts de Louria une portée plus politique dans Pièces d’identité en 2010, en mettant l’accent sur la « brisure des vases » et la « réparation ».
« Non plus sauver le monde. Encore moins le recommencer. Mais juste le réparer, à la façon dont on répare les vases brisés. Il est très beau, ce mot de réparation. Il est modeste. Il est sage. Mais il est aussi vertigineux. C’était celui d’Isaac Louria, bien sûr », écrit Bernard-Henri Lévy. « Il ne dit plus, ce concept de réparation, la nostalgie d’un corps plein ou d’une pureté perdue, il ne rêve plus d’un vase d’avant la brisure ou d’un vase dont on hallucinerait qu’il n’a jamais été brisé. Il ne véhicule rien qui ressemble à de l’eschatologie ou de la théodicée. Il nous parle du présent. Du présent seulement. De ce présent dont un autre grand Juif Marcel Proust a dit qu’il est juste un instant que l’on a su et pu sauver. Et dont il aurait pu dire qu’il est la seule réponse à la mauvaise prophétie de Nietzsche sur le bel avenir du Mal ».
Parmi les chercheurs, historiens ou philosophes, de plus en plus nombreux, qui ont consacré des travaux à la Kabbale, Éliane Amado Levy-Valensi, François Secret, Georges Lahy, Catherine Chalier, Eric Smilevitch, Michel Attali, David Biale, etc., se sont également fait remarquer par leurs qualités.

#### Yehouda Ashlag et les écoles traditionnelles (XXe-XXIesiècle)
La Kabbale n’a jamais cessé d’être enseignée traditionnellement dans les écoles hassidiques et mitnagdiques qui ont suivi l’émigration des Juifs ashkénazes aux États-Unis, en Europe occidentale et en Israël au cours du XXe siècle.
Abraham Isaac Kook (1865-1935) et Yehouda Ashlag (1884-1954) sont les principaux représentants de l’école mitnagdique, issue du Gaon de Vilna, au XXe siècle. Toutefois Kook et Ashlag sont également ouvert à la tradition hassidique. Ils fondent des écoles à Jérusalem dans les années 1920 et 30, où leurs successeurs continuent à enseigner.

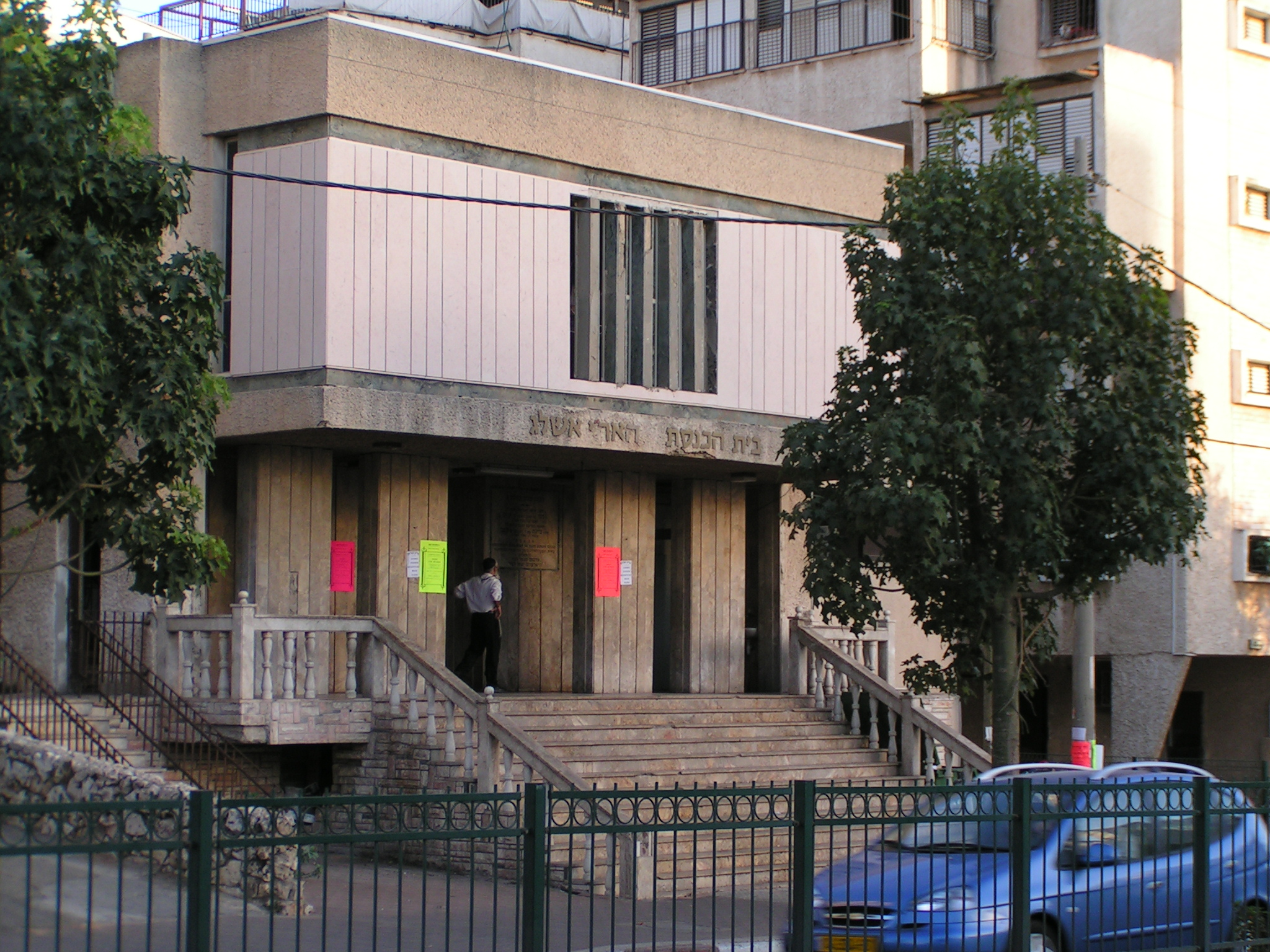
La synagogue Ashlag, Jérusalem.

Imprégné par les idéaux du socialisme, Ashlag conçoit une kabbale orientée résolument à gauche, qui exerce toujours une influence remarquable en Israël, en Europe et aux États-Unis. Ashlag a écrit une œuvre importante, selon David Hansel, le petit-fils d’Emmanuel Levinas, qui le compare à son grand-père. « Ashlag perçoit dans la structure même de notre monde, l'existence d'une contradiction fondamentale. Deux volontés y sont à l’œuvre : la volonté de donner et la volonté de recevoir. La volonté de recevoir, conséquence inévitable de la volonté de donner, recèle une indignité. » Le tsimtsoum, selon Ashlag, permet de trouver une solution à cette contradiction : « la volonté de recevoir en vue de donner ».
De leur côté, les successeurs de Nahman de Bratslav continuent toujours à enseigner la kabbale hassidique dans des écoles installées à Jérusalem, à Safed, à Bnei Brak, en Israël, ainsi qu’à New York, à Los Angeles, à Londres, à Paris, etc.

#### Chabad Loubavitch
« Rabbi Pinhas a dit : « Les rêves sont une sécrétion de l’esprit, et l’esprit est purifié à travers eux. Mais toute la sagesse du monde est une sécrétion des enseignements, et les enseignements sont purifiés à travers eux. C'est pourquoi il est dit dans le psaume : « Quand le Seigneur permettra le retour à Sion, nous serons comme ceux qui rêvent ». Parce qu'alors il sera clair que toute la sagesse n'était que pour que les enseignements puissent être purifiés, et tout l'exil uniquement pour que l'esprit d'Israël puisse être purifié, et tout était comme un rêve. »

Avec le fondateur du mouvement Chabad Loubavitch, Rabbi Shneur Zalman de Liadi qui est aussi l'auteur du Tanya qui est étudié encore aujourd'hui dans presque toutes les Yeshivot rabbiniques, la Kabbale a pris le relais dans le hassidisme ce que le Baal Shem Tov pratiquait déjà avec ténacité pour répandre sa sagesse. La hassidout est le "pont direct" entre la Kabbale, l’éthique juive, l’ensemble de la Torah et une méthode d’enseignement et d’apprentissage facilitée par un langage qui n’est plus "cryptique", comme celui des autres "âges d’or de la religion juive" avec le Sefer haZohar initialement, puis avec le cercle de Safed de l'Arizal, mais en associant thématiquement des éléments principaux ou des systèmes entiers présents dans toutes les sciences, comme les théories de la création et de son commencement, dans la psychologie et l'archéologie avec des découvertes qui confirment et témoignent de la Torah et le passé ancien des origines du peuple juif, la médecine aussi du Talmud et de Maïmonide... eh bien, tout cela exprimé dans des discussions fluides, des essais remarquables et un retour à la sagesse de la religion juive presque "hallucinante" et "merveilleux" ! C'est le pouvoir de la Hassidout depuis sa création avec le Baal Shem Tov et le Zalman de Liadi et tout le groupe religieux juif orthodoxe du Loubavitch de l'ère moderne. Ce n'est certainement pas un hasard si les médias avec la télévision aussi, la radio, Internet et diverses conférences à très large audience veulent connaître les méthodes et les "dynamiques évolutives" et les concepts de base et au-delà, tant dans l'État juif que dans le monde entier,.
Baruch Nachshon (1939 - 2021) est un exemple d'art "messianique-kabbalistique" au sein du groupe religieux orthodoxe Loubavitch ; il y a de nombreux développements évidents avec la musique, présents dans les canaux-médiatiques les plus répandus, ainsi que la possibilité d'insérer des programmes scolaires religieux juifs Chabad à travers le monde et en Europe.
Le sens de tout cela est donc l'affirmation véridique selon laquelle nous sommes peut-être les témoins du quatrième âge d'or juif : sans dérives semi-mystifiantes et pseudo-sectaires, comme parmi les pires que l'on trouve dans les sectes, disons peut-être trop novatrices si pas illégale, aujourd'hui la religion juive peut s'enorgueillir... d'être comprise au-delà de ses frontières religieuses aussi, surmontant avec joie presque tous les "obstacles" dont l'histoire a été amèrement témoin, tout cela avec émerveillement et une vision à la fois certes universelle quand pas messianique.

## Influences

### Philosophie: Spinoza, Leibniz, Swedenborg, Bergson, Rosenzweig

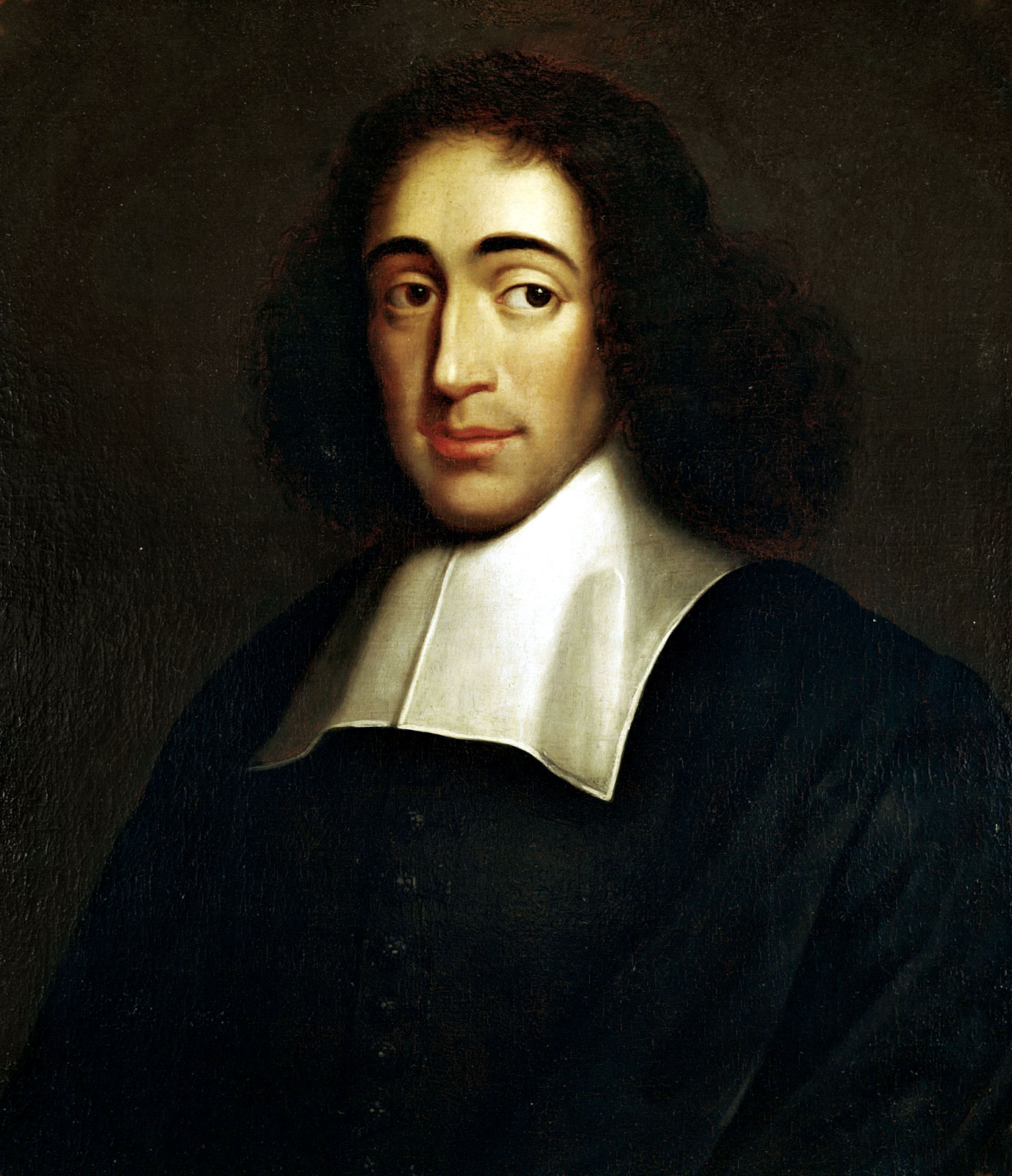
Baruch Spinoza

Baruch Spinoza (1632-1677) prend une position hostile à la Kabbale dans son Traité théologico-politique. Il se situe résolument hors du champ de la mystique juive. Et pourtant, dès la fin du XVIIe siècle, lorsqu’est publiée L’Éthique, l’ouvrage le plus célèbre de Spinoza, les convergences entre la philosophie spinozienne et la kabbale sont mises en jeu par Johann Georg Wachter (1673-1757) dans son traité, Der Spinocismus im Judenthum (Le spinozisme dans le judaïsme), où il tente de démontrer que le système de Spinoza « découle de sources kabbalistiques, et notamment des écrits d’Abraham Herrerra ». Il soulève un débat entre philosophes auquel Gottfried Wilhelm Leibniz (1646-1716) a participé.
Spinoza « pousse à l’extrême » la Kabbale des Hébreux, selon Leibniz. Dans la même perspective, Marc Halévy suppose que « Spinoza traduit, dans les termes de la métaphysique moderne, la vieille intuition secrète de la Kabbale ancienne : Dieu est le tout de ce qui existe (panthéisme), tout ce qui existe est en Dieu (panenthéisme) ; Dieu contient le monde et le monde manifeste Dieu ; Dieu est immanent et impersonnel (immanentisme) ; le monde n'est pas créé par Dieu, mais il émane de Dieu ».
Cependant la Kabbale, ainsi conçue, est considérée comme hérétique par les autorités rabbiniques comme par la plupart des kabbalistes. Spinoza a « cassé l’équilibre délicat » entre le monde divin et le monde humain, en « divinisant » l’humain par une « union vers le bas », selon Elie Benamozegh. Leibniz estime que la philosophie spinozienne est « monstrueuse ».

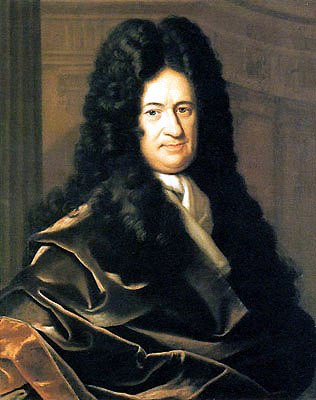
Gottfried Wilhelm Leibniz

Leibniz trouve dans la Kabbale « la thèse que toute substance est esprit » et notamment « l’idée que Malkouth, la dernière des sefirot, signifie que Dieu gouverne tout irrésistiblement, mais doucement et sans violence, de sorte que l’homme croit suivre sa volonté, pendant qu’il exécute celle de Dieu », selon Renée Bouveresse.
Leibniz trouve, également, dans la Kabbale la source d’une « langue universelle », qu’il appelle lingua Adamica, la « langue Adamique », ou cabbala vera, la « kabbale vraie ».
La mystique juive est un savoir « axé sur le langage », souligne Scholem. L’idée que les lettres de l’alphabet constituent « l’un des premiers événements cosmologiques » est présente dans la Kabbale depuis Isaac l'Aveugle au XIIe siècle. Cette conception du langage (ce que Moshé Idel appelle la « kabbale linguistique ») a connu un grand succès auprès des kabbalistes chrétiens et des philosophes qui leur sont proches. Ainsi, selon Leibniz, la vraie kabbale repose « sur le postulat d’une harmonie universelle entre le monde des formes spirituelles et le monde réel », note Suzanne Edel. La « vraie kabbale » se confond avec la kabbale linguistique. Leibniz l’oppose à la « fausse Kabbale », « un genre vulgaire de cabbala », liée à la magie et à la superstitution.

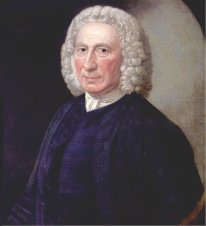
Emanuel Swedenborg

Emanuel Swedenborg (1688-1772), un philosophe suédois, publie une série d’ouvrages – Arcane Céleste, La Nouvelle Jérusalem, Ciel ou Enfer, L’Apocalypse Révélée, etc. – où l’influence de la Kabbale est si déterminante qu’il pourrait se ranger parmi les kabbalistes chrétiens.
La kabbale linguistique occupe dans son œuvre une place considérable. Toutefois, entre kabbalistes juifs et kabbalistes chrétiens, il y a une différence fondamentale, particulièrement sensible chez Swedenborg. Dans le judaïsme, l’allégorie à la source de l’interprétation du langage « suppose tout à la fois l’existence de la vérité et l’épreuve de son absence : c’est parce qu’il est exilé du vrai que l’homme se fait allégoriste. Pour le christianisme, au contraire, c’est l’incarnation de Dieu qui fait l’allégorèse ; c’est parce que le divin est devenu visible, en la personne de Jésus-Christ, qu’elle apparaît possible et nécessaire », souligne Yves Hersant.
Friedrich Heinrich Jacobi (1743-1819) fait paraître en 1785 un ouvrage sur Spinoza, où la kabbale est identifiée au panthéisme et, par voie de conséquence, à l’athéisme. Confondue avec la base de la philosophie spinozienne, la kabbale fait ainsi son « entrée dans le discours romantique ». Les théories de Jacobi intéressent des lecteurs « tels que Fichte et Hegel, Goethe et Herder, Novalis et Schelling », note Christoph Schulte.
Franz Molitor (1779-1860) publie des travaux où la kabbale occupe, également, une place importante, associée à la philologie, à la théologie, à la philosophie de la langue ou à celle de l’histoire. Molitor y présente « le judaïsme et le christianisme comme deux pôles égaux en droits et en importance d’une même tradition et histoire du salut ».
Les thèses de Jacobi et celles de Molitor mettent la Kabbale à la mode parmi les romantiques allemands. Se crée une « esthétique de la Kabbale », à base de vieux grimoires, de cryptes médiévales, d'hallucinations fantastiques, etc.
Le franc-maçon Louis-Claude de Saint-Martin (1743-1803) se comprend dans le même mouvement. Ses œuvres diffusent en France les théories des kabbalistes chrétiens allemands, mais aussi la mode de la kabbale. Dans sa veine romantique, la kabbale « dégénère peu à peu en une matière ésotérique parmi d’autres, un sujet enveloppé de mystère qui est récupéré comme motif littéraire occulte », selon Schulte.
Toutefois son retentissement dans les cercles intellectuels en France produit un climat de sympathie pour la Kabbale parmi les chrétiens ; un climat qui permet à Adolphe Franck de livrer un ouvrage bien plus sérieux en 1843, et de renouveler son étude en France sur le plan philosophique.

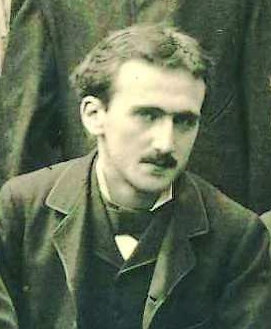
Henri Bergson, 1878

Les affinités de la pensée d’Henri Bergson (1859-1941) et de la Kabbale rappellent le débat que suscitait déjà Spinoza, dans la mesure où Bergson se situe, en partie au moins, dans une perspective spinozienne en philosophie ; dans la mesure aussi où Bergson appartient à une famille juive qui a joué, avant son émigration en France, un rôle important dans le développement du hassidisme en Pologne.
Henri Sérouya, un élève de Bergson, met en jeu une « parenté foncière » entre la philosophie bergsonienne et la kabbale, dans sa veine hassidique en particulier. L’importance donnée à la joie, à l’enthousiasme, au courage par le Baal Shem Tov et son école, se retrouve chez Bergson, traduits en termes d’énergie créatrice, vitale et intuitive.
Toutefois Bergson, lui-même, a nié cette influence. Interrogé par Sérouya au sujet de la Kabbale, Bergson lui a déclaré « qu’il l'ignorait, mais qu'il avait beaucoup lu les œuvres des Pères de l'Église, surtout saint Augustin ». Néanmoins, la thèse de Sérouya a été corroborée par de nombreux spécialistes de Bergson, en particulier par Vladimir Jankélévitch (l’un de ses disciples les plus remarquables), ainsi que par Éliane Amado Levy-Valensi, Catherine Chalier, Marc-Alain Ouaknin, etc.
L’opposition de Bergson à « l’optique intellectualiste », renvoie à une intuition « gnostique », pour Jankélévitch. Il estime que Bergson met en valeur « le dynamisme de l’élan mystique » Un dynamisme qu’il attribue à « l’impulsion du judaïsme ».
Éliane Amado Levy-Valensi souligne que « dans le bergsonisme, la matière incarne doublement le mal : elle est le résidu et l’obstacle. Elle est l’élan retombé et ce que l’élan veut soulever à nouveau. » Une conception qu’Amado Levy-Valensi réfère à la kabbale de Gikatila, l’un des inspirateurs de Spinoza, mais également du Baal Shem Tov.
Reste à savoir pourquoi Bergson a nié l’influence de la Kabbale sur sa pensée. Amado Levy-Valensi suppose que Bergson, après avoir envisagé de se convertir au christianisme, n’ose pas « réassumer explicitement son judaïsme ». Argument peu convaincant, dans la mesure où la kabbale se situe à l’un des points de jonction entre chrétiens et juifs. Le Père Jean de Menasce, un autre disciple de Bergson, n’hésitait pas, en tant que de chrétien d’origine juive, à exposer les thèses de la kabbale hassidique et à les célébrer.
La plupart des représentants de l’école française de la kabbale au XXe siècle se situent dans le sillage de Bergson (Vulliaud, Menasce, Sérouya, etc.). Ce qui explique pourquoi elle s’est tellement développée en France, avec des retentissements notables chez Jankélévitch et chez Levinas. L’école française est, principalement, une école bergsonienne. Catherine Chalier et Marc-Alain Ouaknin en sont les représentants actuels, du moins ils témoignent de l’importance de la philosophie de Bergson dans la compréhension des grands thèmes du hassidisme.
Dans les pays germaniques, l’ouvrage d’Adolphe Franck, traduit en allemand dans les années 1880, renouvelle l’intérêt pour la philosophie issue de la kabbale, mais les théories de Bergson, largement répandues en Europe au tournant du XIXe et du XXe siècle, lui créent également un climat favorable, même si Bergson ne la cite jamais nommément.

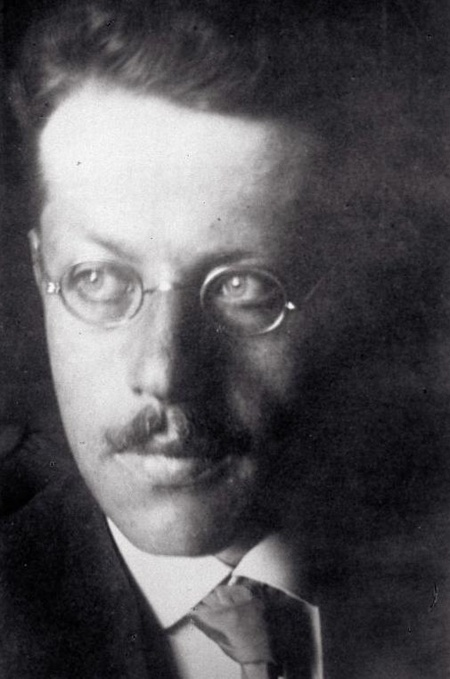
Franz Rosenzweig

Franz Rosenzweig accorde une place remarquable à la kabbale dans sa philosophie, inspirée par les thèses de Molitor en particulier. Rosenzweig cherche une autre voie à partir des deux extrêmes, « le dieu-esprit judéo-grec » et « le dieu-homme judéo-chrétien ». Rosenzweig ne la trouve pas « dans les grotesques égarement de la Kabbale à ses débuts », mais « dans la Kabbale à son apogée, dans sa phase tardive ».
Rosenzweig postule que l’objet de la philosophie n’est pas d’abord la pensée, mais le langage. Rosenzweig se réfère essentiellement à la kabbale linguistique dans sa veine lourianique, selon Moshé Idel. Rosenzweig exerce sur Martin Heidegger une influence notable en ce qui concerne le langage.
Parallèlement à ses travaux en philosophie, Rosenzweig travaille à une traduction allemande de la Bible avec son ami Martin Buber. Un autre de ses amis, Walter Benjamin, travaille de son côté à la traduction allemande d’À la recherche du temps perdu de Marcel Proust. Rosenzweig, Buber et Benjamin fondent une école de traducteurs où les concepts d’Isaac Louria (le tsimtsoum, la « brisure des vases », la « réparation ») prennent une importance considérable en retentissant sur leur philosophie. Gershom Scholem est très lié à ce groupe. Sur des bases différentes et, relativement éloignées, de l’école néo-bergsonienne française, l’embryon de l’école scholémienne de la Kabbale se crée autour de Rosenzweig.

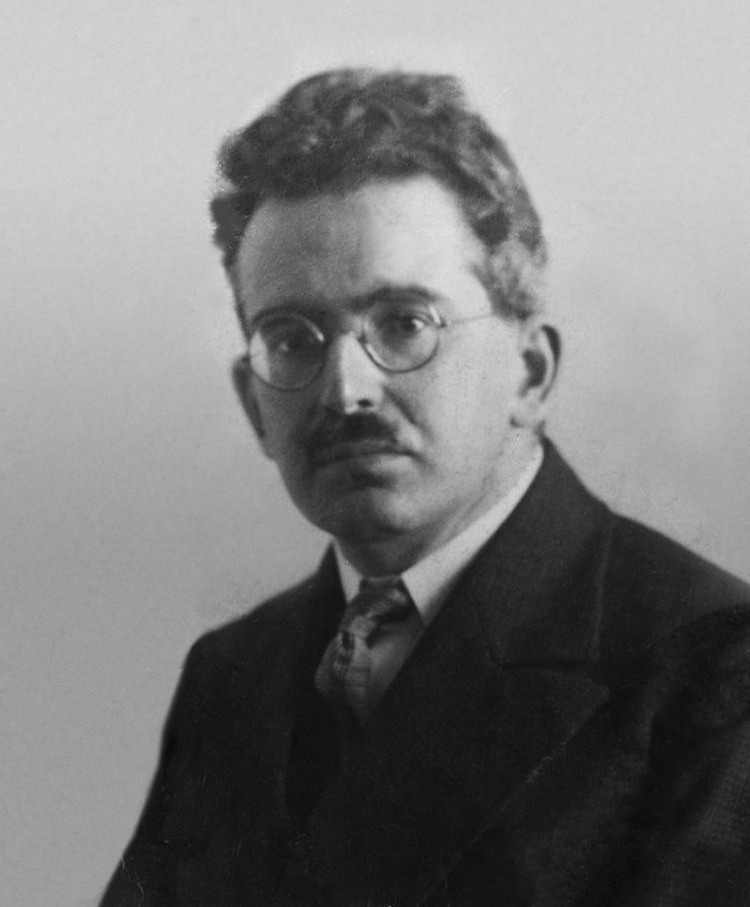
Walter Benjamin

Walter Benjamin, en particulier, y a trouvé la source de ce qu’il appelle la « tâche du traducteur », c’est-à-dire le travail de tout philosophe, de tout artiste, de tout écrivain, selon lui : « De même que les débris d’un vase, pour qu’on puisse reconstituer le tout, doivent s’accorder dans les plus petits détails, mais non être semblables les uns aux autres, ainsi, au lieu de s’assimiler au sens de l’original, la traduction doit bien plutôt, amoureusement et jusque dans le détail, adopter dans sa propre langue le mode de visée de l’original, afin de rendre l’un et l’autre reconnaissables comme fragments d’un même vase, comme fragments d’un même langage plus grand. [...] Racheter dans sa propre langue ce pur langage exilé dans la langue étrangère, libérer en le transposant le pur langage captif dans l’œuvre, telle est la tâche du traducteur. Pour l’amour du pur langage, il brise les barrières vermoulues de sa propre langue ».
C’est à cette école que se rattachent Maurice Blanchot, Jacques Lacan, Jacques Derrida, Bernard-Henri Lévy, Stéphane Mosès, etc.

### Psychanalyse et structuralisme: Freud, Lacan, Derrida
David Bakan (1921-2004), un universitaire américain, enseignant notamment à l’université de Princeton, publie Freud et la tradition mystique juive en 1958, où il affirme que « Freud, consciemment ou inconsciemment, a laïcisé le mysticisme juif » et que « la psychanalyse peut être valablement considérée comme cette laïcisation ».
Bakan met l’accent sur l’atmosphère hassidique dans laquelle se comprend la famille de Freud et sur ses rapports avec Wilhelm Fliess, un chirurgien berlinois passionné par la Kabbale, avec qui Freud élabora la théorie de la bisexualité.
Bakan met également en jeu les relations de Freud avec le traducteur allemand d'Adolphe Franck, le rabbin Jellinek (1821-1898), qui officiait à Vienne et qui célébra le mariage de Freud, pour expliquer comment Freud aborda la Kabbale.
Bakan expose des similitudes abondantes entre les textes freudiens sur le rêve, l’association libre, la bisexualité, et les textes du même sujet tirés de la Kabbale, notamment du Zohar. Cette thèse sur Freud est corroborée par Albert Memmi, par Francis Pasche, par Éliane Amado Levy-Valensi, etc. Une thèse également admise par Charles Mopsik.

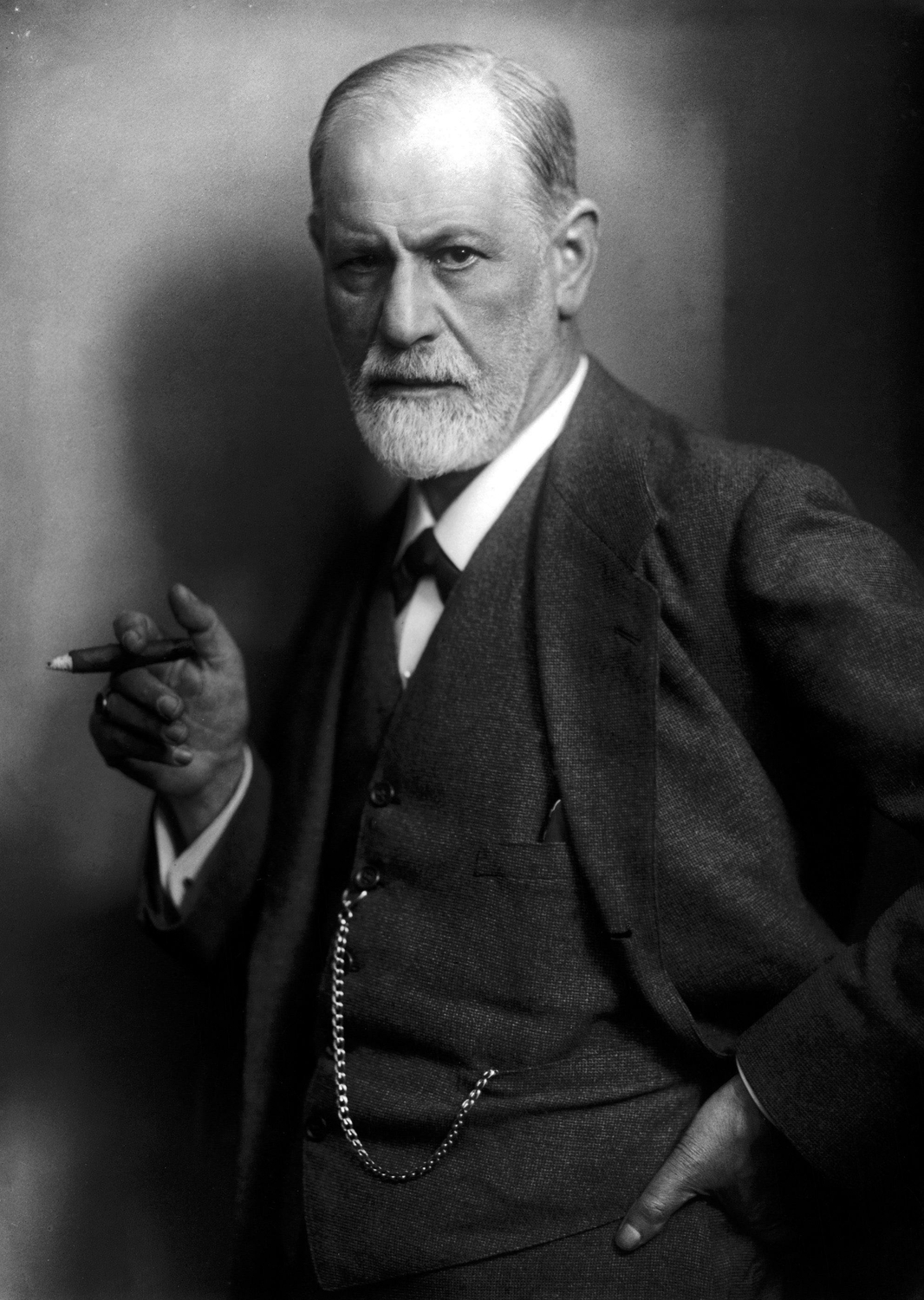
Sigmund Freud (1922)

Les concepts de la kabbale, en ce qui concerne la sexualité, ont eu « une répercussion importante dans la psychanalyse moderne à travers la conception freudienne de la libido », remarque Idel. Jacques Lacan a évoqué l’influence de la kabbale sur Freud, dans plusieurs de ses conférences, notamment en 1972, en se demandant, à propos de Freud : « Qui sait la graine de mots ravis qui a pu lever dans son âme d’un pays où la Cabale cheminait ? À toute matière, il faut beaucoup d’esprit, et de son cru, car sans cela d’où lui viendrait-il ? ».
Toutefois, Freud n’a jamais mentionné la Kabbale parmi ses sources d’inspiration. Sur ce point, il pose le même problème que Bergson. Albert Memmi pense que Freud n’a exploré la mystique juive que pour la rationaliser et que « c'est du judaïsme que Freud veut libérer le Juif moderne». En tout état de cause, Freud n’avait guère d’intérêt à associer la psychanalyse au domaine médico-mystique de la Kabbale, son domaine le plus contesté par les autorités rabbiniques depuis les temps médiévaux. Gérard Haddad reconnaît l'influence du judaisme sur Freud, mais il soutient la thèse que Freud se réfère, non à la Kabbale, mais au Talmud, à travers l’école maïmonidienne en particulier.
Les références à la Kabbale sont considérées avec méfiance, d’une manière générale, jusqu'à ce que la diffusion des ouvrages de Gershom Scholem et de Jacques Derrida développe l’idée que les concepts kabbalistiques jouent un rôle considérable dans les domaines qui touchent à la langue et à la linguistique. Derrida renvoie « à tous les processus sémantiques issus de la Kabbale », souligne Susan Handelman.
Gérard Haddad, même s’il conteste la thèse de Bakan sur Freud, ne nie pas, en revanche, les influences de la Kabbale sur Jacques Lacan, à travers sa lecture de Mallarmé, en particulier. Lacan s’est aussi intéressé à Elie Benamozegh. Haddad signale qu'« à l’un des séminaires, Lacan parla du maître ouvrage du rabbin kabbaliste Elie Benamozegh, Israël et l’Humanité », comme du « livre par lequel je serais devenu juif si j’avais eu à le faire ».
Bernard-Henri Lévy se souvient qu’en 1968, lors de son séminaire, Lacan donnait à ses auditeurs « un mystérieux “quitus”, au nom d’une ”religieuse énigme” ». « Plus tard, le séminaire de 1974 sur “les Non-Dupes Errent”, où il s’écria : “moi, la Bible, ça ne me fout pas la trouille” – avant de rappeler cette énigmatique vertu qu’avaient les talmudistes de “n’étudier que la lettre”, de jouer avec ses “combinaisons” les plus loufoques et, le jour où ils en sortent, de devenir les plus sérieux »,tout cela témoigne de l’intérêt que Lacan portait au judaïsme, et à la kabbale en particulier, selon Lévy.

Schéma IRS : Imaginaire, Réel, Symbolique, d'après Jacques Lacan

Lacan a « lu avec passion Elie Benamozegh », rappelle Marie Olmucci, qui souligne que Lacan a trouvé chez Benamozegh « le dépassement de la logique binaire » par la « structure trinitaire de l’arbre des sephiroth », un dépassement que Lacan appelle la « Chose freudienne », selon Olmucci. La « Chose freudienne », c’est-à-dire le postulat que l’inconscient est structuré comme un langage, selon les trois axes (l'Imaginaire, le Symbolique, le Réel) assimilables aux trois axes de l’Arbre de Vie kabbalistique. Hadadd remarque « que ces trois lettres [I pour imaginaire, S pour symbolique, R pour réel], surtout quand Lacan prend soin d’y ajouter trois points de suspension, ISR…, sont les trois premières lettres du nom biblique Israël ».
Marc-Alain Ouaknin a également mis en jeu les rapports entre Lacan et la Kabbale, ainsi qu’Alain Didier-Weill.
Toutefois, Idel observe une différence essentielle entre les penseurs modernes (philosophes, linguistes, psycanalystes, etc.) qui s’intéressent à la Kabbale et les kabbalistes, proprement dits : « Les penseurs modernes considèrent que ce n’est pas le monde en lui-même qui est conditionné par le langage humain, mais la perception du monde par l’homme. Le passage d’une vision cosmogonique à une vision épistémologique du langage représente le point de divergence le plus fondamental des Modernes par rapport aux conceptions qui prévalaient dans le judaïsme médiéval sur l’appréciation du langage ».

#### Université et autorité religieux dans l'Ètat moderne
Dans les académies de certaines universités, la comparaison entre l'ancienne théorie du Tsimtsoum et la "psychologie moderne" était atteinte ; cela a été fait principalement grâce à des personnalités comme Itshak Ginsburgh avec les "termes techniques de la Kabbale plus rigoureuse" sur des "systèmes" qui présentent en fait une logique presque "indestructible". Au-delà de cela, pour de nombreuses caractéristiques des émotions ou "phases existentielles au cours de la vie" de certains individus, il semble que bien que les membres du peuple juif ne se sentent pas toujours obligés de rechercher un thérapeute coreligieux, pour ceux qui le souhaitent le traitement peut être au moins facilité.
Le psychologue sociologue Mordechai Rottenberg affirme que toute existence de l'être humain a une mélodie et, comme un texte, peut être vécue sans "effacer" son passé.
Michaël Laitman a commencé à affronter certains principes de la Kabbale en essayant de réactiver l'espoir chez certains Israéliens, il semble maintenant qu'ils sont habitués à rester à l'écart de la religiosité juive.

### Littérature: Balzac, Baudelaire, Stanislas de Guaïta, Mallarmé, Proust
L’esthétique romantique de la Kabbale, à la mode en Allemagne au tournant du XVIIIe et du XIXe siècle, fournit aux poètes, aux romanciers, aux peintres, une source d’inspiration considérable. Elle est remarquable chez Gœthe, dans son Faust en particulier.
Gœthe s’est construit une culture théogonique et cosmologique « à partir des manuels alchimistes et gnostiques les plus divers, et d’œuvres ésotériques juives et chrétiennes », selon Christoph Schulte. Le laboratoire du docteur Faust en témoigne. Cependant Gœthe ne partage qu’une sympathie, propre au romantisme, pour la Kabbale, sans l’aborder profondément.

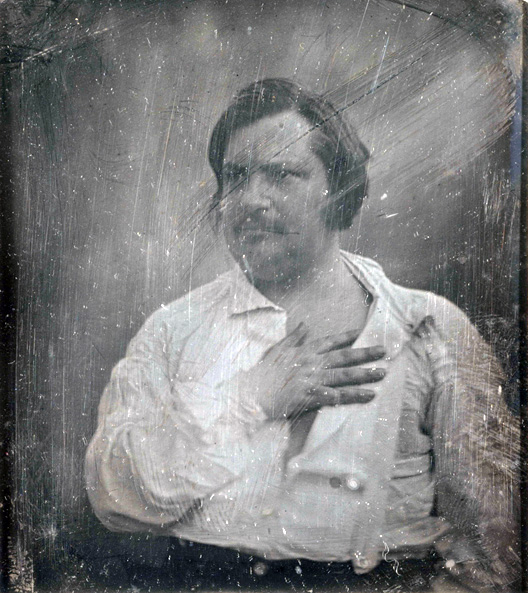
Honoré de Balzac

En revanche, chez Balzac – dans des œuvres comme La Recherche de l'absolu, La Peau de chagrin, Louis Lambert, Le Chef-d'œuvre inconnu, Séraphîta, etc. – la Kabbale joue un rôle important.
Les spécialistes de Balzac qui se sont intéressés à cette question, notamment Henri Gauthier, Marc Eigeldinger, Anne-Marie Baron, supposent que c’est par le biais des travaux de Swedenborg, de Louis-Claude de Saint-Martin et de Joseph de Maistre, que Balzac a abordé la Kabbale – une kabbale essentiellement chrétienne (et même antisémite chez De Maistre), imprégnée par les idéaux de la franc-maçonnerie. Balzac y trouve la source du « pouvoir caché » dont découle l’essence comme l’existence de toute chose, mais également le moteur de sa propre littérature, de ses thèmes et de ses intrigues romanesques, selon Anne-Marie Baron.
Balzac a réussi à édifier un système philosophique, politique, social, métaphysique fondé sur la dialectique du secret révélé et caché en même temps. Ses rapports avec la kabbale juive ne tiennent pas seulement à une mode, mais à un intérêt plus profond pour les concepts qu’elle met en jeu.

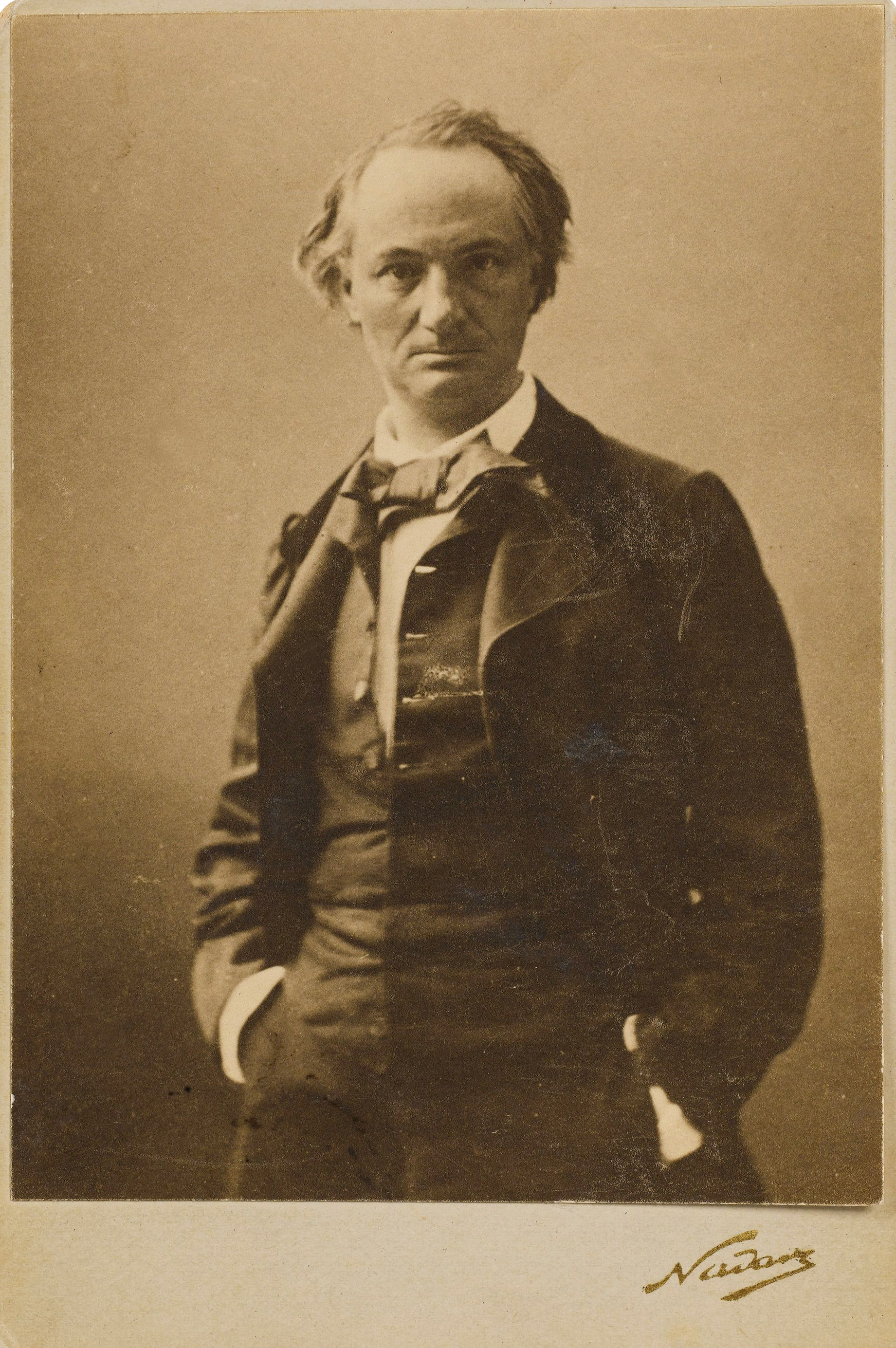
Charles Baudelaire par Nadar, 1855.

Charles Baudelaire a été l’un des premiers critiques littéraires à signaler l’influence de la Kabbale sur Victor Hugo, via Swedenborg. Swedenborg enseignait que « le ciel est un très grand homme », selon Baudelaire, et « que tout, forme, mouvement, nombre, couleur, parfum, dans le spirituel comme dans le naturel est significatif, converse, correspondant». Cette conception des choses, héritée de la Kabbale, Baudelaire l’observe également chez Balzac, mais Baudelaire lui confère d'abord une place essentielle dans sa propre œuvre.
À propos de La Lutte de Jacob avec l'Ange peint par Delacroix à l’église Saint-Sulpice, Baudelaire signale que l’interprétation de la peinture dépend d’une allégorie que « ceux de la Kabbale [juive] et de la Nouvelle Jérusalem [chrétienne] traduisent sans doute dans des sens différents », ce qui laisse supposer que Baudelaire avait lu l’ouvrage d’Adolphe Franck, selon Patrick Labarte. Dans une lettre à Malassis, son éditeur, Baudelaire signale lui-même qu’il étudie « la Kabbale et particulièrement le Zohar ».
Georges Blin, Georges Le Breton, Richard E. Knowles retrouvent la même influence chez Gérard de Nerval. Knowle en parle à propos du poète Victor-Emile Michelet, de Villiers de l’Isle-Adam, de Rimbaud, et de Mallarmé, « Ce n’est pas avec des idées que l’on fait des vers, c’est avec des mots », disait Mallarmé. « Cette vénération pour la puissance de la lettre en tant que lettre », comme le signale Charles Massé, « était admise à l’époque de Mallarmé par les philologues dont les hypothèses sont alors singulièrement proches de celles des occultistes. Mallarmé s’est initié à la Kabbale vers 1866, selon Brigitte Level. Influence déterminante : « Pour Mallarmé, comme pour les gnostiques et les kabbalistes, tout dans la nature visible est signe et correspondance », remarquera aussi Anatole France.
L'influence de la Kabbale sur la Science Occulte à la fin du XIXe siècle atteindra son acmé avec le Groupe initiatique institué par Stanislas de Guaita en 1888, celui dit de la Rose + Croix Kabbalistique. Des bacchalauréats et des licences en Kabbale seront même délivrées dans ce cadre comme l'a démontré Emmanuel Dufour-Kowalski dans son ouvrage sur Guaita kabbaliste. La sensibilité plutôt littéraire de ces aventuriers des sciences parallèles fera qu'ils ne seront jamais pris vraiment au sérieux par l'historiographie moderne, n'ayant pas su distinguer entre la Kabbale hébraïque d'un Adolphe Franck et celle "diplomatique" d'un Rabelais.Pour revenir à Mallarmé », Paul Valéry soulignera le fait que personne ne songe plus à méditer sur la nature et les possibilités du langage.

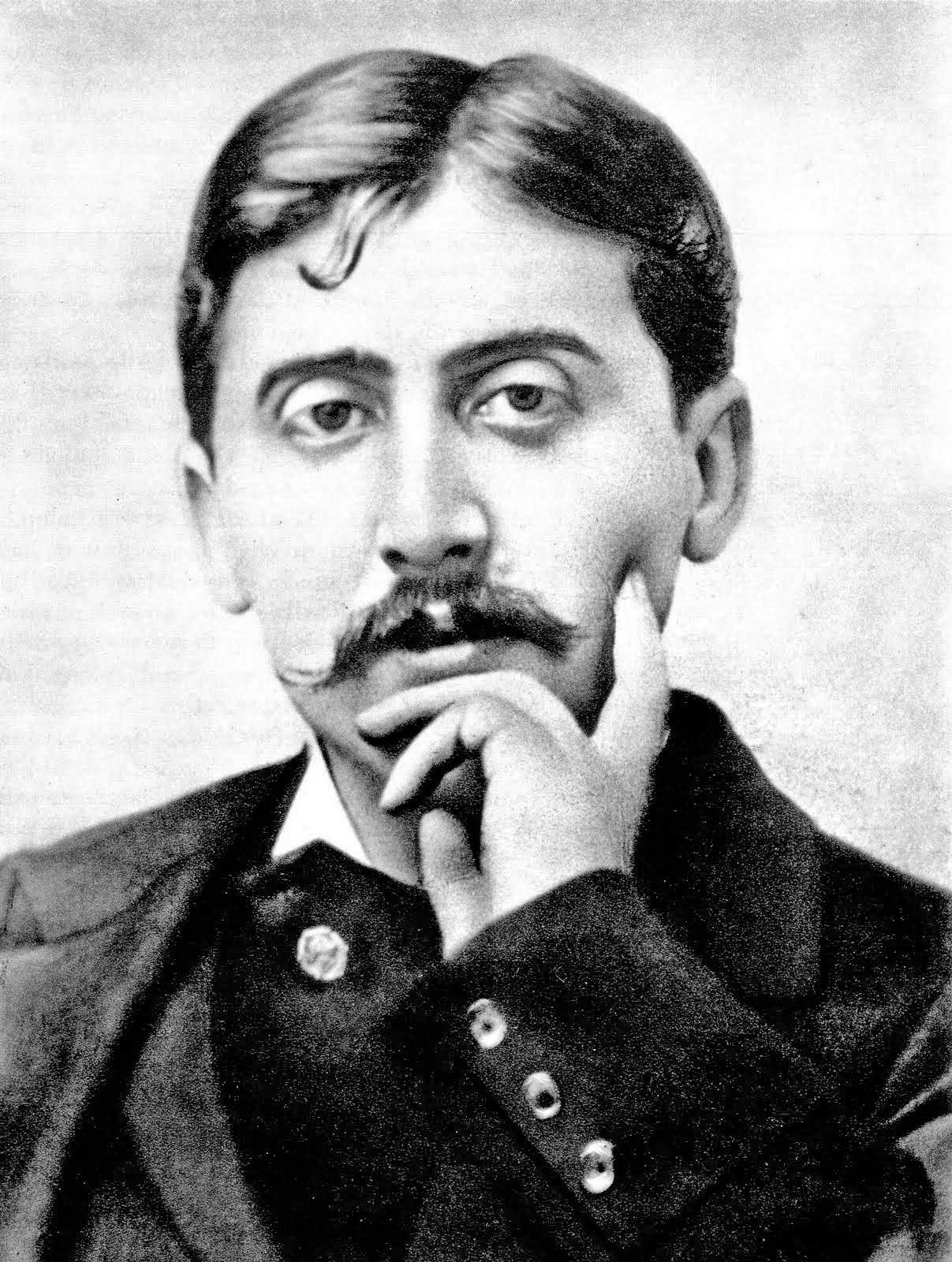
Marcel Proust

L’importance que Marcel Proust accordera aux « signes » le situera dans la même lignée littéraire et poétique qui ramène à la Kabbale, sans ambigüité, puisque Proust signalera, lui-même, dans l’un de ses carnets de notes, qu’il est un lecteur du Zohar.
« Il dépend de nous, écrivait Marcel Proust, de rompre l’enchantement qui rend les choses prisonnières, de les hisser jusqu’à nous, de les empêcher de retomber pour jamais dans le néant ». Cette exigence, chez l'auteur d'A la Recherche du Temps Perdu, rappelle la métaphore de l'arbre maudit du kelippot, celui des « coquilles », qui s'oppose à l'arbre de vie du Sephirot. Le Qliphot emprisonne les étincelles de lumière céleste, après la « brisure des vases ». Cette inversion des valeurs dans les doctrines déviantes de la mystique juive, « c’est ce que Proust a si bien exprimé », comme le remarque Charles Mopsik, en ouvrant le « chemin où l’homme amasse les noix pour en briser la coquille, selon une image prisée par Isaac Louria ».
Les allusions dans l’œuvre de Proust à la Kabbale ont été notamment signalées par Juliette Hassine, par Julia Kristeva, Robert Kahn,et Patrick Mimouni.
« La vision prophétique kabbalistisque se poursuit d’elle-même jusque dans la modernité, réfléchissant une parole incertaine qu’elle ne parvient jamais à restituer intégralement », note Hélène Domon. « Cette parole absente, « défunte nue dans le miroir » (Mallarmé) hante toute l’écriture ». On repère sa trace chez Kafka, chez Joyce, chez Borgès, chez Isaac Bashevis Singer, chez Umberto Eco, etc.

### Peinture, cinéma, jeux vidéo

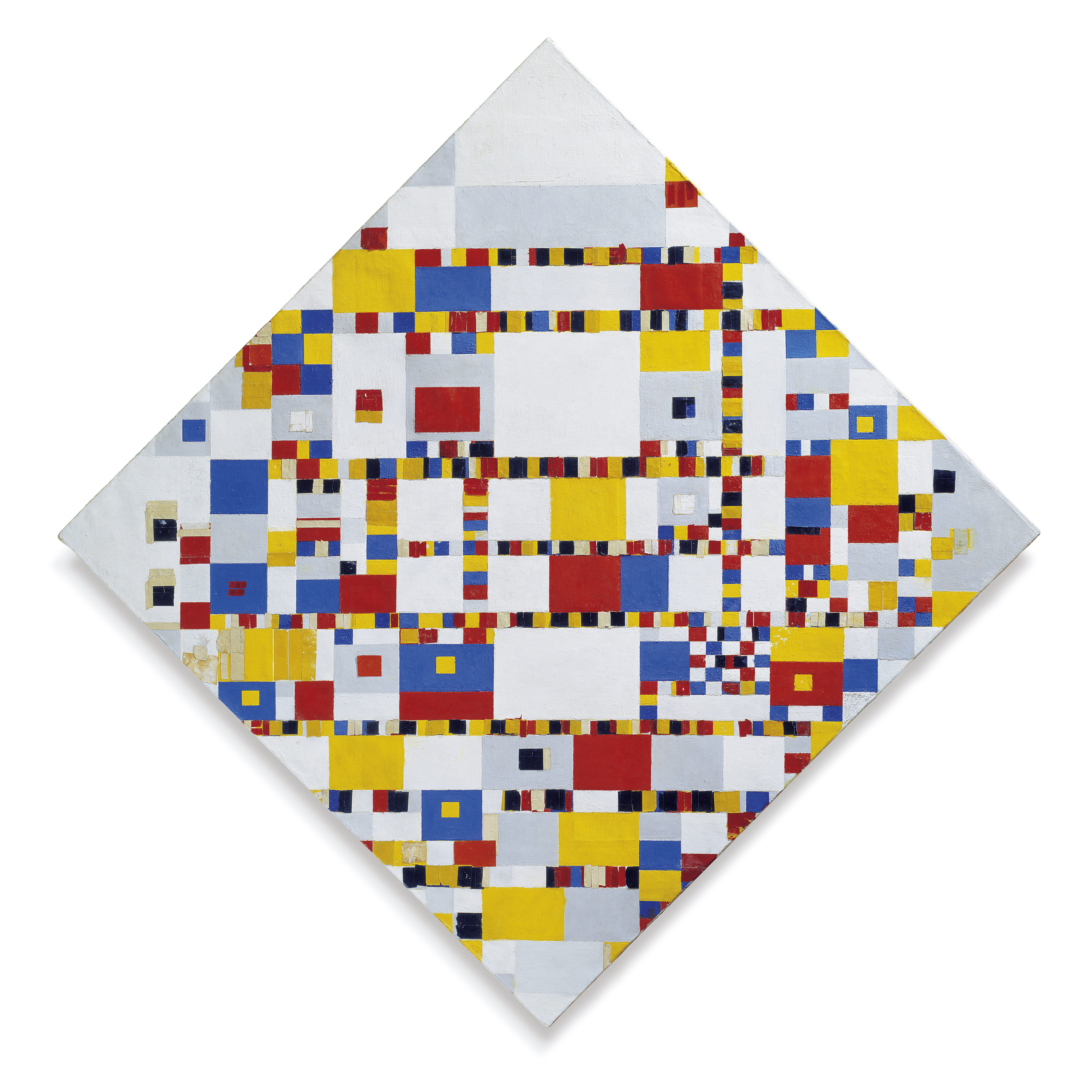
Piet Mondrian, Victory Boogie Woogie, 1944

Parmi les peintres dont l’œuvre est imprégnée par la Kabbale, Mopsik distingue en particulier William Blake, Piet Mondrian, Barnett Newman.
Mopsik signale que des conceptions ou des motifs propres à la kabbale se retrouvent également au cinéma, notamment dans Le Golem de Julien Duvivier, dans Une étrangère parmi nous de Sidney Lumet, dans Hélas pour moi de Jean-Luc Godard, etc., ainsi que dans le série animé Neon Génésis Evangelion et dans des jeux vidéo.

### Sociétés ésotériques
Des kabbalistes chrétiens ou des auteurs qui leur sont proches, notamment Louis-Claude de Saint-Martin et Joseph de Maistre, ont joué un rôle dans la formation de la franc-maçonnerie moderne.
Des sociétés ésotériques, à base spirite, religieuse, astrologique ou médicale, se sont également réclamées de la kabbale, parmi les plus célèbres :
- La Société rosicrucienne d’Angleterre, Rosicrucian Society of England, fondée vers 1850 à Londres, mais dont la notoréité n’a débuté qu’en 1861, quand Alphonse-Louis Constant, un occultiste français, plus connu sous le pseudonyme d’Éliphas Lévi, prend sa direction. Une société qui comptait notamment des membres de l’aristocratie parmi ses adeptes.
- La Société théosophique, fondée à New York en 1875 par Helena Petrovna Blavatsky, ainsi que par le Colonel Henry Steel Olcott et William Quan Judge. Thomas Edison et Piet Mondrian y ont adhéré. Une société toujours active, présente dans une cinquantaine de pays, à vocation religieuse, où la tradition kabbalistique se mêle au bouddhisme et à l'hindouisme.

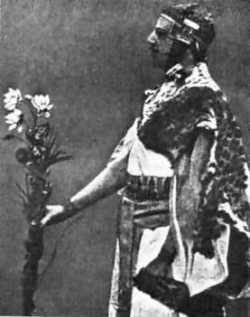
Samuel Liddell MacGregor Mathers, en costume égyptien, accomplissant un rituel à la Golden Dawn.

- L’Ordre hermétique de l'Aube dorée (Hermetic Order of the Golden Dawn) fondé à Londres en 1888, par le traducteur anglais de la Kabbala Denudata de Knoor von Rosenroth, Samuel Liddell MacGregor Mathers, le propre beau-frère d’Henri Bergson. (Le refus de parler de la Kabbale, chez Bergson, s’explique probablement par la crainte de voir sa philosophie associée à la société secrète de son beau-frère et de sa sœur). Le poète William Butler Yeats figurait les membres de la Golden Dawn.
- L'Ordre kabbalistique de la Rose-Croix, fondé en 1888 par Joséphin Peladan, un kabbaliste chrétien, alchimiste et guerrisseur, également écrivain. L’ordre rassemblait des membres prestigieux : Léon Bloy, Paul Bourget, Jules Barbey d’Aurevilly, Erik Satie, Claude Debussy, Antoine de La Rochefoucauld, etc.
- La Rose-Croix catholique, une dissidence de l’ordre de Peladan, fondée en 1890 par Stanislas de Guaïta.
- L’Église gnostique universelle, fondée en 1890 par Jules Doinel, un occultiste français à vocation religieuse, qui prend le titre d’évêque. René Guénon, Jean Bricaud, Déodat Roché, ont adhéré à cette église.
- L’Ordre martiniste, fondé en 1891 par Gérard Encausse, alias Papus, un médecin occultiste, et par Augustin Chaboseau, un journaliste, également occultiste. L’ordre comptait notamment Maurice Barrès, Camille Flammarion, Paul Adam, parmi ses membres.
- L’Ordre des templiers orientaux, Ordo Templi Orientis, l’OTO, fondé en 1904 en Angleterre sous l’égide d’Aleister Crowley, un occultiste et astrologue britannique, dissident de la Golden Dawn. L’OTO a été très actif aux États-Unis dans les années 1920-1930. Il y maintient toujours ses activités.
- The National Institute for the Research of Kabbalah, plus connu sous le nom de Centre de la Kabbale, fondé aux États-Unis dans les années 1960, par Philip Berg, un ancien agent d’assurance devenu prêcheur avec la vocation d’exposer la Kabbale à un public non-juif. Un Centre installé à Los Angeles depuis des années 1970, avec une antenne à New York. Il comprend notamment parmi ses membres des acteurs et des chanteurs célèbres. Madonna, en particulier, lui a donné beaucoup de publicité. De nombreux rabbins ont contesté la validité des activités du Centre.

### Théorie du complot juif
Depuis le XVIIe siècle, le mot « cabale » en français signifie « conspiration ». Des auteurs influencés par des thèmes présents dans la kabbale chrétienne, ont développé un discours antisémite, à commencer par Joseph de Maistre. Des adhérents à l’Ordre martiniste de Papus, comme Maurice Barrès ou Paul Adam, ont soutenu des thèses où le thème de la « conquête occulte du monde par Israël » occupe une place remarquable. Martin Heidegger a pris des positions tout aussi antisémites, alors qu’il porte, par ailleurs, sur le langage un regard proche celui de Rosenzweig et des redécouvreurs de la kabbale linguistique au XXe siècle.
La théorie du complot juif est l'un des produits de l'antisémitisme auquel se mêlent des allusions à la Kabbale ; une théorie véhiculée en particulier par « les milieux d'extrême-droite ésotérique marqués par le new age », ainsi que « par des altermondialistes et par le milieu du hip-hop », selon le politologue Stéphane François.

## Bibliographie

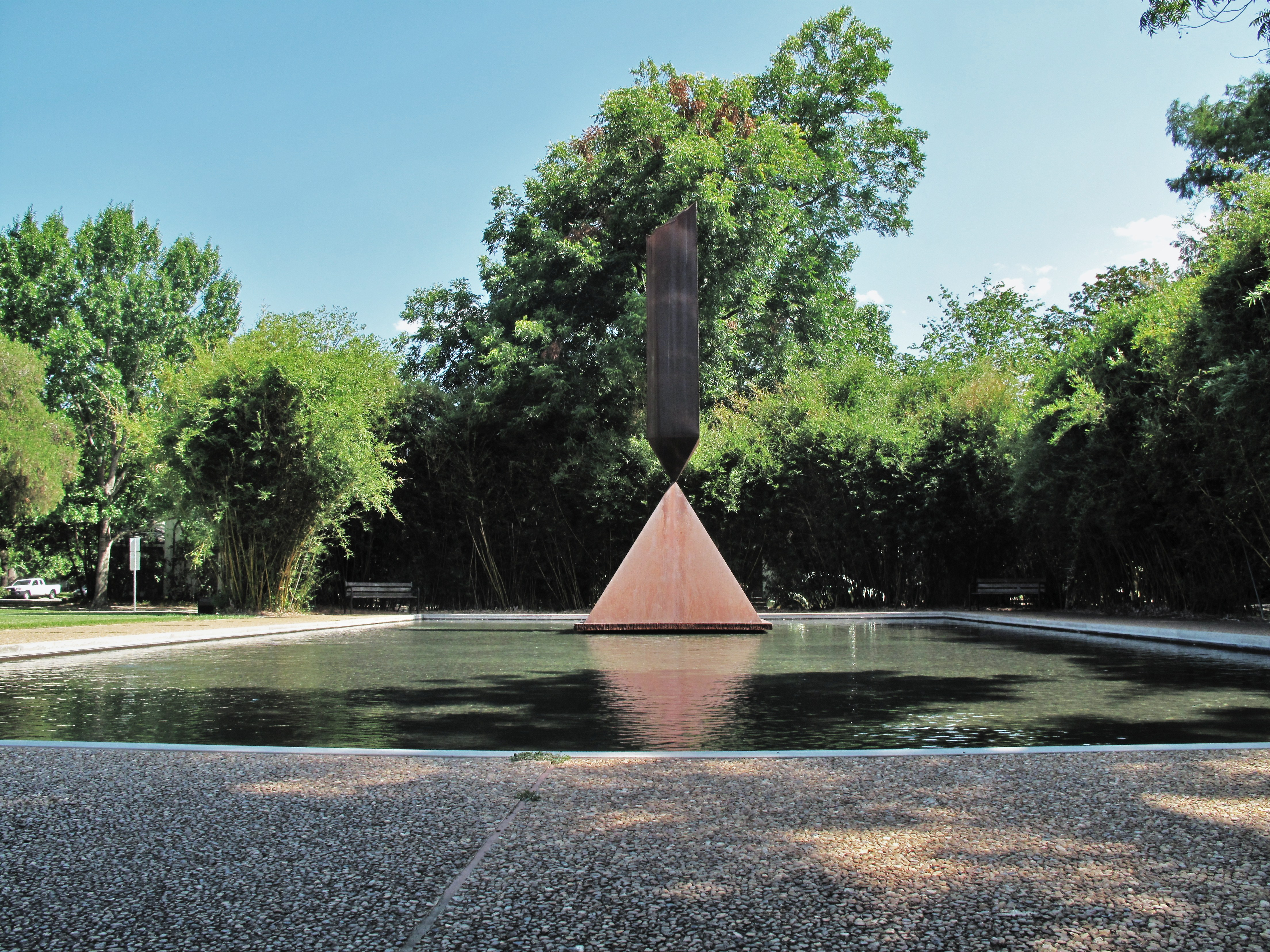
Barnett Newman : Œuvre.

### Textes de la Kabbale (traduits en français)
- Sefer Yetsirah (Le livre de la Création), traduction française de Charles Mopsik, dans Chemins de la cabale, L’Eclat, Paris-Tel-Aviv, 2004.
- Sefer Ha Zohar (Le livre de la splendeur), trad. Jean de Pauly (1906-1911, posthume), Maisonneuve et Larose, 6 vol., 1973. « Traduction ancienne très contestée » (Ch. Mop).
- Sefer Ha Zohar, traduction française de Charles Mopsik, Lagrasse, Verdier, Paris, 7 vol., 1981-2001.
- Nahmanide, De la perfection de la loi, traduit de l'hébreu et présenté par René Gutman, suivi de Moshé Idel, Cabale, halakhah et autorité spirituelle chez Nahmanide, Paris, L’'éclat, Paris-Tel-Aviv, 2012.
- Nahmanide, La dispute de Barcelone, Verdier, Paris, 1996.
- Abraham Aboulafia, L'Epître des sept voies, traduction de Jean-Christophe Attias, Préface de Shmuel Trigano, postface Patricia Farazzi, éditions de l'Eclat, Paris, 1985 (nouvelle édition avec le texte hébreu établi par Aaron Jellinek en 1854, Editions de l'éclat, 2008).
- Abraham Aboulafia, Lumière de l'intellect (Or haSekhel), édition bilingue, texte établi, traduit et annoté par Michaël Sebban, Paris, Editions de l'éclat-Beit haZohar, 2021
- Joseph Gikatilla, Les Portes de la lumière, traduction de Georges Lahy, éditions Lahy, Paris, 2001.
- Joseph Gikatila, Le secret du mariage de David et Bethsabée, édition bilingue, texte établi, traduit et présenté par Charles Mopsik, Paris, Editions de l'éclat, 1994 (nouvelle édition Editions de l'éclat, 2015)
- Moïse de Léon, Le Sicle du sanctuaire (Cheqel ha-Qodech), traduction, annotation et présentation de Charles Mopsik, Lagrasse, Verdier, Paris, 1996.
- Pic de la Mirandole, 900 conclusions philosophiques, cabalistiques et théologiques, traduction française de Bertrand Schefer, Allia, Paris, 1999, (éd. bilingue latin-français).
- Pic de la Mirandole, Œuvres philosophiques, traduction française d’Olivier Boulnois et de Giuseppe Tognon, PUF, Paris, 1993.
- Johannes Reuchlin, De arte cabbalistica (De l'art cabbalistique), traduction française de François Secret, Aubier-Montaigne, Paris, 1973.
- Moïse Cordovero, Le Palmier de Deborah, traduit de l'hébreu et présenté par Charles Mopsik, Lagrasse, Verdier, Paris, 1985.
- Juda Ben Nissim Ibn Malka, La consolation de l'expatrié spirituel, traduit et présenté par Paul Fenton, et précédé de « Les commentaires du Sefer Yetsira » par Georges Vajda, Paris, Editions de l'éclat, 2008
- Joseph Ibn Tabul, Derush Hefzi-Bah, traduit et présenté par Charles Mopsik, Aspects de la Cabale à Safed après l’Expulsion, dans Inquisition et pérennité (ouvrage collectif) sous la direction de David Banon, Le Cerf, Paris, 1992.
- Abraham Cohen de Herrera, Le Portail des cieux (La Puerta del cielo), traduit en français et présenté par Michel Attali, Paris, Editions de l’éclat, 2010.
- Moché Haïm Luzzatto, Le Sentier de rectitude, traduction française d’Aron Wolf et de Jean Poliatschek. Préface de Georges Vajda. Paris, 1956.
- Haim de Volozhin, L'Âme de la vie, présenté, traduit et commenté par Benjamin Gross, préface d’Emmanuel Levinas, Verdier, Paris, 1986.
- Hayyim de Volozhin, Le souffle de vie, traduit et commenté par Benjamin Gross, Paris, Editions de l'éclat, 2012
- Elie Benamozegh, Israël et l'humanité. Étude sur le problème de la religion universelle et sa solution, Leroux, Paris, 1914.
- Zera Chimchon, de Rabbi Chimchon Haim Nahmani, traduit par Rav Michel Baruch, Véhaarev, Paris, 2021.

### Études historiques ou philosophiques (en langue française)

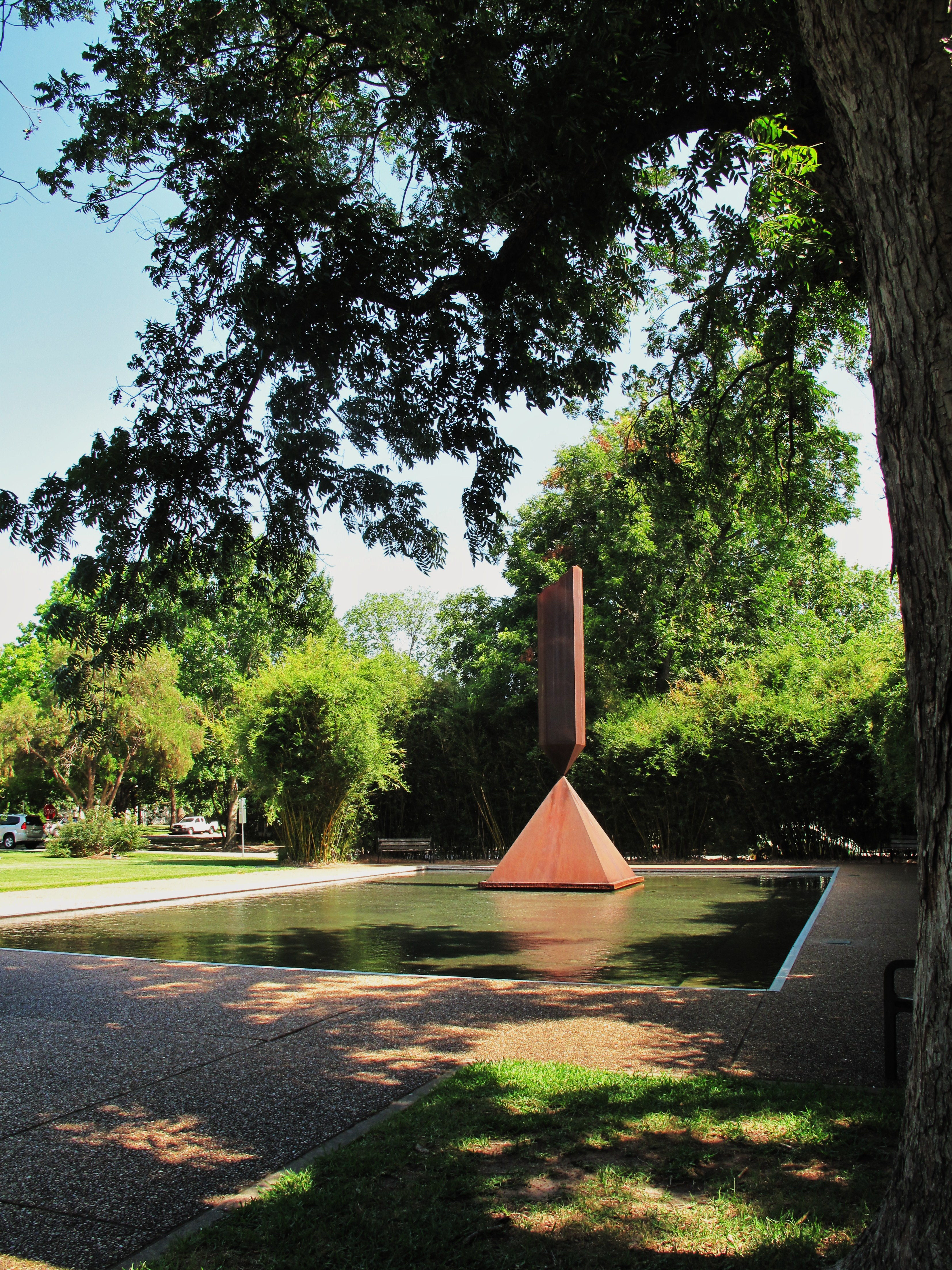
Barnett Newman : Œuvre

#### Ouvrages généraux
- Adolphe Franck, La Kabbale ou La Philosophie Religieuse des Hébreux (1843, texte fr en ligne ; 1889 : 1892, texte en ligne). Réédition : Slatkine, Genève, 1981 Traduction anglaise en ligne
- Roland Goetschel, La kabbale, PUF, coll. "Que sais-je ?", Paris, 1985.
- Maurice-Ruben Hayoun, La Kabbale, Ellipses, Paris, 2011.
- Moshé Idel, La Cabale, nouvelles perspectives, Le Cerf, 1998.
- Moshé Idel, Victor Malka, Les chemins de la Kabbale, Albin Michel, 2000.
- Georges Lahy, Dictionnaire encyclopédique de la Kabbale, éditions Lahy, Paris, 2005.
- Charles Mopsik, La Cabale,  éd. Jacques Grancher, Paris, 1988.
- Charles Mopsik, Cabale et Cabalistes, Albin Michel, Paris, 1997.
- Alexandre Safran, Esther Starobinski-Safran, La Kabbale, Payot, Paris, 1972.
- Alexandre Safran, Sagesse de la kabbale, Stock, Paris, 1986.
- Gershom Scholem, Les grands courants de la mystique juive (1941), traduction française, Payot, Paris, 1968.
- Gershom Scholem, La kabbale (1974), traduction française, Le Cerf, 1998 ; Gallimard Folio, Paris, 2005.
- Gershom Sholem, La Kabbale et sa symbolique (traduction Jean Boesse), Payot, Paris, 1966 ; réédité 1968 et 2003.
- Gershom Scholem, Dix propositions anhistoriques sur la cabale, introduction et commentaires de David Biale, traduit par Jean-Marc Mandosio, Paris, Editions de l'éclat, 2012
- Henri Sérouya, La Kabbale, Paris, 1947.
- Paul Vulliaud, La kabbale juive, histoire et doctrine, Noury, Paris, 1923.
- Paul Vulliaud, Kabbale et panthéisme, Puyméras, Éditions localement transcendantes, 2021.

#### Kabbale médiévale
- Gershom Sholem Les origines de la Kabbale (traduction Jean Lœwenson), Aubier Montaigne, Paris, 1966.
- Moshé Idel, L'expérience mystique d'Abraham Aboulafia, Le Cerf, Paris, 1989.
- Moshé Idel, Maïmonide et la mystique juive, Le Cerf, Paris, 1998.
- Moshé Idel, Le Golem, Le Cerf, Paris, 1992.
- Moshé Idel, Mystique juive et histoire, dans Annales, Histoire, Sciences sociales, 49e année, no 5, Paris, 1994.
- Gershom Scholem, La cabale du livre de l'image et d'Abraham Aboulafia, traduit de l'hébreu par Sabine Amsellem, préface Saverio Campanini, Paris, Editions de l'éclat, 2019
- Colette Sirat, La philosophie juive au Moyen Âge, selon les textes et les imprimés, CNRS, Paris 1983.
- Isaiah Tishby, La Kabbale : Anthologie du Zohar, Berg, Paris, 1994
- Elliot R. Wolfson, Abraham Aboulafia, Cabaliste et prophète, L’Éclat, Paris-Tel-Aviv, 2000.
- Roland Goetschel, Meir Ibn Gabbay, Le discours de la Kabbale Espagnole, Louvain, Peeters, 1981, 565 p. (ISBN 978-2-8017-0162-1).

#### Kabbale de la Renaissance
- André Benzimra, Hermétisme et alchimie dans la Kabbale, Arché Milan, 2009
- André Neher : Le Puits de L'Exil, la théologie dialectique du Maharal de Prague, Albin Michel, Paris, 1962.
- François Secret, Les kabbalistes chrétiens de la Renaissance, Dunod, Paris 1964,
- François Secret, Hermétisme et Kabbale, Bibliopolis, Naples, 1992.
- François Secret, Guillaume Postel et son interprétation du candélabre de Moyse, De Graaf, Nieuwkoop, 1966.
- François Secret, Vie et caractère de Guillaume Postel, Archè, Milan, 1987.
- François Secret, Histoire de l'ésotérisme chrétien, dans Problèmes et méthodes d'histoire des religions, École Pratique des Hautes Études, Paris, 1968.
- Chaïm Wirszubski, Pic de la Mirandole et la cabale, suivi de Considérations sur l'histoire des débuts de la cabale chrétienne par Gershom Scholem, traduit de l'anglais et du latin par Jean-Marc Mandosio, Paris-Tel-Aviv, Editions de l'éclat, 2007.

#### kabbale lourianique
- Charles Mopsik, « Aspects de la Cabale à Safed après l’Expulsion » dans Inquisition et pérennité (ouvrage collectif) sous la direction de David Banon, Le Cerf, 1992.
- Gérard Nahon, La Terre sainte au temps des kabbalistes, 1492-1592, Albin Michel, Paris, 1997.

#### Kabbale sabbatéenne
- Gershom Scholem, Le Messianisme juif, Calman-Lévy, Paris, 1974.
- Isaac Bashevis Singer, La destruction de Kreshev, Gallimard Folio, Paris, 2003.
- La légende de Yosef della Reina, activiste messianique, trois versions traduites de l'hébreu et du yiddish par Jean Baumgarten, Paris, Editions de l'éclat, 2018

#### Kabbale hassidique
- Jean Baumgarten, La Naissance du hassidisme: Mystique, rituel et société (XVIIIe-XXe siècle), Albin-Michel, Paris, 2006
- Martin Buber, La Légende du Baal-Shem, le Rocher, Monaco, 1993.
- Jean de Menasce, Quand Israël aime Dieu, Plon, Paris, 1931 ; réédité chez Verdier, Paris.
- Marc-Alain Ouaknin, TsimTsoum, Introduction à la méditation hébraïque, 1992.
- Isaac Bashevis Singer, Histoires du Baal Shem Tov, Stock, Paris, 1983.

#### Kabbale et philosophie

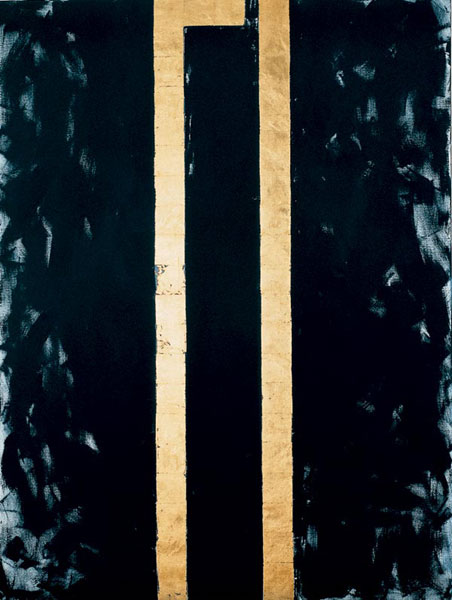
Barnett Newman : Homme dans la nuit

- Élie Benamozegh, Spinoza et la Kabbale, L'Univers Israélite, septembre 1863; Puyméras, Éditions localement transcendantes, 2020
- Walter Benjamin, La Tâche du traducteur, dans Œuvres, I, Folio-Gallimard, 2000.
- Myriam Bienenstock, Cohen face à Rosenzweig : débat sur la pensée allemande, Vrin, Paris, 2009.
- Renée Bouveresse, Spinoza et Leibniz : l'idée d'animisme universel, Vrin, Paris, 1992.
- Jacques Derrida, De la grammatologie, Minuit, Paris, 1967.
- Jacques Derrida, La dissémination, Seuil, Paris, 1972.
- Suzanne Edel, Métaphysique des idées et mystique des lettres : Leibniz, Böhme et la Kabbale prophétique, Revue d’histoire des religions, no 213-214, Paris, 1996.
- Alexandre Matheron, Individu et communauté chez Spinoza, Les éditions de minuit, Paris, 1969.
- Moshé Idel, Langue et Kabbale, Le langage mystique : de la Cosmogonie à l’épistémologie, dans Revue de l'histoire des religions, tome 213 no 4, Paris, 1996.
- Marc Halévy, Citations de Spinoza expliquées, Eyrolles, Paris, 2013.
- Gottfried Wilhelm Leibniz, Réfutation inédite de Spinoza, édité, traduit et introduit par A. Foucher de Careil, Paris, 1854 : réédité en ligne.
- Bernard-Henri Lévy, Pièces d’identité, Grasset, Paris, 2010.
- Bernard-Henri Lévy, L'Esprit du judaïsme, Grasset, Paris, 2016.
- Franz Rosenzweig, L'Étoile de la Rédemption, traduite par A. Derczanski et J.-L. Schlegel au Seuil, 1982
- Gershom Scholem-Leo Strauss, Cabale et philosophie. Correspondance 1933-1973, traduit de l'allemand et présenté par Olivier Sedeyn, Paris, Editions de l'éclat 2006
- Christoph Schulte, Les formes de réception de la kabbale dans le romantisme allemand, dans Revue germanique internationale, no 5, 1996, réédité en ligne.
- Margaret Teboul, Bergson, le temps et le judaïsme. Le débat des années 1960, dans Archives Juives, Paris, 2005/1 (Vol. 3
- Marc Welinski et Marc Halévy, Les Trésors de la Kabbale : Une initiation en quatre soirées à une tradition mystique universelle, Editions Dervy, Paris, 2022.

#### Kabbale et psychanalyse
- Éliane Amado Levy-Valensi, Le Moïse de Freud ou la référence occultée, Ed. du Rocher, Monaco, 1984.
- David Bakan, Freud et la tradition mystique juive, Van Nostrand, Princeton, 1958, traduit en français chez Payot, Paris, 1963, réédité en 1977.
- Moshé Idel, Métaphores et pratiques sexuelles dans la cabale, dans Lettre sur la sainteté, le secret de la relation conjugale entre l'homme et la femme dans la cabale, Verdier, Paris, 1986.
- Gérard Haddad, Lacan et le judaïsme, Livre de Poche, Paris, 2003.
- Gérard Haddad, Le péché originel de la psychanalyse, Lacan et la question juive, Seuil, 2007.
- Jacques Lacan, L’Étourdit, conférence du 14 juillet 1972, dans Scilicet 4, Seuil, Paris, 1972.
- Albert Memmi, La double leçon de Freud, postface à David Bakan, Freud et la tradition mystique juive, Payot, Paris, 1963.
- Francis Pasche, préface à David Bakan, Freud et la tradition mystique juive, Paris, Payot, 1963.

#### Kabbale et littérature
- Eliane Amado Lévy-Valensi, La poétique du Zohar, préface de Charles Mopsik, Paris, Editions de l'éclat, 1996
- Hélène Domon, Le livre imaginaire, Summa, Birmingham (Alabama), 2000
- Marc Eigeldinger, La philosophie de l’art chez Balzac, Genève, 1957.
- Henri Gauthier, L'image de l'homme intérieur chez Balzac, Droz, Genève, 1984.
- Juliette Hassine, Ésotérisme et écriture dans l’œuvre de Proust, Minard, Paris, 1990.
- Richard E. Knowles, Michelet, poète ésotérique, Vrin, Paris, 1910.
- Patrick Labarthe, Baudelaire et la tradition de l’allégorie, Droz, Genève, 1999.
- Brigitte Level, Mallarmé et l’alphabet, Cahiers de l'Association internationale des études françaises, no 27, Paris, 1975
- Charles Massé, Les Clefs de Mallarmé, Aubier, Paris, 1954.
- Emmanuel Dufour-Kowalski, Stanislas de Guaita (1861-1897), Grand Maître de la Rose + Croix Kabbalistique. Archè / Milano. 2021.

#### Essais
- Léon Askénazi, La parole et L'écrit. Penser la tradition juive aujourd'hui, Albin Michel, Paris, 2000.
- Catherine Chalier, Le désir de conversion, Seuil, Paris, 2011.
- Jacob Gordin, Écrits – Le renouveau de la pensée juive en France, textes réunis et présentés par Marcel Goldmann, préface de Léon Askénazi, Albin Michel, Paris, 1995.
- Moshé Idel, Les kabbalistes de la nuit, éditions Allia, Paris, 2003.
- Lucie Kaennel et Pierre Gisel (sous la direction de), Réceptions de la cabale, Paris, Editions de l'éclat, 2007
- Georges Lahy, Kabbale et destinée, éditions Présence, 1986 et 1994.
- Georges Lahy, Lumières sur la Kabbale, éditions Jeanne Laffitte, 1989.
- Georges Lahy, Kabbale Extatique et Tšérouf, éditions Lahy, 1993.
- Georges Lahy, Vie mystique et Kabbale pratique, éditions Lahy, 1994.
- Charles Mopsik, La Cabale, lire au-delà de la lettre, Paris, Jacques Grancher, 1988.
- Charles Mopsik, Chemins de la cabale. Vingt-cinq études sur la mystique juive, Paris-Tel Aviv, L’Éclat, 2004.
- Charles Mopsik, Le Sexe des âmes. Aléas de la différence sexuelle dans la cabale, Paris-Tel Aviv, L’Éclat, 2003.
- Marc-Alain Ouaknin, Le livre brûlé, Lieu Commun, Paris, 1986.
- Marc-Alain Ouaknin, Concerto pour quatre consonnes sans voyelles, Balland, Paris, 1992.
- Marc-Alain Ouaknin, Mystères de la Kabbale, Assouline, Paris, 2000.
- Marc-Alain Ouaknin, Mystères des chiffres, Assouline, Paris, 2004.
- Shmuel Trigano, Le Récit de la disparue. Essai sur l'identité juive, Gallimard, Paris, 1977.
- Shmuel Trigano, Le Judaïsme et l’esprit du monde, Grasset, 2011.